# Histoire de Nantes

Blason de Nantes.

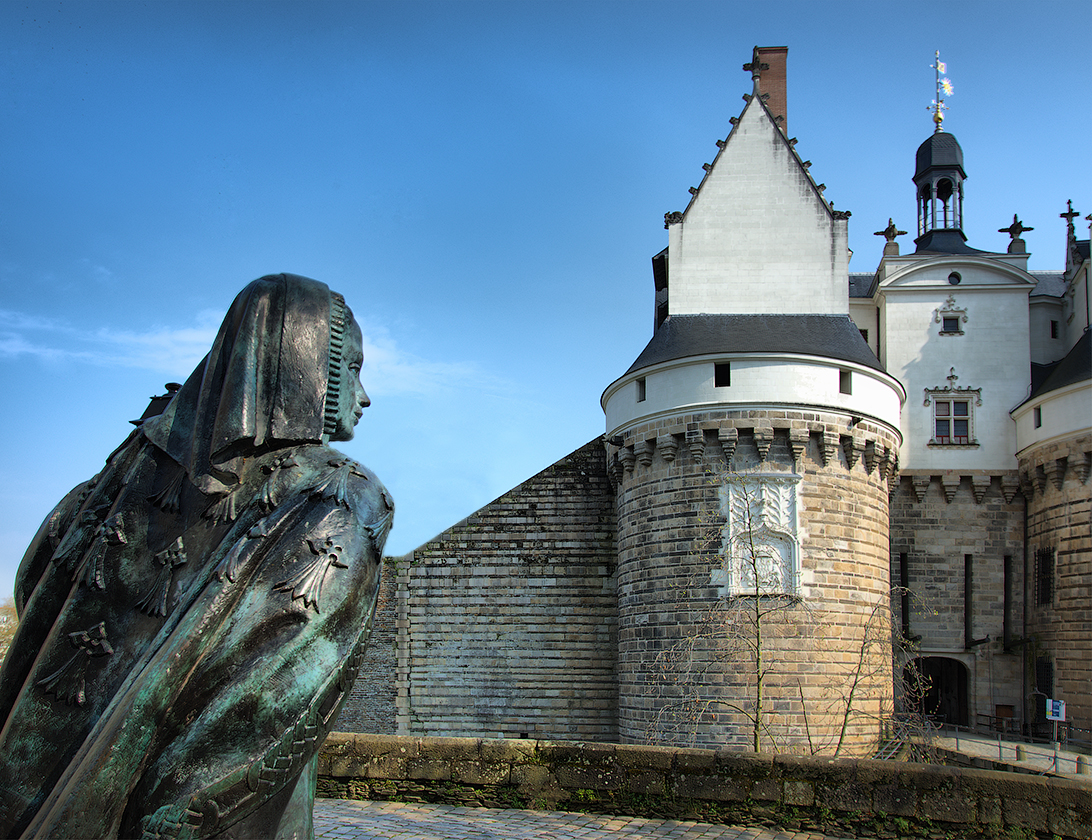
Le château des ducs de Bretagne.

Cet article traite de l’histoire de Nantes, chef-lieu du département de Loire-Atlantique et de la région Pays de la Loire (France).
Chef-lieu de la cité des Namnètes sous l'Empire romain, Nantes devient un évêché au IIIe siècle, illustré notamment par l'évêque Félix de Nantes au VIe siècle. Le comté de Nantes de l'époque carolingienne est conquis par les Bretons en 851 et la ville devient une des plus importantes du duché de Bretagne au Moyen Âge. En 1598, elle est la dernière ville dont Henri IV obtienne la reddition à la fin de la huitième guerre de religion et il y promulgue l'édit de Nantes. Au XVIIIe siècle, c'est un des grands ports coloniaux du royaume, participant au premier rang à la traite des Noirs.

## Préhistoire

### Le site de Nantes à l'âge du bronze
(janvier 2016).
L'occupation humaine est ici faible à l'époque néolithique, contrairement à celle du littoral (monuments mégalithiques de la presqu'île guérandaise) ou de l'intérieur (région de Saumur). Elle augmente manifestement à partir de l'âge du bronze ; on pense que le site de Nantes, assez proche du gisement d'étain d'Abbaretz-Nozay avec lequel l'Erdre assure des communications faciles, joue un rôle dans le commerce et le travail des métaux dès le IIe millénaire av. J.-C. L'étain est en effet moins répandu que le cuivre, les deux métaux dont on fait le bronze. Néanmoins, il y a l'alignement du Pilier (ou du Breuil de la Herse) un alignement mégalithique qui correspondrait au marquage d’une zone frontière entre les Namnètes et les Riedones. A ce jour, le plus long d’Europe.
Les trouvailles archéologiques à Nantes concernent d'abord des armes trouvées dans la Loire et qui doivent avoir fait l'objet d'offrandes (peut-être à un dieu du fleuve) :
- dépôt de Trentemoult (commune de Rezé[N 2]) : 9 haches de cuivre et une pointe de lance, relevant de la civilisation campaniforme, sans doute apportées par des gens venus de la péninsule ibérique ; datation : -2000 (dépôt analogue à Saint-Père-en-Retz) ;
- dépôts fluviaux divers d'épées de bronze, qui du fait de leurs formes, peuvent être datées entre -1800 et -900.

Rien n'atteste jusque-là d'artisanat métallurgique local ; celui-ci est en revanche attesté par les dépôts d'objets divers qui correspondent à trois ateliers de bronziers, datés de -800 à -600, découverts entre 1880 et 1914 à la Prairie de Mauves, au Jardin des Plantes et à Chantenay. On peut estimer que dès cette époque, il existe une agglomération, probablement un comptoir plutôt qu'une ville.

### Le site de Nantes à l'Âge du fer
L'Âge du fer correspond à l'époque où les Celtes occupent progressivement la Gaule, à partir du Ve siècle av. J.-C. Au Ier siècle av. J.-C., les auteurs latins et grecs indiquent que la rive nord de l'estuaire de la Loire, donc le site de Nantes, est occupée par le peuple gaulois des Namnètes, mentionnés explicitement pour la première fois par Jules César ; sur la rive sud, se trouvent les Ambilatres et les Pictons. Mais on ne sait pas à quel moment précis ces peuples sont arrivés là, ni quelles populations ils ont remplacées.
Une notation intéressante de l'historien grec Polybe au IIe siècle av. J.-C. concerne un port fluvial connu du navigateur grec Pythéas (IVe siècle av. J.-C.), qu'il appelle « Corbilo » et qu'il situe à l'embouchure de la Loire ; selon Strabon, Corbilo n'existait plus à son époque (Ier siècle av. J.-C.). La localisation de Corbilo n'est pas connue et il semble improbable que son site ait été celui de Nantes. On ignore par ailleurs si Nantes était déjà une capitale pour les Namnètes, à supposer qu'ils en aient eu une.
Les Celtes ont apporté avec eux la métallurgie du fer, pour laquelle le site portuaire de Nantes restait bien placé (gisements de Rougé, La Meilleraye-de-Bretagne, etc.).
Au début de la conquête de la Gaule par César, la région joue un rôle lors de la campagne de l'année -56 contre les Vénètes, mais pas particulièrement Nantes ; César a fait construire des navires : cette construction a probablement eu lieu dans l'estuaire de la Loire, mais sans doute pas sur des sites namnètes. Le gros de l'armée romaine a traversé le territoire namnète entre Angers et le littoral, mais a sans doute suivi un trajet au nord de Nantes (par Blain).

## Antiquité

### Période du Haut-Empire

#### La cité des Namnètes dans l'empire
Après la conquête de la Gaule par Jules César, le pays des Namnètes devient une des cités (civitates) reconnues par Rome, tandis que les territoires au sud de la Loire sont attribués à la cité des Pictons (chef-lieu : Limonum, Poitiers). Les Namnètes, ayant participé à la révolte de Vercingétorix, sont tributaires (le statut le moins élevé dans l'empire romain). Sous le règne d'Auguste (- 27 - + 14), la division de la Gaule en trois provinces place les Namnètes dans la Lyonnaise (chef-lieu : Lyon) et les Pictons en Aquitaine (chef-lieu : Bordeaux).

#### Nantes, chef-lieu des Namnètes
Une vie urbaine importante se développe à partir du règne d'Auguste d'une part à Ratiatum (Rezé), port picton, d'autre part à Condevincum, chef-lieu des Namnètes, à l'emplacement de l'actuel quartier du Bouffay, .
Le géographe d'Alexandrie Claude Ptolémée (IIe siècle) est le seul auteur ancien à donner le nom du chef-lieu des Namnètes, qui apparait selon les manuscrits sous la forme Condevicnum ou Condevincum, que l'on identifie avec Nantes, quoiqu'avec des réserves[réf. nécessaire]. En revanche, il n'y a aucun doute sur la localisation de la ville indiquée par la Table de Peutinger (IIIe ou IVe siècle) comme Portus Namnetum (« Port des Namnètes »). Il est probable que Nantes est très tôt devenue le centre de la cité des Namnètes.
En tant que chef-lieu de cité, Nantes n'est pas lieu de résidence de magistrats romains, qui siègent seulement au chef-lieu de province. La cité est administrée par les décurions, notables locaux de l'ordre décurional, qui forment la curie de la cité. Ils ont à s'occuper des affaires internes de la cité (voirie, bâtiments publics, etc.) et des relations avec l'autorité romaine. Leurs principales fonctions vis-à-vis de l'empire sont de rassembler le tribut dû par la cité et de rendre un culte à l'empereur, notamment, à partir du règne d'Auguste, en envoyant chaque année un délégué à Lyon, pour l'assemblée fédérale des Trois Gaules, qui se réunissait le 1er août (mois d'Auguste) sur l'actuelle colline de la Croix-Rousse, dans le sanctuaire fédéral des Trois Gaules.
On n'a malheureusement pas de renseignements précis (noms de décurions, de délégués à l'assemblée des Trois Gaules) sur cet aspect de la vie de la cité des Namnètes.

#### Les traces de la ville antique deCondevincum
En ce qui concerne le bâti antique, les restes archéologiques à Nantes sont beaucoup moins importants qu'à Rezé, où la ville antique, notamment le port, n'a pas été entièrement urbanisée par la suite. Ils attestent qu'on y trouvait un temple de Mars, sous la forme locale de Mars Mullo, de Vulcain (trois inscriptions), de Minerve,  d'une déesse-mère à corne d'abondance (sans doute identifiée à Cérès).
On a des traces de basiliques (civiles), d'un aqueduc, des thermes public (hypocauste retrouvé vers l'église Sainte-Croix), mais pas d'un théâtre ni d'un amphithéâtre. On a retrouvé 30 stèles funéraires, qui représentent la quasi-totalité des stèles trouvées dans la région armoricaine[pas clair].
Une reconstitution à partir de ces vestiges permet de penser qu'il y avait un quartier administratif dans le secteur Bouffay-Sainte-Croix, un quartier religieux en haut de la colline (vers la cathédrale) et un quartier portuaire, appelé Vicus portensis (« Quartier du port »), attesté par une inscription retrouvée en 1580. La localisation de ce Vicus portensis est problématique ; des restes ténus d'installations portuaires ont été détectés en divers endroits sur la Loire et sur l'Erdre.

### Période du Bas-Empire

#### Une période d'insécurité
À partir du IIIe siècle, l'Empire romain n'assure plus aussi bien la sécurité qu'à l'époque de la « paix romaine » : il est confronté à la pénétration de groupes germaniques, aux agressions de pirates appelés Saxons ou Frisons, ainsi qu'à des troubles internes, notamment le phénomène des Bagaudes qui touche la Gaule.
Nantes subit un assaut germanique[réf. nécessaire] vers 275. Des murailles y sont construites entre 280 et 300. Cette enceinte grossièrement carrée enferme une superficie d’environ 18 ha correspondant à l'actuel quartier du Bouffay. Elle perdurera jusqu'au XIIIe siècle et sera alors reprise par les murailles ducales.
Sur le plan militaire, à partir du IVe siècle, Nantes relève du Magister Militiae de Trèves. Par la suite est créée une fonction de dux Tractus Armoricani (« Chef du Territoire armoricain »), chargé plus spécialement de la défense maritime. Un corps de réserve (superventores) est basé à Nantes qui bénéficie aussi de la protection des Gentiles Teifales, colons militaires d'origine germanique installés dans la cité des Pictons (région de Tiffauges, dont le nom vient de ces Teifales).
Aux IVe et Ve siècles, les autorités impériales procèdent à l'installation de garnisons de soldats venus de Bretagne (actuelle Grande-Bretagne, au sud du mur d'Hadrien) afin de protéger la région des pirates saxons. Il semblerait que des garnisons bretonnes aient été postées le long de la Loire jusqu'à Blois. Ces Bretons insulaires auraient aussi remonté l'Erdre, ce qui pourrait expliquer quelques toponymes brittoniques le long de cette rivière[réf. nécessaire].

#### Les restructurations de l'empire à partir de Dioclétien
Sous le règne de Dioclétien (284-305), l'empire est totalement réorganisé, notamment par la division entre Empire d'Occident (capitales effectives : Milan et Trèves) et Empire d'Orient, la création de nouvelles circonscriptions, les diocèses et la multiplication des provinces.
Cette réforme place la cité des Namnètes dans la province de Lyonnaise Première (chef-lieu : Lyon) relevant du diocèse de Trèves. En 337, le diocèse de Trèves entre dans la préfecture du prétoire des Gaules, qui inclut la Bretagne et l'Espagne (capitale : Trèves). Vers 385, la cité est placée dans la province de Lyonnaise Troisième (chef-lieu : Tours), dans le même diocèse.

#### Évolution toponymique: deCondevincumàNamnetes
Durant cette période, le nom gaulois (latinisé) de Condevincum est abandonné au profit de Portus Namnetum et, un peu plus tard de Namnetes, devenu le nom de la ville. Ce phénomène se produit dans la plupart des chefs-lieux de cité de Gaule romaine (Paris, Poitiers, Bourges, Avranches, Rennes, Vannes, Tours, etc.), sauf quelques-uns (Bordeaux, Lillebonne, Rouen, par exemple).
Ces mutations interviennent à une époque où la solidité de l'empire romain s'effondrant, on observe[réf. nécessaire] aussi une renaissance des divinités gauloises locales dans les sculptures religieuses et les inscriptions dédicatoires. Le changement de nom des villes chefs-lieux (comme Darioritum devenant Vannes, Limonum devenant Poitiers, etc.) relève peut-être d'un phénomène du même ordre, une marque d'attachement aux anciennes appartenances ethniques des tribus gauloises[réf. nécessaire].

#### Débuts du christianisme à Nantes (IIIesiècle)
La christianisation commence au cours du IIIe siècle. Phénomène encore essentiellement urbain, le christianisme se diffuse par la Loire à partir de Tours et d’Angers. L’évêché de Tours, établi dès le milieu du IIIe siècle semble avoir été le point de départ des missionnaires venus évangéliser la population nantaise.
Les débuts du christianisme sont marqués par les noms de saint Similien, évangélisateur de Nantes et de Donatien et Rogatien, issus d'une grande famille locale, martyrs vers 290, aujourd'hui désignés par l'expression « les Enfants Nantais ». Donatien et Rogatien sont inhumés dans la propriété familiale, située hors les murs près de la route d'Angers, par la suite lieu de construction de l'église Saint-Donatien, associée à une nécropole et à une chapelle funéraire consacrée à saint Étienne, dont l'actuelle chapelle Saint-Étienne a conservé une partie du bâtiment d'origine.
À la fin du IIIe siècle, Nantes devient le siège d’un évêché, dont le territoire correspond à celui de la cité des Namnètes, rattaché à la métropole de Tours (chef-lieu de province dans l'Empire romain), ainsi que les autres évêchés d'Armorique. Le premier évêque, vers 310,; est saint Clair, qui commence l'évangélisation des campagnes.
Peu de temps après, l'empereur Constantin autorise le culte chrétien qui peut désormais être public. La première cathédrale est alors construite dans le quartier des temples païens, avec un baptistère consacré à saint Jean.
Saint Similien, qui vient après les persécutions, est considéré comme le troisième évêque de Nantes. Sa sépulture, établie dans un quartier un peu au nord de la ville, est à l'origine de l'église Saint-Similien, associée à la chapelle funéraire Saint-Symphorien.

#### La fin de l'Empire d'Occident (Vesiècle)
À partir du IVe siècle, l'Empire romain subit une série d'attaques sérieuses de la part des peuples germains qui se trouvent dans les plaines entre le Dniepr et le Rhin. L'arrivée des Huns dans la région du Dniepr provoque un vaste mouvement chez les Germains, dont beaucoup se rallient à eux, tandis que d'autres se réfugient dans l'empire romain (bataille d'Andrinople, 378).
Au Ve siècle, les Wisigoths s'emparent de Rome en 410, puis vont s'installer en tant que fédérés créant un royaume wisigoth (capitale : Toulouse) en Aquitaine. Les Saxons envahissent la Bretagne, premier territoire totalement évacué par Rome. Les Bretons sont refoulés dans l'ouest de l'île ; une partie d'entre eux passent en Gaule, s'installant en Armorique jusque dans la région de Vannes. En 409, les Vandales franchissent le Rhin et effectuent ensuite un vaste parcours qui les mène jusqu'à Carthage. Les Huns, commandés par Attila, atteignent Paris et Orléans, puis sont battus près de Châlons. Mais ils ont amené les Burgondes à partir vers le sud, créant un royaume autour de Lyon et de Genève.
En 476, le chef germain Odoacre, patrice romain, met fin à l'Empire d'Occident.
Nantes se retrouve alors dans une entité politique qui se veut romaine, le royaume de Soissons ou royaume de Syagrius. Mais dans le nord de la Gaule, les Francs de Clovis (roi à partir de 481), partant de Tournai où ils ont le statut de fédérés, commencent à progresser vers le sud, établissant leur capitale à Soissons, puis à Paris.

## Haut Moyen Âge
À la fin du Ve siècle, Clovis conquiert le royaume de Syagrius. Nantes devient une ville du royaume des Francs, qui s'étend ensuite jusqu'aux Pyrénées lorsque Clovis bat les Wisigoths dans la région de Poitiers (507) et les contraint à partir en Espagne.

### Époque mérovingienne
Des monnaies montrent que la ville s'appelle désormais Namnetes. Elle est dominée par la figure de l'évêque, qui, en l'absence de représentant du pouvoir royal, dirige de fait la cité. Aux Ve – VIe siècles, les évêques sont tous issus de grandes familles de la Gaule romaine.

#### Saint Félix, évêque et grand seigneur
L'évêque le mieux connu est saint Félix (511-582), né à Bourges, issu d'une grande famille d'Aquitaine, à qui l'évêque de Poitiers Venance Fortunat, originaire d'Italie, a consacré un de ses poèmes, évoquant notamment les travaux d'aménagement de la ville.
Fils de l'évêque Eumalius, Félix est évêque de Nantes de 548 à 582. Il achève la construction de la nouvelle cathédrale commencée par son père où il installe des reliques des apôtres Pierre et Paul. Il fait creuser un canal (qui porte aujourd'hui son nom) pour assurer le développement du port. Il envoie des missionnaires dans la campagne environnante : Martin à Vertou, Friard à Indret. Son action déborde sur le diocèse de Poitiers : il étend son influence au sud de la Loire du côté de Rezé et de Vertou, voire jusqu'à Montaigu[réf. nécessaire].
Mais Félix est aussi un politique qui  ne se soumet pas à l'autorité de son évêque métropolitain, Grégoire de Tours et participe à des intrigues qui ont failli coûter la vie à Grégoire (procès de Grégoire de Tours[réf. nécessaire]). Marié et père de famille, Félix se comporte comme un grand seigneur, il est sommé au cours d'un concile de ne plus accepter sa femme en son lit[réf. nécessaire].

#### Le comté de Nantes
À partir de 578, Nantes subit les guerres entre Francs et Bretons. Le territoire est pillé plusieurs fois par les Bretons. La zone frontière entre Francs et Bretons est désignée comme un limes, c'est-à-dire une frontière fortifiée, dans la chronique de Frédégaire, rédigée vers 660. Le premier comte de Nantes est Theudoald en 610.
Au VIIe siècle, Nantes s'insère dans les relations commerciales qui se développent en mer du Nord et Manche grâce au dynamisme des Frisons, Anglo-Saxons et Irlandais.

#### Les évêques-comtes (finVIIesiècleetVIIIesiècle)
À la fin du VIIe siècle, le maire du palais Pépin de Herstal envoie à Nantes un de ses lieutenants, le comte Agatheus, qui devient évêque de Nantes et de Rennes. Son successeur Amilo est aussi évêque-comte de Nantes.
Puis vient Émilien. Vers 725, il lève une armée pour porter secours à la ville d'Autun assiégée par des troupes arabes, venues d'Espagne, où le royaume wisigoth a été abattu vers 710. Il est tué au combat et la ville d'Autun en fait un martyr.
En 732, Salvius, évêque-comte de Nantes, fait partie de l'armée de Charles Martel à la bataille de Poitiers.

### Époque carolingienne
En 751, le fils de Charles Martel, Pépin se fait reconnaitre comme roi des Francs par le pape, initiant la dynastie des Carolingiens (descendants de Charles Martel).

#### La marche de Bretagne carolingienne
Créée au VIIIe siècle par la réunion de plusieurs comtés du royaume franc, la marche de Bretagne se compose du comté de Rennes, du comté de Nantes et du comté de Vannes, ainsi que d'une partie du Maine. C'est une zone tampon, sous administration militaire[pas clair], dont le but est de défendre le royaume franc contre les Bretons.
Son plus célèbre responsable, nommé en latin Britannici limitis praefectus (« préfet de la frontière bretonne ») est le comte Roland, dont, trois siècles plus tard, la chanson de Roland fera le neveu de Charlemagne, mort en 778 à Roncevaux dans une bataille épique contre les Sarrasins, en réalité, lors d'un accrochage avec les Basques de Pampelune.
En 799, le successeur de Roland, Guy (Wido), de la maison des Widonides, obtient des chefs bretons qu'ils se soumettent à Charlemagne, qui l'année suivante, se fait couronner empereur à Rome par le pape.
Les Widonides détiennent ensuite la marche de Bretagne et le comté de Nantes jusqu'en 831, date à laquelle Lambert Ier est déposé par Louis le Pieux pour avoir soutenu la rébellion de son fils Lothaire. Il est remplacé par Ricuin, personnage mal identifié, mais fidèle de l'empereur.

#### Le conflit entre Lambert II et Charles le Chauve (841-845)

Limite de la Neustrie jusqu'au Traité d'Angers de 851

Le 25 juin 841, durant le conflit qui oppose les trois fils de Louis le Pieux (Lothaire, Charles le Chauve et Louis le Germanique), Lambert (fils de Lambert Ier), participe à la bataille de Fontenoy-en-Puisaye aux côtés de Ricuin, dans le camp de Charles le Chauve. Ricuin ayant été tué, le comté de Nantes est confié par Charles au comte d'Herbauges, Renaud. Déçu, Lambert décide de passer du côté du chef breton Nominoë, qui combat contre Charles le Chauve.
En 843, Renaud d'Herbauges bat d'abord l'armée de Nominoë à Messac (entre Redon et Rennes) puis est battu et tué à Blain (24 mai 843). Les Nantais refusent cependant d'accepter Lambert comme successeur de Renaud. 
Le 24 juin 843, des Vikings attaquent Nantes et tuent l’évêque Gohard dans la cathédrale. Lambert (soupçonné d'avoir guidé les Vikings) se rend maitre de Nantes et devient comte (Lambert II de Nantes).
En 844, Lambert II est vainqueur du comte de Poitiers Bernard II de Poitiers et du fils de Renaud d'Herbauges, Hervé (tous deux sont tués).
Début novembre 845, Lambert II abandonne le camp de Nominoë et fait sa soumission à Charles le Chauve, qui est devenu roi de Francie occidentale par le traité de Verdun (843). Charles lui laisse le comté de Nantes. En 849, Charles le Chauve rappelle Lambert II et lui confie le pays nantais, le pays rennais et le territoire au sud de la Loire.[pas clair]

#### Lambert II, comte de Nantes aux côtés d'Erispoë, roi de Bretagne (851)
En 851, Lambert II accompagne Nominoë dans son offensive contre Charles. Mais Nominoë meurt subitement à Vendôme le 7 mars. Lambert II prend le commandement de l’armée bretonne en retraite, puis participe aux côtés d’Erispoë, fils de Nominoë, à la bataille de Jengland près du Grand-Fougeray, à la suite de laquelle Charles le Chauve et Erispoë signent en septembre 851 le traité d'Angers, dont l'importance est considérable.
Erispoë renonce à ses prétentions sur les comtés d'Angers et du Mans. Charles reconnait la tutelle bretonne sur les comtés de Nantes et de Rennes, ainsi que sur le pays de Retz, dans le cadre d'un regnum Britanniae (« royaume de Bretagne »), royaume qui présente l'originalité de ne pas être détenu par un membre de la famille carolingienne, contrairement au royaume d'Aquitaine ou au royaume d'Italie. Le traité d'Angers définit aussi des limites qui vont rester jusqu'en 1789 celles de l'entité bretonne (royaume, puis duché, puis province).
En ce qui concerne Lambert II, il meurt l'année suivante en guerroyant en Anjou. Le comté de Nantes est alors repris par Érispoë.

#### Le comté de Nantes dans le royaume de Bretagne (851-908)
À la suite du traité d'Angers de 851, la ville de Nantes devient possession bretonne pour une période d'une cinquantaine d'années. Le titre de comte de Nantes est alors assumé par le roi de Bretagne Erispoë, suivi de son cousin Salomon. À la mort de ce dernier, le trône est disputé entre le Gurwant, gendre d'Erispoë, et le comte de Vannes Pascweten, gendre de Salomon. Pascweten hérite du titre de comte de Nantes mais sans régler son conflit avec Gurvant pour la couronne bretonne. C'est son frère Alain le Grand, comte de Nantes en 877, qui deviendra roi de Bretagne vers 890 jusqu'à sa mort en 907.

### Conséquences des attaques vikings en Bretagne

#### Période angevine (909-919)
En 907, à la suite de la mort du roi Alain le Grand, à qui succède Gourmaëlon, comte de Cornouaille et prince de Bretagne de 908 à 913, les attaques vikings ravagent à nouveau le royaume de Bretagne. Face aux menaces vikings et à leurs razzias, Robert Ier de France qui combat les Normands à travers toute la Neustrie, organise avec Foulque Ier d'Anjou la défense des frontières occidentales de la Neustrie. Foulque Ier reçoit alors le comté de Nantes dont il est chargé d'organiser la défense.

#### Période de domination scandinave (919-937)
En 919, Une imposante armada viking, composé de Danois, venus de leur nouveau fief de La Roche-Bernard remonte la Loire. Nantes est prise par les Vikings malgré la résistance de la garde nantaise et de l'escorte angevine de Foulque Ier. La cité est pillée et la cathédrale incendiée. Les notables nantais ainsi que le clergé de Nantes et les clercs fuient vers Angers. En 920, les Vikings attaquent Angers qu'ils pillent, puis Tours et menacent Orléans qui offre une forte rançon pour éviter le pillage. Les Nantais trouveront refuge en Bourgogne. Les Vikings redescendent le grand fleuve jusqu'à leur fief nantais.
Le comté de Nantes n'est plus qu'un titre sans territoire, Ottar et Hroald de 914 à 919, Rognväld de 919 à 930 puis Incon vers 930-937 dirigeant un fief normand à Nantes (Namsborg) et dans sa région (ils s'installent durablement dans l'Île Bethia).
Foulque Ier reconstitue, à Angers, une troupe de Nantais et d'Angevins pour libérer Nantes. Malgré l'aide des troupes franques de Robert Ier de France, la contre-attaque en 921, est un échec. Le comte d'Anjou, Foulque Ier est reconnu comte de Nantes en 930, quand son suzerain Hugues le Grand le qualifie comme tel dans une de ses chartes.
Devant les succès militaires des Vikings, les seigneurs bretons et les notables fuient et embarquent pour se réfugier en Angleterre. Parmi les fuyards, un jeune homme, nommé Alain Barbetorte.

## Moyen Âge

### Débuts du duché de Bretagne

#### L'établissement du duché (937-952)
C'est Alain Barbetorte, débarqué sur la côte nord de Bretagne en 936 de retour d'exil d'Angleterre, qui va entreprendre avec des troupes bretonnes la guerre aux Vikings. En 937, il est reconnu duc de Bretagne, n'étant pas aussi puissant que son grand-père Alain le Grand pour revendiquer le titre de roi. Il poursuit son combat contre les Vikings et s'empare de Nantes la même année. Les Vikings reviennent plusieurs fois à la charge le long de la Loire. Ce n'est qu'en 939, avec la victoire de Trans sur les Vikings, que Nantes sera définitivement à l'abri. Il se marie avec une sœur du comte de Blois. En 952, le duc Alain II Barbetorte meurt. Il sera inhumé dans la collégiale Notre-Dame de Nantes.

#### Nantes sous l'influence angevine (952-960)
Alain Barbetorte laisse le duché à son fils de deux ans, Drogon, comte de Nantes et duc de Bretagne de 952 à 958. Sa veuve se remarie à Foulque II le Bon, comte d'Anjou. La tutelle de Drogon est assurée par son oncle Thibaud Ier de Blois. Le pouvoir sur la Bretagne est alors partagé : Foulque II reçoit le comté de Nantes et la garde du jeune duc Drogon, Thibaut Ier conservant la suzeraineté sur le reste de la Bretagne. En 958, Drogon meurt subitement à Angers, peut-être empoisonné par Foulque II. La même année, lors d'une assemblée regroupant les comtes d'Anjou, de Blois et les barons bretons, Foulque II devient comte de Nantes et duc de Bretagne de 958 à sa mort en 960.

#### Les conflits avec la maison de Rennes (960-1066)
Le fils illégitime d'Alain II Barbetorte et d'une noble dame nommée Judith, Hoël Ier, devient comte de Nantes et duc de Bretagne de 960 à 981. Face à l'incapacité de Geoffroy Ier d'Anjou à l'aider à combattre les Vikings, Hoël Ier se rallie à eux. Geoffroy Ier d'Anjou, s'allie alors avec le comte de Rennes Conan Ier de Bretagne dit "Conan le Tort", vassal de Thibaut Ier de Blois, en lui faisant épouser sa fille Hermengarde d'Anjou en 971 et entre en guerre quasi permanente contre Hoël Ier. En 981, Hoël Ier est assassiné sur l'ordre de Conan. Sitôt prévenu, son frère, Guerech quitte Tours, avant sa consécration comme évêque de la ville, et se fait élire comte de Nantes. Guerech poursuit le combat initié par son frère contre le comte de Rennes Conan Ier. Guerech signe un traité avec le comte Guillaume de Poitiers qui confirme les possessions nantaises au sud de la Loire — les pagi d'Herbauges, de Tiffauges et de Mauges — obtenues par son père Alain II Barbetorte en 942. En 982, Guerech fait appel à Geoffroy Ier d'Anjou en le reconnaissant comme son suzerain. Conan Ier, de fait vassal de Eudes Ier de Blois, se retrouve alors en opposition avec son ancien allié Geoffroy Ier. L'armée nantaise, soutenue par la maison d'Anjou, rencontre l’armée rennaise, soutenue par la maison de Blois, à la bataille de Conquereuil. Guerech bat les troupes de Conan Ier mais cette victoire ne règle pas le conflit. En 983, Guérech se rend à la cour du roi de Francie occidentale Lothaire pour lui prêter hommage, cherchant à s'affranchir de la tutelle de son nouvel allié mais Geoffroy Ier capture Guerech lorsque ce dernier s'arrête à Angers durant son retour à Nantes. Guérech n’est libéré qu'en 985 en reconnaissant la suzeraineté de Geoffroy Ier d'Anjou sur le comté de Nantes. Ce dernier lui apporte alors un soutien militaire face à son rival Conan Ier. Son ancien allié angevin soutenant à présent son ennemi, Conan Ier aurait convaincu le médecin de Guerech, Héroicus, également abbé de l’abbaye Saint-Sauveur de Redon d'empoisonner le comte. Guerech meurt comme son frère prématurément, en 988. Son jeune héritier, le comte Alain disparaît en 990.
Le nouveau comte d'Anjou, Foulques III Nerra, s'inquiétant des prétentions de Conan Ier et de son ascension politique, se proclame défenseur des intérêts de la maison de Nantes et lui livre combat. Conan Ier est tué lors de la seconde bataille de Conquereuil le 27 juin 992. Soutenu par Foulque III, le très jeune Judicaël de Nantes, comte de Nantes de 992 à 1004, est placé sous la tutelle de son vassal le vicomte Aimery III de Thouars qui porte le titre de comte de Nantes de 992 à 994. Judicaël meurt prématurément en 1004, assassiné par trahison. Budic de Nantes, comte de Nantes, fils de Judicaël, dirige le comté jusque vers 1010. Budic met à profit un pèlerinage de l'évêque de Rennes en Terre sainte pour s'emparer des biens épiscopaux et détruire le château du prélat à Nantes. De retour de Palestine, l'évêque demande l'intervention du comte de Rennes et Budic demande l'assistance de Foulque III ce qui entraîne la perte d'une partie des territoires nantais, notamment au sud de la Loire.

#### La fin des conflits (1066-1148)
Fils aîné d’Alain Canhiart, comte de Cornouaille, et de Judith, fille et héritière de Judicaël, comte de Nantes, Hoël II de Bretagne accède au trône ducal en 1066, ramenant la paix entre Nantes et Rennes. Son fils, Alain IV Fergent ou Fergant, comte de Cornouaille, de Rennes et de Nantes, devient duc de Bretagne de 1084 à 1112. En 1084, il nomme son fidèle frère Mathias II à la tête du comté de Nantes et reprendra personnellement le titre à la mort de celui-ci en 1103. Veuf de Constance de Normandie, fille de Guillaume le Conquérant, en 1090, il épouse Ermengarde d'Anjou en 1093. En 1096, il fait revenir à Nantes les reliques de Saint Gohard, l'évêque de Nantes tué par les Vikings en 843 et dont le corps reposait à Angers depuis cette date, afin de le déposer dans la crypte romane de la cathédrale de Nantes. Son successeur et fils, Conan III de Bretagne, assuré par une alliance avec le roi capétien Louis VI qui le garantit de la fin des menaces venant de l'extérieur, fait faire de grands progrès pour la paix dans le comté et l'ensemble du duché. C'est pourtant en refusant de reconnaître son fils Hoël III comme successeur à sa mort en 1148 qu'il y mettra fin.

#### Des titres contestés (1148-1156)
Hoël III, comte de Nantes et de Cornouaille, est désavoué pour le titre de duc par son père Conan III sous prétexte qu'il est bâtard. Hoël refuse de reconnaître son neveu Conan IV de Bretagne comme duc, sous la tutelle du beau-père de celui-ci, Eudon de Porhoët. Hoël, vaincu par Eudon, se contente du comté de Nantes. Arrivé à l'âge de régner, Conan IV est pourtant tenu éloigné du trône ducal par son tuteur. Il s'allie alors avec le comte de Nantes. Conan IV est vaincu par son tuteur et se réfugie à la cour d'Henri II Plantagenêt en Angleterre grâce à son titre de comte de Richmond. Resté seul, Hoël est à son tour vaincu à Rezé par Eudon. En 1156, Conan IV, soutenu par les Anglais, bat Eudon et est proclamé duc de Bretagne. Mais les Nantais, inquiets de ce retour à la violence, chassent son oncle Hoël III et choisissent pour comte le frère cadet d'Henri II, Geoffroy Plantagenêt, comte du Maine et d'Anjou.

#### La période des Plantagenêts (1156-1203)
Au XIIe siècle, le comté de Nantes est détaché, lors d’une période de divisions internes de la Bretagne, et annexé à l’Anjou. En effet, alors que Conan IV est proclamé duc de Bretagne, les Nantais chassent son oncle Hoël comte de Nantes et choisissent pour comte le frère cadet d'Henri II, Geoffroy Plantagenêt, déjà comte du Maine et d'Anjou depuis 1156. Le comté de Nantes sort du duché. À la mort de Geoffroy, en 1158, Conan croit pouvoir reprendre le pays nantais, mais doit le restituer à Henri II Plantagenêt qui le conservera en sa main jusqu'à sa mort, c'est-à-dire pendant plus de trente années (1158-1189).
Conan IV doit abdiquer en 1166 et Henri II est reconnu gardien du duché par les barons bretons en attendant que son fils Geoffroy II Plantagenêt, fiancé à la petite-fille de Conan III, Constance de Bretagne, atteigne la majorité.
En tant qu'époux de Constance, Geoffroy Plantagenêt est proclamé duc de Bretagne sous le nom de Geoffroy II de Bretagne en 1181, mais il meurt le 19 août 1186 à la suite de blessures reçues au cours d'un tournoi organisé à Paris par le roi de France, Philippe Auguste.
Après la mort de son premier mari, Constance exerce réellement le pouvoir en Bretagne, surtout après la mort d'Henri II Plantagenêt survenue en 1189.
De ce premier mariage, Constance a deux enfants : notamment Arthur, qui lui succédera. En 1196, Arthur Plantagenêt est proclamé duc de Bretagne par les grands barons de Bretagne et devient Arthur Ier de Bretagne. Élevé à la cour de Philippe Auguste, il est protégé des convoitises de son oncle Richard Cœur de Lion. À la mort de ce dernier, Arthur revendique l'héritage de « l'empire Plantagenêt » (Anjou, Angleterre, Aquitaine, Maine, Normandie, Poitou) qui lui fut confisqué par son oncle Jean sans Terre (le plus jeune frère de Richard) avec le soutien de sa grand-mère, la vieille reine Aliénor d'Aquitaine. Il devint le chef nominal des barons bretons qui revendiquent l'indépendance. Vaincu, lui et sa sœur sont faits prisonniers en 1202 à Mirebeau (près de Loudun) par Guillaume de Broase, seigneur normand à la solde de Jean sans Terre. Il meurt en 1203 en prison à Rouen, peut-être à la demande de son oncle.

### Nantes dans le duché de Bretagne duXIIIeauXVesiècle

#### Nantes auXIIIesiècle
Nantes voit s'ériger, en remplacement du château du Bouffay, le château de la Tour Neuve au XIIIe siècle grâce à Pierre Ier de Bretagne.

#### La guerre de Succession de Bretagne (1341-1364)
Lors de la guerre de Succession de Bretagne, Nantes accueille Jean de Montfort qui s’y établit en mai 1341 revendiquant la succession de Jean III de Bretagne. Il est fait prisonnier par Charles de Blois et les Normands, qui prennent Nantes le 21 novembre 1341 après un siège de 2 semaines.
Le second traité de Guérande fait des Nantais comme de tous les Bretons des sujets du duc de Bretagne de la maison des Montfort.

#### Nantes, ville ducale sous la dynastie de Montfort (XVesiècle)
Ce n'est qu'au XVe siècle que Nantes prend un essor véritable. La ville se développe particulièrement sous le règne de Jean V qui avec une politique habile de neutralité lors de la guerre de Cent Ans assure paix et prospérité à toute la Bretagne, la construction de la cathédrale actuelle commence le 14 avril 1434 avec le duc Jean V et Jean de Malestroit. À signaler le 25 octobre 1440, l'exécution de Gilles de Rais à Nantes.
Nantes continue son développement sous l'impulsion du duc François II de Bretagne et de son gouvernement dirigé par le chancelier de Bretagne, Guillaume Chauvin et le trésorier de Bretagne, Pierre Landais, qui encourage le commerce, fonde l'Université de Bretagne en 1460. La première imprimerie est créée en 1493. Le château des ducs de Bretagne, refait et agrandi par François II à partir de 1466, reçoit la Cour ducale.
De taille relativement modeste, Nantes reste la ville la plus peuplée du duché à la fin du Moyen Âge et compte envirton 14 000 habitants. C'est une cité marchande qui commerce avec les autres places européennes.

## Les Temps Modernes

### Nantes dans la province de Bretagne

#### L'intégration du duché de Bretagne dans le royaume
Le duché de Bretagne, dernier grand fief souverain après la reprise par Louis XI du duché de Bourgogne en 1482, devient formellement possession royale en vertu de l'édit d'union de 1532 sous le règne de François Ier. Son fils Henri II est la dernière personne à porter le titre de duc de Bretagne.
Jean de Brosse devient gouverneur de Bretagne en 1543. En échange, il abandonne ses prétentions ducales.

#### Localisation des institutions de la province de Bretagne
Le Parlement de Bretagne, sous divers noms, a siégé à Vannes depuis son origine. De 1553 à 1557, il tient ses sessions alternativement à Rennes et à Nantes. En 1557, Henri II décide qu'il ne se réunirait plus qu'à Nantes, mais, devant les protestations des Rennais, Catherine de Médicis, devenue régente, attribue le siège du Parlement à la ville de Rennes par un édit du 15 mars 1560.
À partir de 1730, les États de Bretagne ne siègent plus qu'à Rennes, alors qu'ils venaient parfois à Nantes auparavant.
Rennes est aussi le lieu de résidence du gouverneur de Bretagne.
Nantes reste cependant le siège de la Chambre des comptes de Bretagne, transférée de Vannes entre 1492 et 1499, jusqu'à sa disparition en 1790. Nantes conserve son université, la seule de Bretagne à cette époque, créée par le duc François II. Elle garde aussi un hôtel des monnaies, comme Rennes.
En ce qui concerne les institutions spécifiquement nantaises, le roi est représenté par le « gouverneur de la ville et château de Nantes » ; les institutions municipales prennent une forme nouvelle en 1564 avec la désignation du premier maire de Nantes.

### La période des guerres de religion (1562-1598)
Après la mort accidentelle et prématurée de Henri II, le pouvoir royal s'affaiblit sous les règnes de ses trois fils aînés (1559-1589), sous l'égide de la reine-mère Catherine de Médicis. La situation religieuse dégénère en une période de guerres civiles interrompues par des édits de pacification de courte durée.

#### Le protestantisme à Nantes
Nantes est moins concerné que les régions poitevines par les persécutions contre les huguenots.

#### Les premières guerres de religion
Charles IX passe dans la ville lors de son tour de France royal (1564-1566), accompagné de la Cour et des Grands du royaume : son frère le duc d’Anjou, Henri de Navarre, les cardinaux de Bourbon et de Lorraine.

#### Le gouvernorat du duc de Mercœur (1582-1598) et la huitième guerre de religion
Philippe-Emmanuel de Lorraine, duc de Mercœur, devient gouverneur de Bretagne le 5 septembre 1582 avec comme point d'attache Nantes et son château où il séjourne le plus souvent. Le duc de Mercœur est opposé aux réformés.
En 1584, la mort du quatrième et dernier fils de Henri II, François d'Anjou, désigne comme héritier présomptif du roi Henri III (qui n'a aucun enfant), le chef du parti protestant, le calviniste Henri de Bourbon, roi de Navarre, époux de la sœur du roi, Marguerite. Dans ces conditions, les catholiques intransigeants forment une sorte de parti extrémiste, la Ligue catholique, dirigée par le duc de Guise et soutenue par l'Espagne. En 1585, commence la huitième guerre de Religion.
Le duc de Mercoeur, d'origine lorraine comme les Guise, fait partie de la Ligue, qui lutte contre Henri de Navarre, mais aussi contre Henri III, considéré comme trop modéré. Son épouse étant héritière de la maison bretonne de Penthièvre, qui a des prétentions au trône de Bretagne depuis la guerre de Succession, il lui arrive d'envisager, tandis que le royaume sombre dans l'anarchie, au rétablissement du duché de Bretagne.
Il se fortifie dans Nantes après l'assassinat du duc de Guise en 1588, sur ordre de Henri III. En 1589, après l'assassinat de Henri III, Henri de Navarre est reconnu comme roi de France par les protestants et les catholiques modérés, mais pas par la Ligue, qui va continuer la lutte pendant encore neuf ans. Sous le règne de Mercœur, Nantes est un bastion ligueur, que d'ailleurs la guerre épargne totalement, les combats ayant lieu autour de Paris.
Mais peu à peu, Henri IV s'impose militairement, surtout après sa conversion au catholicisme en 1593. À la fin de 1597, l'armée royale a vaincu les armées de la Ligue. Au début de 1598, Henri IV obtient la soumission d'Angers. C'est au château d'Angers que le duc de Mercœur, reconnaissant la défaite, vient faire sa soumission au roi de France.

#### L'édit de Nantes et la fin du règne de Henri IV (1598-1610)
Peu après la soumission de Mercœur, Henri IV fait son entrée dans la ville de Nantes, traitée non pas comme une « bonne ville », mais comme une ville rebelle soumise militairement. Le roi refuse que soit organisée une Joyeuse Entrée.
Arrivant par la route d'Angers, il entre avec ses troupes par la porte Saint-Pierre et se rend directement au château royal, où il va promulguer le dernier édit de pacification des guerres de Religion, l'édit de Nantes, dont la réussite est due à ce que personne dans le royaume ne peut plus s'opposer à ses armées.
En 1608, Henri IV demande 12 000 livres à la ville pour contribuer aux frais de son mariage avec Marie de Médicis.

### Nantes auXVIesiècle

#### Démographie
En 1600, Nantes compte près de 40 000 habitants ; elle est touchée par une première grande épidémie de peste en 1501 avec environ 4 000 victimes. De nouvelles épidémies surviennent en 1522, 1523 et 1529.

#### Les Italiens
Des Italiens sont présents à Nantes depuis le Moyen Âge, notamment après l'expulsion des juifs au XIIIe siècle. Leur nombre augmente au XVIe siècle ; ils tiennent une place importante notamment dans les activités commerciales. Parmi les noms à retenir : les Monti, qui deviennent seigneurs de Rezé ; les Buonamici, dont le nom est francisé en Bonamy ; les Gondi, seigneurs du Pays de Retz.

#### Les Espagnols
La communauté étrangère la plus importante au XVIe siècle est celle des Espagnols, principalement des Castillans et des Basques, présents à Nantes en assez grand nombre dès le XVe siècle, mais dont la présence se renforce après 1559 (paix du Cateau-Cambrésis), en particulier pendant la période Mercœur, où on peut en recenser plusieurs centaines.
Le plus riche marchand de Nantes vers 1560 est André Ruiz (mort en 1580, éponyme du quai André-Rhuys), originaire de Medina del Campo, où son frère Simon dirige l'entreprise commerciale familiale. Plusieurs des premiers maires de Nantes sont issus de cette communauté : Yves Rocaz, Bonaventure de Compludo, Guillaume et Charles Harouys, François Myron, Jacques de Marquès (Marquez). Les marchands espagnols créent une association, nommée Casa de Contrataciòn en 1601, qui a une chapelle dans le couvent des Cordeliers, la chapelle Notre-Dame-d'Espagne ; dans ce couvent, il y a aussi les chapelles familiales Ruiz, Daranda et Compludo-Miranda.
La communauté espagnole s'estompe au XVIIe siècle, par départ ou par naturalisation (Despinoze, Bourgues (Jacques de Bourgues (de Burgos) : maire de Nantes), Dereigne, Darande, Mirande, Daragon, Darquistade (René Darquistade : maire de Nantes), Dacosta, Lorido (François Lorido : maire de Nantes), etc.). La Casa de Contrataciòn se prolonge jusqu'en 1733, mais lors de sa dissolution, ses membres ont tous la nationalité française.
Le souvenir de la communauté espagnole se perpétue actuellement dans la rue d'Espagne (quartier Saint-Donatien), qui évoque la "tenue d'Espagne", domaine détenu par les marchands espagnols au XVIe siècle.

#### Aménagements urbains
La construction du quai de la Fosse, alors appelé simplement « la Fosse », commence en 1517.

### LeXVIIesiècle

#### Événements politiques

##### L’exécution deHenri de Talleyrand
Exécution en 1626, place du Bouffay du comte de Chalais, Henri de Talleyrand pour avoir comploté contre Richelieu qui était gouverneur de Bretagne.
Dans les années 1640, l'Île Gloriette et la partie ouest de la Prairie de la Madeleine sont urbanisées (hôpital...).

##### L’arrestation de Nicolas Fouquet
Nantes, le 4 septembre 1661, le roi assiste aux États de Bretagne. Louis XIV prépare le plan d'arrestation de Nicolas Fouquet avec D'Artagnan. Dans la soirée, Louis XIV ordonne au Comte de Brienne, secrétaire d'État aux Affaires étrangères, de se rendre chez Fouquet pour lui rappeler que le Conseil est fixé le lendemain matin avant le départ pour la chasse. Brienne, ami de Fouquet, lui fait part de ses doutes car il craint un complot du roi contre lui mais le Surintendant lui répond « Je ne puis croire que tout ceci est contre moi ». Le 5 septembre 1661, le roi fête ce jour-là ses 23 ans. La somptueuse fête donnée le 17 août par Nicolas Fouquet en son château de Vaux-le-Vicomte est encore dans tous les esprits, surtout celui du roi. Mazarin est décédé quelques mois plus tôt, et le jeune monarque a la volonté d’affirmer son pouvoir. Le Conseil, réunissant entre autres Colbert, Fouquet et Le Tellier, vient de se tenir au château de Nantes. Le Conseil prend fin à 11 heures, le roi ordonne par le biais de petits papiers qu'on mette les scellés chez le surintendant. En sortie de séance, le souverain devise avec son surintendant des finances, afin de le retenir. D'Artagnan a reçu la veille des consignes strictes afin de mener à bien son arrestation : des escouades de mousquetaires bloquent toutes les sorties du château. Le roi congédie Fouquet, tandis que D'Artagnan attend la confirmation de l'arrestation par Le Tellier qui doit lui apporter un petit papier du roi. Mais une nuée de quémandeurs assaille Fouquet, qui disparaît dans la foule car Le Tellier est agrippé par un importun qui veut converser avec lui.
Louis XIV ordonne au capitaine-lieutenant de la compagnie des Mousquetaires de fouiller toute la ville si nécessaire. C’est finalement au niveau de la cathédrale, place Saint-Pierre, que d’Artagnan rattrape la chaise à porteurs de Nicolas Fouquet. Il présente alors la lettre de cachet au surintendant, incrédule. Ce dernier est emprisonné dans un premier temps au château d'Angers, prison royale, à la Bastille, puis, au terme d’un procès devant le Parlement, à la forteresse de Pignerol où il décède le 23 mars 1680.

##### La révolte du papier timbré (1675)
Des troubles se produisent dans la ville pendant la révolte du papier timbré.

#### L'entrée dans le grand commerce international
Le XVIIe siècle représente un tournant dans l'évolution du port de Nantes, qui jusque-là, est essentiellement un port de transit, surtout axé sur le cabotage national et européen, fondé sur le trafic des vins de Loire (vers les Îles britanniques) et du sel (vers l'intérieur du royaume et un peu vers l'Europe du Nord), bien qu'au XVe siècle des relations soient apparues avec l'Espagne (fer, alun, toiles). En 1631, le trafic du port est de 70 000 tonneaux ; environ 150 familles nantaises sont impliquées dans cette activité.
Les années 1630-1670 sont marquées par une crise des trafics traditionnels et par le début de l'insertion de Nantes dans le commerce colonial français, qui débute à ce moment. La France s'installe dans les Antilles à partir de 1626 (Saint-Christophe), puis en Guadeloupe (1635), Martinique (1637), à la Tortue et Saint-Domingue (1640). Des opérations nantaises ont lieu assez tôt (Saint-Christophe : 1629, Martinique et Guadeloupe : 1646, Saint-Domingue : 1665) mais de façon modeste, étant donné qu'à cette époque, les Hollandais dominent nettement le commerce dans cette zone. Le trafic le plus important durant ces années est celui des engagés.
En 1664, Nantes n'est encore que le huitième port français. Plusieurs sources convergent pour observer que l'activité du port de Nantes enregistre une brusque accélération dans les années 1670, Louis XIV décidant en 1669 de suspendre certains monopoles accordés par Colbert pour les gérer à son bon vouloir puis en 1674 de dissoudre la Compagnie des Indes occidentales, afin de donner au port de Nantes des avantages dans le commerce vers les Antilles. L'objectif est de doper la production de sucre et l'importation d'esclaves africains, ce qui amène Louis XIV à demander la rédaction du code noir qu'il obtient avec retard, en 1685, deux ans après la mort de Colbert. En 1674, Louis XIV avait rendu la traite libre sur tout le territoire africain et en 1676 participé personnellement à ce trafic par le biais d'un traité passé avec Jean Oudiette.
D'autres accélérations se produisent en 1688, avec plus de 60 armements en moyenne dès les années 1685-1688, puis en 1707. Charles François d'Angennes, le marquis de Maintenon, devient alors le premier planteur de Martinique, après être parti aux Antilles accompagné d'un fameux corsaire du port de Nantes, le capitaine Bernard Lemoigne.

#### La société

##### Les Flamands
Les Flamands sont originaires des Pays-Bas espagnols ; ils sont en général néerlandophones, bien qu'il y ait quelques Wallons, mais ils sont surtout catholiques, à la différence des Hollandais, presque tous calvinistes. À ce groupe s'associent quelques Allemands venant pour la plupart de la région catholique de Cologne, proche des Pays-Bas.
Des Flamands arrivent à Nantes à la fin du XVIe siècle et durant tout le XVIIe. Ils s'installent généralement sur les îles (île Feydeau, île Gloriette) et se consacrent principalement au commerce et à la production d'eau-de-vie. Le groupe flamand se manifeste une seule fois, en 1625, pour demander l'établissement d'un sanitat de la « nation flamande », demande qui est refusée.

##### Les Hollandais
Les Hollandais forment une communauté nettement marquée.
Des Hollandais arrivent à Nantes dès la fin du XVIe siècle, mais leur nombre augmente considérablement à partir de 1630. Ils vivent sur les îles, mais aussi au « bas de la Fosse », près de la butte Sainte-Anne. Outre le commerce, ils se consacrent comme les Flamands à la distillation de l'alcool, mais aussi au raffinage sucrier, la première raffinerie étant créée en 1673. N'étant pas admis à la Bourse de Nantes, ils tiennent leur propre bourse hebdomadaire sur une place au bout de l'île Feydeau, l'actuelle place de la Petite-Hollande.
Ce sont deux Hollandais qui fournissent les témoignages les plus notables sur Nantes au XVIIe siècle : Lambert Doomer et Willem Schellincks, tous deux peintres, qui ont réalisé plusieurs tableaux de la ville ; Willem Schellincks a aussi tenu un journal, qui décrit, par exemple, la coutume nantaise de la quintaine : un tournoi maritime organisé tous les 7 ans pour les mariés de l'année. Lambert Doomer est le fils d'un grand encadreur d'Amsterdam, mais deux de ses frères étaient établis à Nantes.
Durant cette période, les Hollandais sont dans une situation paradoxale : en tant que sujet des Provinces-Unies, alliées à la France contre l'Espagne, ils bénéficient de la sollicitude de la royauté, qui les traite à l'égal des sujets français (ils sont dispensés du droit d'aubaine, etc.) ; mais en tant que calvinistes, bien qu'il y ait quelques Hollandais catholiques, et en tant qu'homme d'affaires particulièrement compétents, ils sont l'objet d'une certaine hostilité de leurs collègues nantais et des autorités municipales. Cette hostilité se manifeste lors d'un procès lancé en 1644 contre des Hollandais parce qu'ils auraient enfreint un privilèges des marchands locaux. En 1646, la justice donnera raison aux Hollandais. La situation évolue dans les années 1670, avec l'éclatement de la guerre contre les Provinces-Unies. De nombreux Hollandais demandent alors et obtiennent leur naturalisation ; mais désormais, ils subissent l'antagonisme du pouvoir royal en tant que calvinistes ; inversement, les autorités municipales se rendent alors compte qu'ils sont un élément de la prospérité du port.
La communauté hollandaise de Nantes est finalement frappée par la révocation de l'édit de Nantes en 1685. Quelques-uns réussissent à partir légalement, mais 35 familles quittent Nantes illégalement et sont inscrites en 1688 sur une liste de « contumaces », ce qui entraîne des sanctions sur leurs biens restés en France. La plupart de ceux qui restent sont des catholiques.
Cette disparition de la communauté hollandaise (calviniste) est pratiquement contemporaine de l'apparition de la communauté irlandaise (catholique), qui bénéficie de l'afflux des réfugiés jacobites des années 1688-1691.

##### Les protestants à Nantes auXVIIesiècle
Les Hollandais sont l'élément le plus important, par leur richesse et leur influence, de cette communauté qui n'est pas très grande et qui vit dans un climat d'hostilité assez net : Nantes reste au XVIIe siècle une ville ligueuse, où l'édit de 1598 a été considéré comme une trahison. Le culte protestant, organisé seulement à partir de 1603, est interdit à une distance inférieure à 3 lieues du centre : c'est donc à Sucé que chaque dimanche, de 1603 à 1685, les protestants doivent se rendre pour l'office, déplacement qui donne parfois lieu à des attaques verbales ou physiques de la part de catholiques militants.

##### Les Portugais
Des Portugais arrivent en nombre notable à Nantes à partir du XVIe siècle, notamment lors de l'annexion de leur pays par l'Espagne en 1580. Contrairement aux Espagnols, les Portugais ne sont pas très bien vus à Nantes. Il semble qu'ils aient été systématiquement perçus comme des juifs convertis, des marranes, ce qui était probablement le cas de certains d'entre eux. Ces soupçons de judéité ne sont pas énoncés clairement mais transparaissent parfois dans certains patronymes. En 1636-37, ils connaissent une situation particulièrement critique.
Beaucoup de ces Portugais sont des négociants ou des marchands comme la famille Rodrigue mais une famille s'illustre dans le domaine de la médecine, les Vaz.

##### Les Irlandais
La présence d'Irlandais à Nantes résulte des vicissitudes de l'histoire de ce pays dans le cadre de l'expansion de la domination anglaise et de l'antagonisme entre catholiques et protestants.
Le premier réfugié irlandais connu est un évêque secouru par le conseil de ville en 1586. Mais on connaît surtout le groupe grâce au registre des décès de l'Hôtel-Dieu, ouverts en 1604. Trois cents Irlandais pauvres y sont recensés de 1604 à 1700, quelques soldats, prêtres et étudiants, mais une grande masse de gens sans profession déclarée. Les vagues d'immigration irlandaise apparaissent nettement : 1604-1605, 1640-1661, 1670-1680, 1690-1700. En 1605, l'afflux de réfugiés se produit alors que Nantes subit une épidémie grave. La municipalité envisage de rembarquer tous les vagabonds irlandais sur un bateau, mais il ne semble pas que la mesure ait été appliquée.
Ils apparaissent aussi dans les registres paroissiaux : par exemple, dans l'acte de baptême de Françoise d'Irlande, fille de pauvres Irlandais mendiant leur vie, lesquels n'ont pu nous faire entendre leur nom. Apparaissent aussi les familles qui vont former la communauté des Irlandais de Nantes : Lée (Nicolas Lée, dès 1649), Geraldin (André Géraldin en 1653), Sarsfield (Paul Sarsfield en 1659), etc.

### LeXVIIIesiècle

#### Les activités économiques; le commerce triangulaire

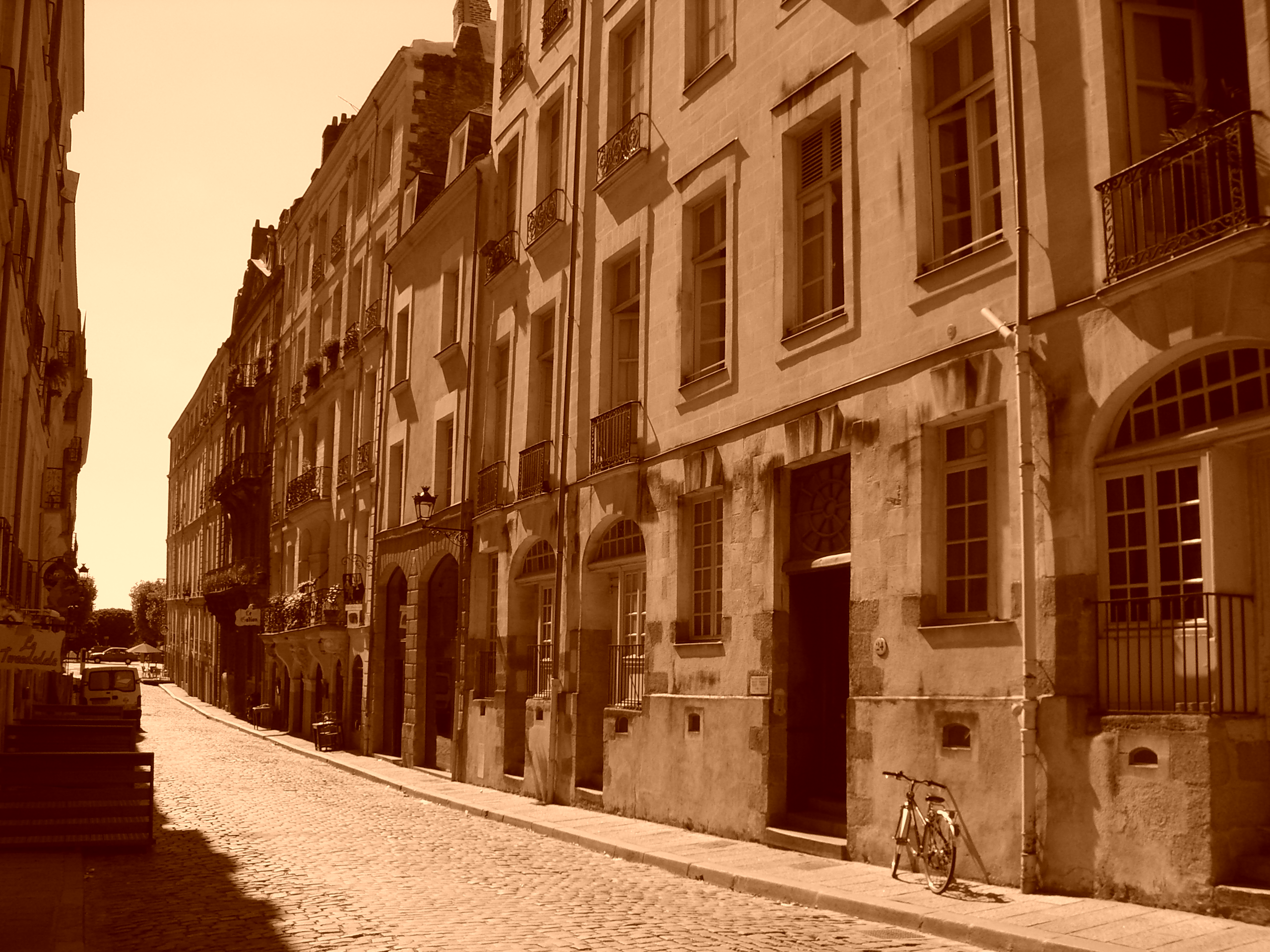
Île Feydeau, les immeubles construit par les négriers sont encore bâtis sur pilotis ce qui fait pencher les murs

À la fin du XVIIe siècle et au XVIIIe siècle, Nantes connaît un important essor économique grâce à la traite négrière, base de la fortune des armateurs locaux, et devient le principal port négrier français. Il ne faut cependant pas oublier que le commerce triangulaire ne représente qu'une fraction du commerce maritime en général, à côté notamment du commerce en droiture (vente directe de marchandises dans les colonies), et que les sociétés d'armement maritime s'intéressent encore à cette époque à la pêche morutière et à l'armement corsaire.

##### Les changements de la fin duXVIIesiècle
En 1669, Louis XIV décide que les autorisations d'exporter des esclaves aux Antilles ne dépendent plus que de lui et que ce commerce n'est donc plus le monopole d'aucune compagnie, ce qui va faire la fortune des armateurs de Nantes.
L'intensité des échanges de Nantes avec les Antilles s'accroît nettement après 1674, année de la mise en sommeil de la Compagnie des Indes Occidentales et de la création de la Compagnie du Sénégal, avec plus de 60 armements en moyenne dès les années 1685-1688 et l'arrivée des Irlandais de Nantes.
Au cours de l'année 1685, année de l'institution du code noir, la ville arme 58 navires pour les îles d'Amérique. En 1686, le port a 84 navires de plus de 50 tonneaux, tonnage minimal pour effectuer la traversée de l'océan, soit trois fois plus qu'en 1666. En 1704, il y en a 151, soit 6 fois plus. Dès cette époque, la traite des esclaves noirs vers l'Amérique tient une grande place dans le commerce maritime nantais.

##### La traite négrière à Nantes, vue d'ensemble
Au total, 1427 expéditions ont été organisées depuis le port de Nantes, soit 42 % de la traite négrière française. Nantes fonde sa richesse sur le commerce triangulaire et devient un port négrier important à l'échelle européenne, quoique loin derrière Liverpool (5 000 expéditions). Les navires négriers basés à Nantes partent vers les côtes ouest de l’Afrique, où les capitaines achètent des hommes et des femmes en échange d'objets manufacturés ou de produits européens et les emmènent aux Antilles pour les vendre comme esclaves aux propriétaires des plantations. Les bateaux reviennent ensuite au port de Nantes chargés d’épices et de sucre. Pour éviter de parler directement de la nature de ce commerce, on utilise alors la formule : « Bois d’Ébène ».
La traite négrière à Nantes commence assez tard : alors que La Rochelle lance 45 expéditions de 1670 à 1692, Nantes en lance seulement 8 de 1688 à 1698. Mais la progression est rapide : 9 expéditions de 1702 à 1704, 10 par an de 1713 à 1722. Le port de Nantes domine à ce moment de façon écrasante : 15 expéditions sur les 20 françaises de 1707 à 1711, 152 sur 240 de 1712 à 1721. De 1722 à 1744, la part de Nantes est au-dessous de 50 % ; elle est largement supérieure de 1745 à 1762, mais dans cette période de guerre, les négociants nantais subissent des pertes élevées (pendant la Guerre de sept ans : 105 navires, 26 000 000 de livres, soit une année de chiffre d'affaires). De 1763 à 1792 (période de paix), la part de Nantes tombe à un tiers environ.

##### Les armateurs nantais duXVIIIesiècle
Il y a chez les armateurs nantais des familles de nobles irlandais exilés, accueillis par la petite communauté catholique jacobite arrivée dès les années 1650, décennie où l'Angleterre était gouvernée par Oliver Cromwell. Le chef de cette communauté est Antoine Walsh, dont le père avait ramené à Saint-Malo le roi catholique d'Angleterre Jacques II. Parmi les Irlandais de Nantes, on compte aussi les évêques exilés au Séminaire des prêtres irlandais de Nantes, dans le bâtiment du Musée Dobrée.
À partir de 1690, les immigrants irlandais sont de plus en plus souvent de grand négociants, plutôt que des militaires, comme leurs aînés ; ils une part majeure au commerce négrier. Jean 1er Stapleton, propriétaire à Saint-Domingue dès les années 1690, achète en 1701 le château des Dervallières, pour son fils Jean II Stapleton, dont il reste un colombier et un parc, situé boulevard Jean-Ingres, et le riche armateur Jean II Stapleton (1696-1776) est le beau-frère de ses pairs, les Guillaume Grou, Antoine Walsh, Clarke et Luc O'Shiell. Nombre de ces jacobites irlandais catholiques de Nantes ont de grandes plantations à Saint-Domingue, qui permettent à la France de rattraper l'Angleterre pour les exportations en cours de siècle. Ils investissent aussi dans le château de la Roche-Courbon, le Château de Serrant et le Manoir de la Placelière
En 1720, lorsque la production sucrière décolle à Saint-Domingue, que les plantations s'étendent vers le Sud de l'île, Nantes assure 44 % du grand commerce français. Nantes est la seule ville de province à avoir dix millionnaires, à une époque où un immeuble parisien ne vaut que 50 000 livres.

##### Nantes et Bordeaux
Dans la deuxième moitié du siècle, le port de Bordeaux dépasse celui de Nantes, réalisant 40 % du grand commerce français, grâce à la proto-industrie de son arrière-pays, en particulier les régions textiles de Mazamet et de Montauban. À Bordeaux, le commerce triangulaire joue un rôle plus limité qu'à Nantes: bien que la traite y soit apparue dès 1672, les Bordelais pratiquent principalement le commerce en droiture vers Saint-Domingue vendant des produits textiles et revenant chargés de sucre, tandis que Nantes s'en tient au commerce triangulaire, faute de produits à exporter aux Antilles. Or les navires négriers n'ont pas le tonnage suffisant pour ramener l'énorme quantité de sucre produite par l'île, qui est devenue le premier exportateur mondial, loin devant les colonies anglaises de la Jamaïque et de la Barbade.

##### L'industrie à Nantes, chantiers navals et indiennage
L'activité du port génère d'abord une très importante activité de construction navale : de 1750 à la Révolution, les chantiers de la Basse-Loire construisent un total de 135 000 tonneaux (134 000 à Bordeaux). En revanche, l'industrie sucrière est peu développée (150 personnes en 1789).
L'industrie de l'indiennage (impression de tissus de coton) connaît un développement sensible, avec 4 400 actifs en 1789. La première manufacture d'indiennes est créée en 1719 dans la paroisse Saint-Nicolas par les armateurs associés Thiercelin, Laurencin, Montaudouin, Michel. En 1733, elle emploie 1 000 personnes avec un chiffre d'affaires de 500 000 livres. Par la suite, l'activité de l'indiennage est prise en main par des immigrants venus de Suisse ou d'Allemagne, qui dirigent douze entreprises : Pelloutier, Kuster, Bourcart, Stechlin (venus de Bâle), Gorgerat, Rother, Favre et Petitpierre (venus de Neuchâtel, en Suisse), Dubern, Simon, Roques (venu de Hanovre), Langevin. Les plus importantes sont les entreprises Petitpierre et Dubern (25 000 pièces de tissu chacune). En 1785, un procédé innovant, la gravure à la planche de cuivre, qui permet une grande variété de couleurs, est introduit dans la manufacture Petitpierre.
On peut aussi citer la famille suisse de Pourtalès.

##### Géographie portuaire de Nantes auXVIIIesiècle
Au milieu du XVIIe siècle, l'activité portuaire et l'activité d'armement sont dispersées entre plus de trente sites sur la Basse-Loire et même au-delà (Bourgneuf, Pornic, Le Croisic); au XVIIIe siècle a lieu une restructuration autour de Nantes, qui concentre la quasi-totalité de l'armement transatlantique et une bonne part de l'armement de cabotage européen. Le port du Croisic subit alors un rapide déclin. En revanche, l'activité portuaire reste dispersée : un quart seulement des navires négriers partent de Nantes même. Cela entraîne une très importante circulation de gabarres sur l'estuaire, entre Nantes et les ports satellites (Paimbœuf, Le Pouliguen, etc.).

#### La population auXVIIIesiècle
La population passe de 40 000 à 80 000 habitants. Une grande partie de la population a une origine extérieure à la ville, le plus souvent de Bretagne ou des provinces limitrophes, mais aussi d'autres provinces françaises (ainsi le père de Mathurin Crucy, Jean Crouzi, vient de Vernaison près de Lyon). On trouve aussi plusieurs groupes d'étrangers. On peut remarquer que Nantes est une ville avec relativement peu de familles juives. On note bien la présence d'Antoine Rodrigue, un marrane descendant de Spinoza, qui s'acquitte de la taxe de judaïcité mais qui se marie avec une catholique à Saint Saturnin et dont les enfants vont se fondre dans la bourgeoisie nantaise, ou les Lopès. Le nombre de familles Juives reste restreint à Nantes, au XVIIIe siècle, ce qui engendre une assimilation très rapide contrairement à Bordeaux, où se trouve une importante communauté de juifs portugais.

##### La communauté irlandaise de Nantes
Elle se forme au cours du XVIIe siècle par l'arrivée de réfugiés jacobites, dès la Première révolution anglaise, mais encore plus après la seconde (1688-1690). Au XVIIIe siècle, les Irlandais de Nantes sont très actifs dans le négoce international, avec les familles Lee, Walsh, O'Shiell, O'Riordan, etc. Ces négociants irlandais s'intègrent progressivement à la haute société nantaise par des mariages (la mère du négociant Gabriel Michel est Marguerite Lee) et tendent à devenir des propriétaires fonciers nobles (Antoine Walsh devient comte de Serrant).
La communauté compte aussi quelques dizaines de prêtres, organisés autour du Séminaire des prêtres irlandais créé dans les années 1690 et installé dans le manoir de la Touche en 1697.
Les documents administratifs (registres paroissiaux, lettres de naturalisation) montrent qu'il y a aussi des Irlandais plus modestes : capitaines de navire, tonneliers, commis négociants, portefaix.
La communauté irlandaise est dans l'ensemble installée dans le secteur de la Fosse (paroisse Saint-Nicolas).

##### Flamands et Hollandais

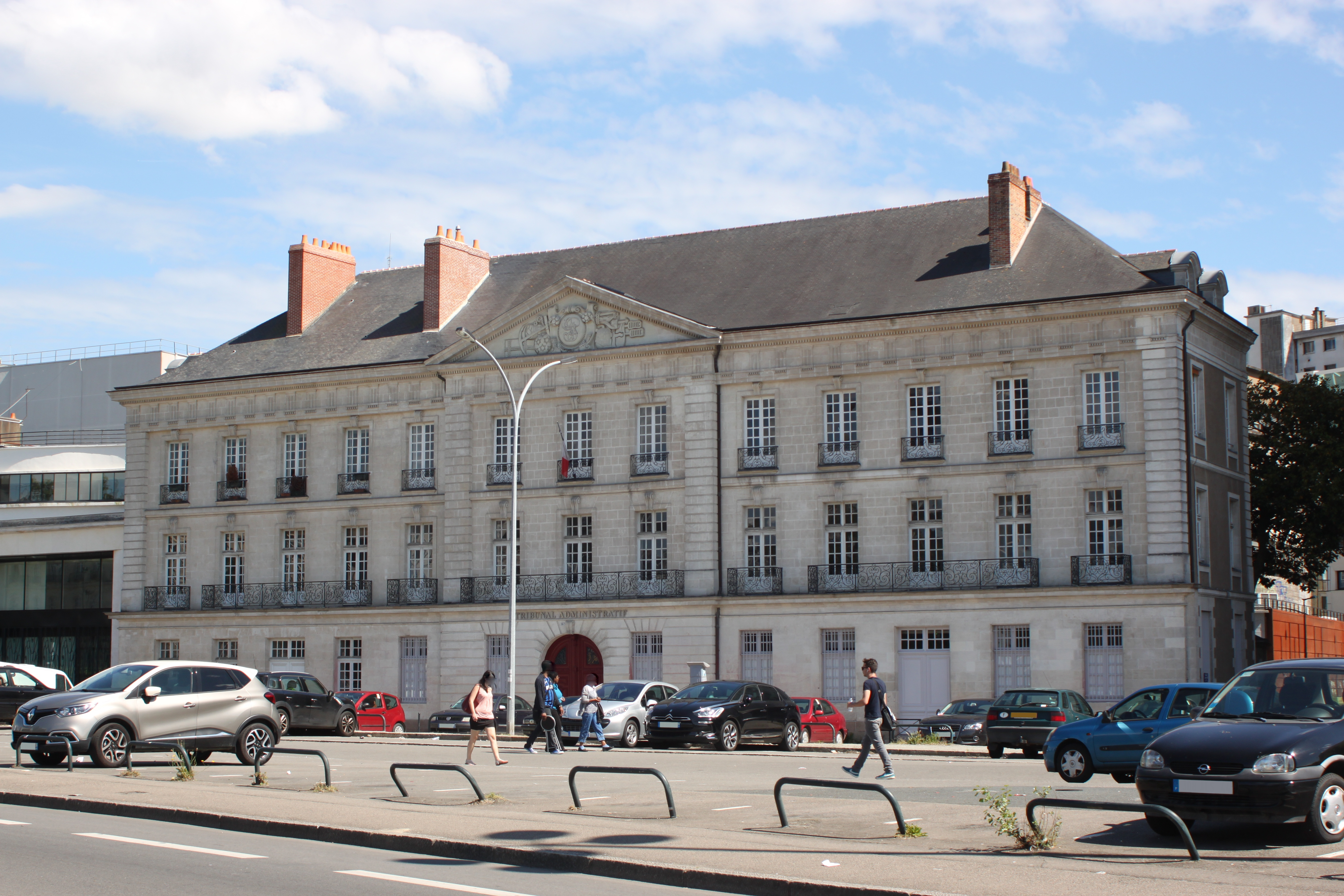
L'hôtel Deurbroucq.

Au XVIIIe, ces deux origines se confondent dans la mesure où il s'agit pour la quasi-totalité de catholiques, même si la tolérance permet la réapparition de Hollandais protestants au cours du siècle, par exemple les Haentjens.
Parmi les personnalités de ce groupe, la mémoire a retenu celui de la famille Deurbroucq, arrivée dès les années 1680, notable par l'hôtel particulier de Dominique Deurbroucq, et dont un membre, Piter, sera un des peu nombreux négociants à s'engager dans les événements révolutionnaires.

##### Les Suisses et Allemands: une nouvelle communauté protestante
À partir de 1760, l'apparition et le développement de l'industrie des indiennes sont liés à l'immigration de plusieurs familles suisses (Favre et Petitpierre, Gorgerat, Bourcard…) et allemandes (Pelloutier…) qui sont de plus généralement de religion protestante. La communauté protestante, très faible à Nantes au début du siècle, s'étoffe considérablement. Sa situation est un peu bizarre, puisqu'elle ne dispose pas d'état civil jusqu'en 1788. Les mariages sont célébrés à l'étranger ou à l'ambassade de Hollande à Paris, mais ne sont pas officiellement enregistrés à Nantes avant l'ouverture du registre des réformés, qui reprend leur état civil à partir de 1770.

##### Les réfugiés acadiens (1775-1785)
Les Acadiens présents à Nantes durant cette période ont été déportés en Angleterre pendant la guerre de Sept Ans après le déportation des Acadiens de 1755 ; libérés à la fin de la guerre, ils ont été accueillis en France dans les régions de l'Ouest. En 1775, un groupe d'environ un millier arrive à Nantes en vue d'un départ pour la Louisiane. Un grand nombre d'entre eux s'installent dans la paroisse Saint-Martin de Chantenay. Certains s'intègrent, mais la plupart repartent effectivement pour l'Amérique en 1785.
Le souvenir de cette communauté est commémoré près de l'église Sainte-Anne par la rue des Acadiens où se trouve une peinture murale, Le Départ des Acadiens, jumelée à celle de L'Arrivée des Acadiens à Saint-Martinville (Louisiane).

##### Les Noirs
Les registres paroissiaux, qui utilisent les expressions « Nègre » et « Négresse », permettent de recenser un nombre non négligeable de Noirs à Nantes, environ un millier durant le siècle. Ce sont des personnes arrivées de Saint-Domingue comme domestiques, soit esclaves, soit libres, dont certains mènent une vie autonome de travailleur (en général, pauvre) à Nantes. Certains sont affranchis au cours de leur séjour, mais d'autres restent esclaves (l'édit de 1314 sur l'affranchissement automatique n'est pas appliqué, il est même contredit par des règlements du XVIIIe siècle).

#### Les transformations de la ville

##### Nantes au début duXVIIIesiècle
Dans son livre Nantes au XVIIIe siècle, Pierre Lelièvre explique qu'à cette époque, la ville de Nantes, depuis ses origines antiques s'est développée soit de façon spontanée, soit en fonction des nécessités de la défense, sans jamais investir de façon massive dans son domaine primordial d'activité : le commerce. C'est une ville sans pôle administratif, intellectuel ou religieux (elle n'est pas une ville de pèlerinage, l'Université est transférée à Rennes vers 1720, ce n'est plus une résidence princière, ni un siège de cour souveraine), sans place centrale, dont les bâtiments monumentaux (la cathédrale et le château) ne sont pas bien intégrés au reste de la ville, enserrée dans des remparts qui rendent la circulation terrestre très malaisée. Les bastions sont particulièrement gênants : le bastion Saint-Pierre bloque l'accès direct à la route d'Angers et Paris ; le bastion Saint-Nicolas est un obstacle pour l'accès au port. Par ailleurs, la navigation entre le port Communeau sur l'Erdre, le port de Richebourg à l'est et le port de la Fosse est difficile même pour les gabarres.
Le XVIIIe siècle est une période où existe une volonté d'urbanisme, tant de la part des autorités municipales (Gérard Mellier vers 1725) que des autorités royales : intendants et subdélégués, gouverneurs (notamment le duc d'Aiguillon vers 1750-1760), secondés par un certain nombre d'architectes et d'investisseurs (quelques noms essentiels : Ceineray, Crucy, Graslin).

##### Les travaux des années 1720
Le mandat de Gérard Mellier est marqué par une première phase de travaux, en particulier : le lotissement de l'île de la Saulzaye, jusque-là un gros banc de sable assez mouvant, qui devient l'île Feydeau ; la création du cours Saint-Pierre derrière la cathédrale, la construction du quai de Chézine (en aval du quai de la Fosse).
L'aménagement de la rive droite du bras de la Bourse, face à l'île Feydeau, commence à être étudié en 1727 avec le projet de l'ingénieur du roi Delafond concernant l'actuelle allée Brancas, à l'époque une rive inutilisable sous la muraille. Des difficultés diverses amènent l'intervention du contrôleur général des Finances (Le Pelletier) qui envoie Jacques Gabriel en mission d'inspection à Nantes (décembre 1727). Gabriel propose un plan amélioré par rapport à celui de Delafond, mais finalement aucune suite n'est donnée, parce qu'il suppose d'abattre ce secteur de muraille, ce qui est refusé par le gouverneur, d'Estrées. C'est Ceineray qui réalisera cet aménagement.

##### Les plans généraux des années 1750
Une série de projets d'ensemble de transformations urbaines (dont le plan est l'élément visuel) sont produits durant cette décennie. C'est d'abord le plan de l'ingénieur du roi Touros (1750), qui consiste en rectifications de rues, dont pas mal sont ensuite réalisées. Le projet Vigné de Vigny (1755) est plus important, mais il se heurte à l'hostilité du Bureau de Ville, qui va susciter la réalisation d'un plan de situation très précis (avec planimétrie), réalisé par François Cacault (père du futur diplomate du même nom). Sur cette base, Ceineray, assistant de l'architecte-voyer Portail en 1757, puis architecte-voyer en 1760, propose le plan de 1761, aussi très important, mais mieux étudié que le plan de Vigny. Le plan Ceineray est approuvé par le Conseil d'État en 1766.

#### Événements politiques
L'exécution du marquis de Pontcallec et de ses complices a lieu en 1720 place du Bouffay.

## La Révolution et l'Empire

### L'année 1789 à Nantes
En janvier se produit une émeute frumentaire de quatre jours ; à partir de là les autorités municipales vont s'efforcer de maintenir un approvisionnement convenable, au prix d'un endettement considérable. Par la suite, compte tenu du maintien de l'activité du port et des bonnes récoltes, la question de l'approvisionnement ne donne lieu à aucune tension majeure jusqu'en 1793.
Les élections aux États généraux ont lieu en avril. Les cahiers de doléances de Nantes expriment une volonté de changements, sauf en ce qui concerne l'esclavage des Noirs et les privilèges de la Bretagne. La sénéchaussée de Nantes, qui correspond au comté, doit élire 8 députés du Tiers État, choisis au suffrage indirect par une assemblée où se trouvent 50 Nantais et 178 ruraux. 6 des 8 députés élus sont Nantais, dont l'avocat Baco de La Chapelle. Les députés de Nantes sont accompagnés à Paris par deux représentants des négociants et par un certain nombre de personnes officieuses, parmi lesquelles Jean-Augustin Malassis, imprimeur. Dès le 5 mai 1789, il lance une publication destinée à l'information des électeurs sur les événements de Paris et de Versailles : le Bulletin des États généraux, qui deviendra le Journal de correspondance de Paris à Nantes en novembre 1790.
Les événements du 14 juillet amènent à Nantes la prise du château le 19 juillet, le gouverneur n'opposant cependant aucune résistance à un groupe de patriotes dirigés par Coustard de Massy. Puis, face à l'hypothétique menace de "brigands", le pont de Pirmil est mis en défense et les cavaliers de la Garde bourgeoise vont patrouiller au sud de Nantes, ce qui provoque une certaine tension chez les ruraux. Par ailleurs, après le 14 juillet, la municipalité de Nantes est renouvelée : est élu maire Christophe-Clair Danyel de Kervégan, un modéré, qui sera réélu en 1790.
La Société des Amis de la Constitution a très tôt une succursale à Nantes, dite "club des Capucins", dont le président est Joseph Fouché. La question de l'esclavage y est clairement posée dès la fin de 1789, alors qu'à Paris est apparu un groupe abolitionniste autour de Brissot et de Condorcet, la Société des Amis des Noirs. Le 28 décembre, l'armateur nantais Mosneron de l'Aunay publie dans le Journal de Paris une lettre ouverte dénonçant des théoriciens abstraits qui ne tiennent pas compte des réalités. Fouché qui a donné son appui à Brissot est obligé de faire marche arrière : les révolutionnaires nantais sont pour le maintien de l'esclavage aux colonies, tout en reconnaissant que cela contredit la Déclaration des droits de l'homme et du citoyen.[réf. nécessaire]

### La délimitation de la commune (décembre 1789-août 1790)
La création des communes en décembre 1789 a posé ici un problème relativement important, la délimitation entre les communes de Nantes et de Saint-Sébastien, au sud-est.
Lorsque l'Assemblée nationale décide une réorganisation territoriale générale, selon le système : département – district –canton- commune, il est prévu que les communes sont créées sur la base des paroisses existantes (sauf lorsqu'il existe déjà une municipalité regroupant plusieurs paroisses, comme à Nantes). Le problème est précisément celui de l'attribution du territoire de la paroisse Saint-Jacques, qui s'étend non seulement au sud de la Loire (Saint-Jacques, Pirmil, Dos d’Ane, Sèvre), mais aussi sur une partie des îles (Vertais), lieux qui relevaient de Nantes sous de nombreux aspects (voirie, entretien des quais, etc.). Or, dans l'organisation ecclésiastique, cette paroisse était une dépendance de Saint-Sébastien et aurait donc dû être rattachée à la commune de Saint-Sébastien, ce qui aurait entrainé pour la municipalité de Nantes une situation désagréable : la perte du contrôle administratif sur une partie de la ligne des ponts et surtout sur le pont de Pirmil et ses équipements. Les dirigeants nantais vont donc tout faire pour que la paroisse Saint-Jacques soit rattachée à Nantes.
Selon l’ouvrage consacré à l’histoire de Saint-Sébastien (Du village à la cité-jardin. Saint-Sébastien-sur-Loire depuis les origines, ce n'est pas en 1801 (Concordat), ni en 1797 ou 1793 qu'a été établie la délimitation actuelle entre Nantes et Saint-Sébastien mais en août 1790.
Dès le mois de décembre 1789, la municipalité de Nantes argumente que : « les habitants des cantons susdits ont toujours été regardés comme faisant partie intégrante de la ville…. ; que les quais et calles …dans cette partie de Saint-Sébastien ont été construits des deniers de la communauté de ville, qu’ils sont entretenus par elle… » (ADLA, liasse 385, cité par Durand et alii, op. cit.).
Les premières élections municipales à Saint-Sébastien ont lieu le 23 mars 1790 dans le cadre de la commune étendue, avec deux lieux de vote : la chapelle des Sœurs de la Sagesse pour les quartiers urbains où Jean-Jacques Fleuranceau, négociant, obtient 135 voix sur 146 ; la sacristie de l’église du bourg pour les quartiers ruraux, où François Lyrot de la Patouillère obtient 135 voix sur 141. À partir du 27 mars, compte tenu de ce résultat, les Nantais considèrent les quartiers sud comme nantais.
Le 4 juillet 1790, la municipalité de Saint-Sébastien porte l’affaire devant l’assemblée du district de Nantes. Les diverses instances territoriales donnent leur avis et notamment, de nouveau, la municipalité de Nantes (ADLA, Ibid., 10 août 1790, cité par Durand et alii, op. cit.). Le directoire du district rend sa décision définitive à la mi-août : « Le Directoire… arrête que les quartiers de St Jacques, Pirmil, Dos d’âne et Vertais resteront attachés à la Municipalité de Nantes et continueront d’en faire partie comme les autres faubourgs de la même ville. » (ADLA, liasse 42, folio 127, cité par Durand et alii, op. cit.).
Les prétentions de Nantes sont donc légalisées par cet arrêté, contre lequel la municipalité de Saint-Sébastien ne fait pas appel. Conséquence sur le plan religieux : la paroisse Saint-Jacques est érigée en paroisse de plein exercice en mai 1791, dans le cadre de l’organisation établie par la Constitution civile du clergé. En 1801, le pape prend acte de la nouvelle organisation paroissiale, ce qu’il n’avait pas fait auparavant, puisqu’il avait refusé la Constitution civile du clergé. On peut noter que pendant les guerres de Vendée, les habitants de Saint-Sébastien sont massivement dans le camp des insurgés.
Sous l’Ancien régime, la ville de Nantes est divisée en douze paroisses : Saint-Jean-en-Saint-Pierre, Saint-Laurent, Sainte-Croix, Saint-Nicolas, Saint-Saturnin, Sainte-Radegonde, Saint-Denis, Notre-Dame, Saint-Léonard, Saint-Similien, Saint-Vincent et Saint-Clément.
La Révolution française va définir de nouvelles structures qui ne cesseront d’évoluer.
Le premier mai 1789 une assemblée revendicatrice est tenue dans l'Hôtel de ville sous la présidence du maire, Richard de la Pervenchère. Il y est décidé que le vote pour l’élection du Maire ne se fera pas à partir des listes habituelles, établies par les « Messieurs » du Bureau de Ville. Les candidatures seront libres. L’assemblée (plus de 500 signatures) réclame un nouveau règlement et se rapporte à la décision du Roi.
Réponse de l’Intendant de Bretagne Germain-François Faure de Rochefort, le 11 août 1789, confirmant l’accord du Roi pour la tenue des élections, sans se conformer à l’usage des listes.
La nécessité d’élire aussi les Officiers de la Milice bourgeoise, ancêtre de la garde nationale, contraignit à étendre le périmètre des votants au territoire de la Milice bourgeoise.
Le vote a lieu le 15 août 1789, pour l'élection d'un maire, de six échevins, quatorze officiers de Milice bourgeoise, quarante huit membres du Comité d'administration.
Les électeurs sont répartis dans 15 districts. Pour le quinzième le lieu de vote est l’église du Sanitat.
Le dépouillement des procès verbaux s’étire sur plusieurs jours. Le 18 août les Paroisses de Saint-Jean, Saint-Laurent, Sainte-Radegonde, Notre-Dame, Saint-Denis, Saint-Vincent, Saint-Léonard et Saint-Clément.Le 19 août les Paroisses de Saint-Similien, Saint-Saturnin, Sainte-Croix, Saint-Sébastien et Rezé et d’une partie de Saint-Nicolas.
Le 20 août, le quartier de la Fosse, Gigant et autres formant le surplus de la Paroisse Saint-Nicolas et partie de celle de Chantenay.
Christophe-Clair Danyel de Kervégan est élu maire, obtenant 1130 suffrages.
Cinq districts ayant refusé ou protesté contre la nomination des officiers de la Milice bourgeoise, l’assemblée a décidé de différer leur élection et de s’en référer à la décision de la municipalité. Le 5 septembre 1789 sont nommés 16 commissaires, (plus tard appelés « commissaires bienveillants ») chargés d’établir une milice ou garde citoyenne. Pour le quinzième district : Lecadre, Lieutaud et Cochet sont désignés.
La législation sur les modifications des territoires s’amplifie :
Le 5 septembre 1789, délimitation des quartiers pour l’impôt.
Le 11 novembre 1789, décret divisant la France en départements, la ville de Nantes est nommée chef lieu.
Le 14 décembre 1789, loi abolissant et supprimant les municipalités, mais en conservant les élus jusqu’à la prochaine élection.
Le 22 décembre 1789, loi sur la constitution des assemblées primaires et administratives.
Le 7 janvier 1790 parait un décret constituant les communes. Le même jour l’assemblée municipale décide des modalités de l’élection prochaine. La ville a été divisée en 18 sections. Le vote a lieu dans la Chapelle des Petits-Capucins pour la dix-huitième.
Le 18 janvier 1790, le maire Kervégan est réélu, 1 500 voix sur 1 510.
Le 19 mars 1790, délimitation des 18 sections y compris la partie rurale de Saint-Similien et de Saint-Donatien.
Le 14 Juin 1790, Anne Pierre Coustard de Massy est élu président du Directoire du département. Il sera nommé le 17 octobre colonel commandant de la Garde nationale. Il est connu des nantais, le 11 juin 1784, il s’est envolé sur une montgolfière pour un vol d’une quarantaine de kilomètres.
Le 4 mars 1791, un décret de l’Assemblée nationale devient une loi, approuvée par le Roi le 15 mars 1791, portant circonscription des paroisses et de la commune de Nantes : Saint-Pierre, Sainte-Croix, Saint-Jacques, Saint-Nicolas, Notre-Dame, Saint-Similien, Saint-Clément, Saint-Donatien. La chapelle des Capucins de l’Hermitage est conservée comme chapelle de secours (son territoire est soustrait de Saint-Martin de Chantenay). Saint-Jacques et Saint-Donatien sont annexées.
Le 31 aout 1791, Coustard de Massy est élu député de la Loire-Inférieure.
Le 30 novembre 1791, Kervégan n'acceptant pas son élection par 418 voix sur 525. Un nouveau scrutin désigne Pierre Giraud du Plessis comme maire de Nantes.
Le 5 décembre 1791, le Conseil général de la Commune de Nantes désigne les commissaires pour les impositions des dix huit sections, pour la dix huitième dite de l'Hermitage ce sont Messieurs Dupoirier, Barré, Dupuy, Bernaval, Hardouin, Bettinger, Bernard, Richaux, Radigois, Bodet, Baudoux, Templé et Capi.
Le 28 décembre 1792, Baco de la Chapelle est élu maire de Nantes.
Le premier janvier 1794 (12 nivose an II) les 18 sections sont renommées : l'ancien « coteau de Miséry » qui abrite l’hermitage des Petits Capucins devient « Brutus ». Le 21 mars 1795 (premier germinal de l’An III). Les usages évoluent, le nom de sept sections est modifié. Il n’existe plus de référence à des noms de personnages.
Les évolutions continuent, le 22 août 1799 (5 fructidor an VII) pour équilibrer la répartition de la population, la commune de Nantes est divisée en 17 sections numérotées.
Les registres de l'état-civil, après le 23 septembre 1799 (premier Vendémiaire An VIII) ne reconnaissent que les numéros des Sections.
La ville de Nantes s’est agrandie, elle a annexé une partie de Chantenay, de Saint-Sébastien, le faubourg de Saint-Donatien. Il faudra attendre 1908 pour Doulon et le reste de Chantenay.

### Les années 1790-1792
Les nouvelles autorités
- la mairie est détenue par Kervégan, puis par Pierre Giraud du Plessis ;
- la Garde nationale est dirigée par Pierre Coustard (dit Coustard de Massy)
- le district de Nantes est présidé par Coiquaud[44]
- le département

Cette période est marquée par les élections administratives (municipalité, etc., juges) de 1790 et législatives de 1791. Dans les deux cas, l'abstention est très forte parmi les citoyens actifs : 85 et 75 %. Cela signifie probablement que les électeurs potentiels font confiance aux dirigeants, qui émanent du milieu des négociants nantais.
Un problème beaucoup plus grave est celui de l'application de la réforme religieuse ; l'évêque (La Laurencie) est non-jureur, ainsi que la majorité des curés de Nantes et une encore plus forte majorité des curés de campagne. Dans nombre de cas, les curés constitutionnels doivent être installés accompagnés de détachements de la Garde nationale nantaise, dans certains cas avec une répression effective, de sorte que se développe une hostilité des ruraux contre la bourgeoisie nantaise identifiée à la Révolution. À quoi s'ajoute comme partout l'éviction des paysans dans les achats de biens nationaux.
La vie politique est désormais structurée par deux clubs, tous deux de tendance jacobine, issus de la scission du club des Capucins : le Club de la Halle (quartier Graslin), socialement bourgeois, et le Club Saint-Vincent (ville ancienne), socialement petit-bourgeois. Les deux clubs sont cependant sur une ligne politique identique de soutien à l'Assemblée et aux nouvelles institutions.
En 1791 a lieu le premier changement massif des noms de rues (207 cas) : c'est alors qu'apparaissent les noms des philosophes (Voltaire, Rousseau…).

### Nantes et la République
Lorsque la République est établie à Paris en août 1792, la municipalité de Nantes adhère à cette évolution, sous la direction du groupe des modérés (Baco, le maire, élu en septembre 1792, etc.), plutôt girondins, mais avec des réserves (toujours sur l'abolition de l'esclavage, prônée par Brissot, et sur la guerre, largement négative pour l'économie nantaise).

#### Un bastion républicain contre l'insurrection vendéenne

##### Les débuts de l'insurrection (mars 1793)
Lorsque commencent les Guerres de Vendée, en mars 1793, la ville, acquise aux idées révolutionnaires, constitue d'abord un refuge pour les républicains des communes insurgées, qui incluent notamment Saint-Sébastien, Basse-Goulaine, Vertou et l'ensemble du vignoble où la commune phare de l'insurrection est Le Loroux-Bottereau (les gars du Loroux). Nombre de ces réfugiés vont rester à Nantes jusqu'en 1797, époque où l'ordre sera à peu près rétabli.
Les insurgés vont se répartir en deux groupes : ceux du vignoble, commandés par Lyrot, maire de Saint-Sébastien, établissent un camp sur la colline de la Louée, à Haute-Goulaine, contrôlant les routes de Clisson et du Loroux ; ceux du Pays de Retz, commandés par Charette, s'établissent aux Sorinières, sur la route de La Rochelle. Du côté nantais, des barricades sont construites devant le pont de Pirmil. Au nord de la ville, en revanche, la situation n'est pas inquiétante dans l'immédiat.

##### La mise en défense de Nantes (mars-avril 1793)
Baco se révèle alors comme un chef de la défense républicaine. Dès mars 1793, il crée un « Comité central » de cinq membres responsable de la défense au niveau du département et met en place un tribunal extraordinaire, non légal. Une garnison est envoyée à Indret pour protéger l'arsenal et des patrouilles fluviales sont organisées de Paimbœuf à Ancenis pour préserver la navigation sur la Loire, alors que la rive sud est totalement aux mains des insurgés (sauf Paimbœuf) et la rive nord en partie. Nantes dispose seulement de la Garde nationale et de la garnison, environ 8 000 soldats au total ; les Gardes nationaux sont en partie encasernés afin de pouvoir réagir à toute urgence ; un appel est lancé à la Convention, qui envoie 2 000 soldats supplémentaires dirigés par le général Beysser (avril 1793).

##### Labataille de Nantes(29 juin 1793)
En tant que port de premier plan, Nantes constitue un enjeu stratégique à l'échelle de la guerre européenne, et devient rapidement un objectif pour les chefs insurgés, qui sont en contact avec les émigrés et avec les Anglais. Après la prise facile de Thouars, Fontenay-le-Comte, Cholet, Saumur et Angers, l'attaque de Nantes a lieu à la fin juin 1793. Au sud se trouvent les forces de Charette, à l'est celle de Cathelineau ; le 22 juin, les insurgés lancent un ultimatum. Parmi les responsables, Beysser et Baco soutiennent le plus fermement l'option de la défense de la ville. Le 27 juin, Cathelineau réussit à envelopper Nantes en remportant, non sans peine, un combat contre le bataillon Meuris à Nort-sur-Erdre. Le 29 juin 1793, il attaque la ville par le nord et par le nord-ouest. La défense de Nantes est dirigée par le commandant de l'armée des côtes de Brest, le général Canclaux, arrivé à Nantes début juin, qui ne dispose au total que de 12 000 soldats face à 40 000 insurgés. C'est la bataille de Nantes, au cours de laquelle Cathelineau est mortellement blessé. Malgré leur supériorité numérique, les insurgés sont repoussés. Sur la rive sud, Charette n'a pas pu faire grand-chose, il se retire vers la Vendée.

##### L'échec militaire de l'insurrection (septembre-décembre 1793)
Cet échec des insurgés à Nantes est crucial ; mais dans un premier temps, les mois de juillet-août sont calmes ; Canclaux, informé de l'arrivée prochaine de l'Armée de Mayence, repart à l'offensive fin août en reprenant les Sorinières (création du camp des Naudières) ; l'arrivée des Mayençais (général Kléber), environ 16 000 hommes, en septembre 1793, change le rapport des forces. L'armée vendéenne, vaincue à Cholet (17 octobre), va errer d'échec en échec au cours de la Virée de Galerne avant de revenir se faire écraser à Savenay (23 décembre 1793). Par la suite, la forêt constitue un foyer de la rébellion chouanne : 200 à 300 insurgés y sont réfugiés. Cette période est commémorée depuis la Restauration par la Croix du Chêne de la Messe ou Croix des Chouans

##### Le traité de la Jaunaye (février 1795) et la mort de Charette (mars 1796)
Il n'y a dès lors plus de menace stratégique, mais les campagnes autour de Nantes restent en état d'insurrection ou d'insubordination, l'armée de Charette étant encore intacte ; les troupes républicaines interviennent de façon violente (colonnes infernales) sous le commandement de Turreau (décembre 1793-mai 1794). Après la chute de Robespierre (juillet 1794), les choses changent nettement. Une étape importante, liée à la volonté de pacification de Hoche et de Canclaux, est le Traité de La Jaunaye (17 février 1795) signé avec Charette et Sapinaud ; la signature a lieu tout près de Nantes, dans un manoir de la commune insurgée de Saint-Sébastien. On assiste ensuite à un épisode surprenant : Charette défilant en ville est acclamé par la population. Mais la paix ne va pas durer : Charette reprend les armes en juin, au moment du débarquement de Quiberon. Privé de tout appui extérieur après l'échec de Quiberon, il est traqué, arrêté en mars 1796 à Saint-Sulpice-le-Verdon, près de Rocheservière en Vendée, et ramené à Nantes pour être fusillé (et non pas guillotiné) le 29 mars 1796 sur la place Viarme, où Cathelineau était mort en 1793.

#### La Terreur à Nantes

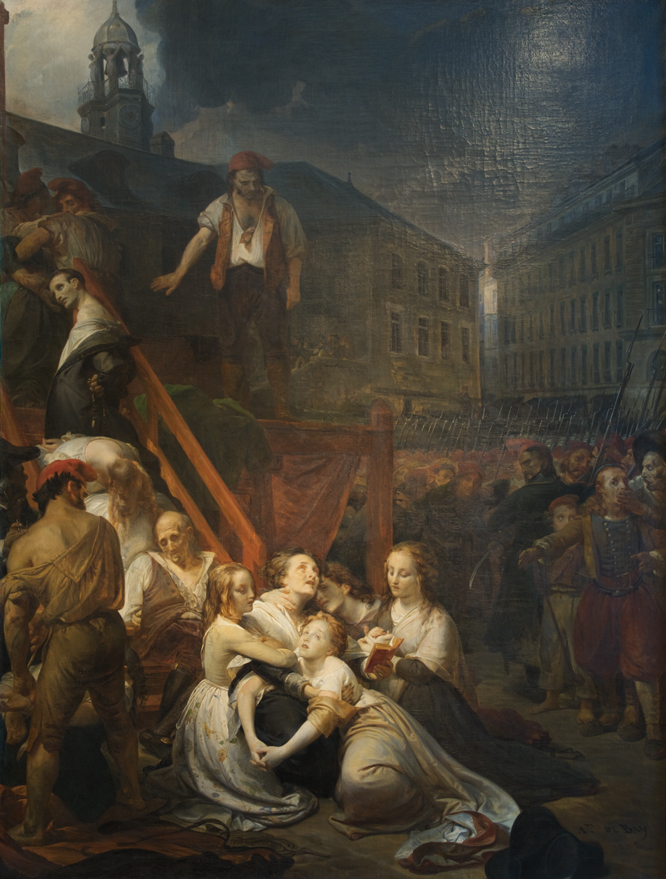
L'exécution des sœurs La Métairie, œuvre du peintre nantais Auguste-Hyacinthe Debay, 1838.
La guillotine, place du Bouffay à Nantes fait 144 morts. 24 artisans et laboureurs sont exécutés le 17 décembre 1793, parmi lesquels 4 enfants de 13 à 14 ans, ils sont suivis le 19 décembre par 27 autres victimes dont 7 femmes parmi lesquelles les sœurs La Métayrie, âgées de 17 à 28 ans. Quelques jours après, le bourreau se suicida.

À Paris, les Girondins sont tombés en juin 1793. Le député de Loire-Inférieure Pierre Coustard, proscrit comme Girondin, est dénoncé et exécuté (novembre 1793).
Après le succès contre les Vendéens, les autorités municipales affichent clairement une certaine opposition à la Convention : le 5 juillet, elles proclament refuser l'envoi de nouveaux représentants en mission. D'autre part, Beysser, nommé à la tête de l'Armée de La Rochelle, prend des mesures d'indulgence en libérant des prisonniers. Après sa défaite à Montaigu (21 septembre), il est destitué et convoqué à Paris où il est incarcéré. Baco, venu plaider sa cause devant la Convention, est à son tour incarcéré. Le pouvoir à Nantes est assumé pendant l'été par le représentant Pierre Philippeaux.
Des dissensions apparaissent entre les deux clubs, favorisée par une situation économique mauvaise : en l'absence de commerce, le ravitaillement de la ville est très difficile ; la guerre assure du travail à tout le monde, mais la ville manque de blé et un marché noir est apparu. Au cours de l'été 1793, les deux clubs républicains de la ville passent de l'entente à l'hostilité. Le Club Saint-Vincent crée un Comité révolutionnaire, dirigé par Chaux et Goullin et obtient la dissolution du Club de la Halle.

##### Jean-Baptiste Carrier
C'est dans ces circonstances qu'en septembre 1793 arrive à Nantes le représentant en mission Jean-Baptiste Carrier, au moment où les armées républicaines ont subi des revers à Tiffauges (18 septembre) et à Montaigu. Il n'est présent à Nantes que jusqu'en février 1794, mais son passage a marqué durablement la ville et la Révolution. Il semble qu'il ait été animé par plusieurs obsessions : la haine des Vendéens et des contre-révolutionnaires, mais aussi des négociants et des riches, et une méfiance pour l'ensemble des habitants de la ville de Nantes, qu'il soupçonne d'être de mèche avec les insurgés. Toutefois, Carrier ne s'est pas occupé exclusivement de répression ; il a eu au moins au départ pour objectifs d'assurer le succès militaire de la République, de donner aux troupes républicaines des ressources convenables et d'améliorer le ravitaillement des catégories les plus pauvres.
Il est en particulier à l'origine d'une restructuration importante des armées républicaines : la constitution de l'Armée de l'Ouest, avec l'Armée des côtes de La Rochelle, l'Armée de Mayence et la partie de l'Armée de Brest opérant en Loire-Inférieure. Cette réorganisation est effective le 1er octobre 1793, la nouvelle unité est dirigée par le général Léchelle, Canclaux ayant été démis de tout commandement le 29 septembre (mais il sera à la tête de l'Armée de l'Ouest après la chute de Robespierre, d'octobre 1794 à août 1795). L'Armée de l'Ouest connaît assez vite le succès avec la victoire de Cholet.

##### La Terreur sous Carrier
De septembre 1793 à février 1794, le mandat de Carrier est marqué par l'intensification de la répression légale, mais aussi par des mesures illégales particulièrement sinistres. Carrier s'appuie globalement sur le Club Saint-Vincent (devenu « Vincent-la Montagne »), et surtout sur son Comité révolutionnaire dirigé par Goullin et Chaux, mais il met aussi en place un organisme clandestin de surveillance, le comité Lamberty. En effet, les membres du Club Saint-Vincent ne sont pas toujours d'accord avec les mesures prises par Carrier pour le contrôle économique.
La répression judiciaire suit différents canaux :
- le Tribunal révolutionnaire, présidé par un magistrat, Phélippes-Tronjolly, qui respecte dans une certaine mesure les formes ;
- la Commission Lenoir, formée par des gardes nationaux ;
- la Commission Bignon, commission militaire installée à Nantes en décembre 1793. Son rôle est ici de « nettoyer les prisons » ; effectivement, 2 600 prisonniers principalement des Vendéens de la Virée de Galerne sont fusillés sur sa décision, de la fin décembre 1793 à la fin février 1794, dans les carrières de Gigant[47].

La répression illégale prend ici la forme des noyades de Nantes, qui sont restées attachées au nom de Carrier. Elles ont lieu dans le fleuve grâce à des bateaux munis de trappes : les condamnés, attachés deux par deux (un homme, une femme), se noient mutuellement ; Jean-Baptiste Carrier avait baptisé ces exécutions la « déportation verticale », elles sont restées célèbres sous le nom de « mariages républicains ». Il s'agit d'un processus mal connu dans la mesure où aucun ordre n'est donné par écrit, aucun compte-rendu écrit effectué et où les noyades ont lieu de nuit avec un minimum de témoins, par des membres du Comité révolutionnaire ou du groupe Lamberty. Quant aux victimes, elles sont choisies au hasard dans les prisons et aucune liste nominative n'est dressée.
Il ne faut pas non plus oublier que, dans la situation de surcharge des prisons à la fin de 1793, les différentes épidémies pendant cette période ont prélevé un lourd tribut.
Un autre épisode, moins tragique, mais intéressant, du mandat de Carrier est celui des « 132 Nantais ». Cette affaire est la conséquence du suicide de Léchelle en novembre 1793, après sa défaite d'Entrammes. Cette mort, interprétée comme le signe d'un complot contre-révolutionnaire, entraîne l'arrestation de 200 notables, dont 132 restent en prison, les autres ayant probablement réussi à s'échapper par la corruption, et sont envoyés à Paris pour être jugés par le Tribunal révolutionnaire. Carrier ne fait en effet pas confiance au Tribunal révolutionnaire de Nantes pour faire ce qu'il souhaite. Une trentaine des prisonniers meurent au cours du voyage. À Paris, Fouquier-Tinville se montre en fait très réticent et demande l'envoi de preuves du complot, qui évidemment n'existent pas. Finalement le procès aura lieu en septembre 1794 et les Nantais seront acquittés.
Contesté par un certain nombre de Républicains à Nantes et à Paris, Carrier est l'objet d'une inspection par un délégué de Robespierre, Jullien (fils), démarche qui aboutit à son rappel en février 1794. Carrier a donné prise en effet non seulement par ses excès répressifs, mais aussi par la corruption qui règne dans son entourage.

##### La Terreur après Carrier
Peu après le départ de Carrier, le Comité révolutionnaire se retourne contre le groupe Lamberty ; Lamberty et Fouquet sont déférés devant la commission Lenoir, au motif d'avoir laissé des prisonnières échapper à la répression ; ils sont condamnés à mort en avril. Mais le Comité révolutionnaire est aussi frappé : 20 de ses membres sont envoyés à Paris où ils seront jugés en même temps que les 132 (un seul sera condamné à mort).
Le Tribunal révolutionnaire condamne 57 personnes jusqu'en mai, date de sa dissolution, mais il en acquitte une soixantaine. La Commission Bignon reste très répressive : 600 condamnations ; une mesure frappe particulièrement les habitants de Bouguenais, dont 200 sont exécutés les 2 et 3 avril. Les commissions militaires sont elles aussi dissoutes en mai 1794.
Dans l'ensemble, la Terreur s'atténue à Nantes dès le printemps 1794, alors même qu'elle s'aggrave à Paris, où Beysser est condamné à mort comme Hébertiste en avril 1794.
À noter qu'il n'y a pas eu de Terreur blanche ici, ni après Thermidor, ni après la chute de Napoléon.

#### Nantes après la Terreur (1794-1799)
De 1794 à 1799, le grand problème est celui du ravitaillement. Les campagnes ne fournissent pas volontiers leur blé contre des assignats. Les Chouans utilisent même l'arme du blocus économique contre les villes. Mais la misère ne se traduit pas politiquement ; la suppression des sociétés populaires en août 1795, donc du Club Saint-Vincent, n'entraîne aucune réaction. La Garde nationale est désertée. Le 20 octobre 1799, un groupe de Chouans peut intervenir à Nantes pour délivrer des prisonniers.

### La période napoléonienne
De 1805 à 1813, le maire de Nantes est Jean-Baptiste Bertrand-Geslin, un ancien officier de l'armée républicaine marié à une riche Nantaise.

#### La visite de Napoléon à Nantes (août 1808)
Son mandat est marqué par le passage de l'empereur à Nantes les 9 et 10 août 1808, visite préparée depuis plusieurs semaines. Revenant d'Espagne, après un passage à La Roche-sur-Yon le 8, Napoléon est accueilli à Remouillé par le maire et la garde d'honneur ; il arrive à Nantes le 9 à 2 heures 30 du matin ; à Pont-Rousseau, le maire lui présente les clefs de la ville sous un arc de triomphe. Napoléon et Joséphine sont hébergés à l'hôtel d'Aux, résidence du commandant de la garnison, le général Dufour. Le matin du 9, il reçoit les autorités (maire, évêque, responsables de la Chambre de commerce (Deurbroucq), président du Conseil général, ingénieurs des Ponts et Chaussées…). L'après-midi, il visite le lycée impérial ouvert en avril 1808 et quelques autres lieux de la ville. Une fête a lieu dans la soirée. Le 10, l'empereur visite Indret, les chantiers Crucy de Basse-Indre et le port de Paimbœuf. Le maire évoque alors la perspective d'un avant-port à l'entrée de l'estuaire. Une nouvelle fête a lieu le soir (illuminations des cours, bal). L'empereur part le matin du 11 pour Angers.
La visite a coûté 100 000 francs à la Ville, mais elle a obtenu des crédits pour plusieurs chantiers (Bourse, pont sur l'Erdre, reconstruction du théâtre Gralin, alignement de quais) qui vont occuper les années suivantes jusqu'au début de la Restauration.

## LeXIXesiècle

### Le commerce maritime, le port et les transports

#### La poursuite de la traite négrière
Napoléon Ier, lors des Cent-Jours, décrète l'abolition de la traite négrière. Sa décision est confirmée par le traité de Paris et par une ordonnance de Louis XVIII en 1817. Mais seule la traite est interdite, l'esclavage ne l'est pas, et les armateurs nantais pratiquent illégalement le commerce d'êtres humains pour fournir en main d'œuvre les colonies. Il faut attendre la troisième loi abolitionniste, en 1831, pour que la traite cesse pour de bon : les sanctions prévues menacent alors les armateurs, les bailleurs de fonds et les assureurs. Entre 1811 et 1831, la traite française frappe 100 000 Noirs, ce trafic étant pour moitié directement lié au port de Nantes.
Cette reprise permet certes un regain d'activité du port, mais mobilise des capitaux qui auraient pu être investis plus tôt dans le développement d'activités industrielles novatrices (comme c'est le cas à Bordeaux).

#### Le port et les armateurs
Après une période faste des années 1820 à 1850, le port de Nantes connaît une période de difficultés des années 1860 aux années 1890 : Nantes est le 4e port français en 1860, le 6e en 1896 ; l'armement nantais régresse fortement. Le problème principal vient de la concurrence des ports du Havre et de Marseille, qui s'adaptent plus que Nantes à la navigation moderne. Des changements importants ont lieu durant ces années de crise. Un fait très important est la création de l'avant-port de Saint-Nazaire, ouvert sur le large, qui se développe à partir des années 1860. Cependant, pour maintenir l'activité portuaire à Nantes même, alors que le problème de l’envasement et de l’ensablement de la Loire devient de plus en plus prégnant, les autorités décident le creusement d’un canal le long de l'estuaire, permettant d’éviter les bancs de sable les plus gênants. Le canal de la Martinière, commencé en 1882, est inauguré en 1892 et permet aux grands trois-mâts de revenir à Nantes, qui retrouve sa place de 1860. Le canal connaît une intense activité mais cela ne dure qu'une vingtaine d'années (après la guerre, il sert de cimetière pour les grands voiliers). Une solution plus durable est en effet le lancement d'un programme de dragage et de rectification du chenal (dit "programme Baudin"), qui permet en 1914 que des navires de 6 m de tirant d'eau puissent remonter jusqu'à Nantes. La construction d’un pont transbordeur à Nantes (entre la Prairie-au-duc et la gare maritime), en 1903, montre la volonté de la ville de rester un port de mer.
De grandes familles d'armateurs marquent l'histoire de Nantes au XIXe siècle : les familles Dobrée, Allotte (famille maternelle de Jules Verne), Le Cour Grandmaison, Crouan, Pergeline, etc. À la fin de la période, l'armement est organisé sous une forme plus fortement capitaliste avec la Compagnie nantaise de navigation à vapeur (créée en 1882), la Compagnie France-Algérie (1885) et la Compagnie des Chargeurs de l'Ouest (1902), toutes deux marquées par la personnalité d'Eugène Pergeline, la Société des Voiliers nantais (1894), absorbée en 1913 par la précédente.

#### La navigation: navires à voiles et à vapeur

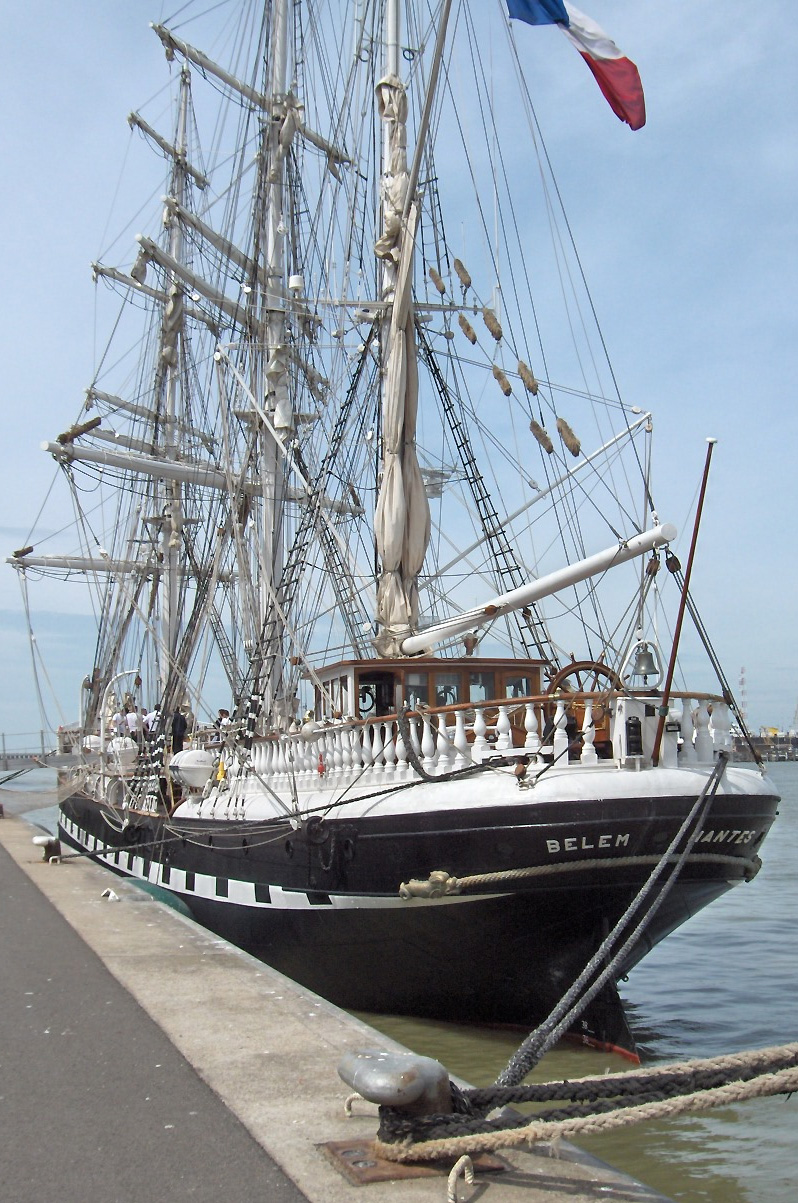
Le Belem est un trois-mâts barque français, construit en 1896

La navigation maritime : la navigation à voile, bien que concurrencée par la vapeur, reste en vigueur jusqu'à la fin du XIXe comme le montre, en 1896, l'armement par Fernand Crouan du trois-mâts Belem, produit par les chantiers Dubigeon (infra).
Sur la Loire, la navigation à vapeur est utilisée de façon régulière à partir de 1823 (après Bordeaux en 1818). Un bateau, le Triton est construit (chantiers Guibert) et testé en juin 1822. Le premier service de navigation est lancé en mars 1823 ; en 1832, une ligne régulière Nantes-Tours apparaît, sur laquelle, en 1837, a lieu l'explosion du moteur du Vulcain à Ingrandes. Des efforts sont faits pour rendre les moteurs « inexplosibles », en particulier avec les recherches de l'ingénieur mécanicien Vincent Gâche (L'Emeraude). Une ligne Nantes-Orléans (trois jours à la remontée, deux jours à la descente) fonctionne au début des années 1840. Ce moyen de transport va cependant être éliminé par la mise en place des lignes de chemin de fer.
De 1813 à 1844, est réalisée la construction du canal de Nantes à Brest, qui en fin de compte aura une faible utilité économique.

#### Le chemin de fer

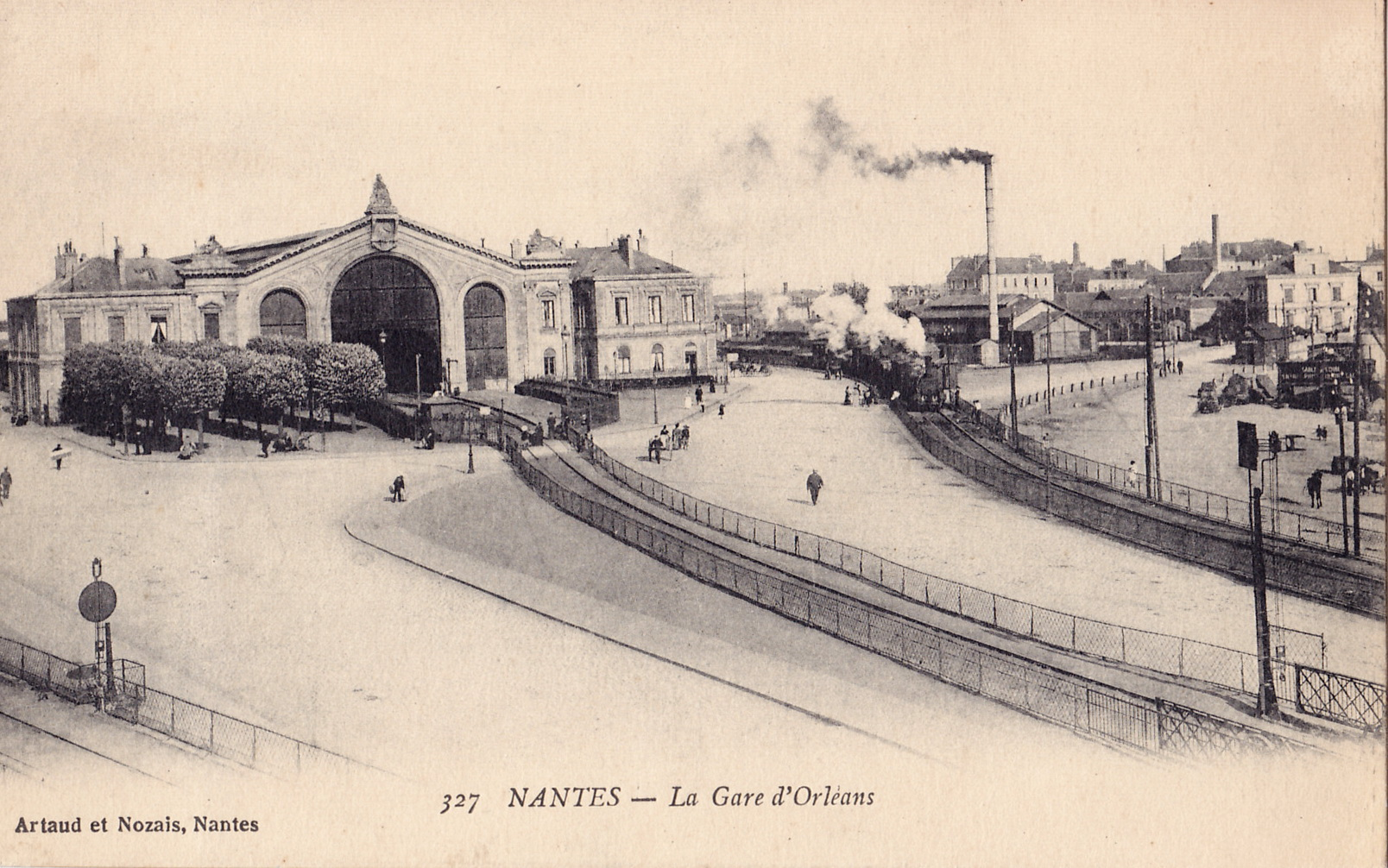
La gare de Nantes-Orléans dans les années 1910.

Le grand changement dans le système des transports est l'arrivée du chemin de fer en 1851 ; jusqu'à cette date, la diligence met 23 heures pour faire le trajet de Paris à Nantes ; la malle-poste, qui peut accueillir deux voyageurs, pour un coût très supérieur, 40 heures.[réf. nécessaire] En comparaison, le train ne mettra que 9 heures pour rejoindre la capitale en 1870.
Lignes de la Compagnie d'Orléans
Les lignes importantes sont exploitées par la Compagnie du chemin de fer de Paris à Orléans (PO) :
- Paris-Austerlitz-Nantes, via Orléans, Tours, Angers (1851[N 20]) ; à Angers, raccordement depuis Paris-Montparnasse via Le Mans (1863, Compagnie de l'Ouest) ;
- Nantes-Saint-Nazaire, via Savenay (1857), prolongée ensuite vers Le Croisic (1879) ; cette prolongation va permettre le développement la zone touristique de la Côte d'Amour, notamment la station de La Baule ;
- Savenay-Landerneau, via Redon, Lorient, Quimper (1864).
- Nantes-Saintes, via Clisson, La Roche-sur-Yon, La Rochelle, Rochefort (1873) ; à Saintes, elle se raccorde avec la ligne Paris-Bordeaux de la Compagnie d'Orléans.
- Nantes-Châteaubriant, via La Chapelle-sur-Erdre, Nort-sur-Erdre, Abbaretz (1877).

Autres lignes
Plusieurs autres lignes d'intérêt général sont aussi créées :
- Nantes-Pornic, via Sainte-Pazanne (1875 ; Compagnie des chemins de fer nantais, puis Chemins de fer de l'État (1878) ; gare de Nantes-État) ; à Sainte-Pazanne, embranchement vers La Roche-sur-Yon, via Machecoul, Challans, Commequiers (1880) ; à Commequiers, embranchement vers Saint-Gilles-Croix-de-Vie (1881) ;
- Nantes-Segré, via Carquefou, Saint-Mars-la-Jaille (1885 ; Compagnie de l'Ouest ; gare de Nantes-État) ;

ainsi que des lignes de chemin de fer secondaire à voie métrique du réseau départemental :
- Nantes-Legé, via Pont-Rousseau, Les Sorinières (1893-1935 ; Compagnie française de chemins de fer à voie étroite ; gare de Nantes-Legé) ; ligne connexe : Les Sorinières-Rocheservière (1903-1935) ;
- Nantes-Cholet, via Saint-Sébastien, Saint-Julien-de-Concelles, Le Loroux-Bottereau (1899-1948 ; Compagnie du Petit Anjou ; Gare d'Anjou-voyageurs) ; la voie ferrée a un tronc commun avec la ligne Nantes-Saintes pour franchir la Loire sur les ponts de la Vendée.

Les gares à Nantes
Au début du XXe siècle, la commune de Nantes a deux gares principales :
- la gare d'Orléans : le site choisi par la municipalité (Prairie de Mauves, au niveau du quartier Richebourg) est éloigné du port, avec lequel les liaisons devaient se faire par charrette ; la prolongation de la ligne a été rapidement réalisée ;
- la gare de l'État (Prairie-au-Duc), qui doit son nom à la nationalisation de la Compagnie de chemin de fer nantais, très peu de temps après ses débuts ;

et des gares secondaires : gares d'Anjou (voyageurs et marchandises), située dans le périmètre de la gare d'Orléans, gare de Nantes-Legé, sur la Prairie d'Aval (têtes de ligne), gares de la Bourse, de Chantenay, de Doulon, etc.

#### Médias et télécommunications
Les journaux et revues
La presse connaît un développement considérable ; les principaux protagonistes, présents dans ce domaine dès la fin du XVIIIe siècle, sont la famille Mangin, avec l'Ami de la Charte (1819) puis le Phare de la Loire (1852), transmis à la famille Schwob en 1876 et la famille Malassis-Mellinet, avec Le Breton (1828).
À partir de la monarchie de Juillet, apparaît un organe légitimiste : L'Hermine, puis L'Espérance du peuple ; sous le Second Empire, un journal bonapartiste, L'Union bretonne, fondé en 1849 par Ernest Merson.
En 1874, François Salières crée Le Populaire dont la direction sera prise par Gaston Veil en 1908 ; en 1881, Maxime Giraud-Mangin, lié à la famille Mangin, crée, avec Paul-Émile Sarradin et Alfred Riom, Le Progrès de Loire-Inférieure, qui est repris en 1896 par François Salières.
La liberté de la presse établie en 1881 permet la création de nombreuses publications diverses, politiques ou non : par exemple, Le Satyre de Paul Martinet, Le Journal pour Rien (un gratuit issu des commerçants nantais), Nantes-Mondain, etc.
La photographie
La photographie est présente à Nantes dès 1840 avec les daguerréotypes (procédé mis au point en 1839) ; une boutique ouvre rue de l'Arche-Sèche (magasin Baudoux), et une autre en 1842 rue de Versailles (magasin Karl). Un des premiers clichés de Nantes est une vue du château du Bouffay, peu avant que commence sa destruction. Un autre est une vue de l'île Feydeau au moment d'une crue en 1843. Dès 1842, l'imprimeur Forest présente une exposition de daguerréotypes.
Les télécommunications
Jusqu'en 1891, l'heure utilisée est l'heure locale, l'heure de Paris étant cependant affichée à l'horloge de la Bourse.
À la fin du XVIIIe siècle, le courrier vient de Paris à Nantes par la malle-poste en 40 heures. Il ne faut plus que 23 heures lorsque le chemin de fer atteint Tours vers 1840. Le bureau de poste principal se trouve à ce moment en haut du passage Pommeraye.
Le premier système moderne est le télégraphe Chappe (Paris-Nantes) qui entre ici en service en juin 1833, mais qui est réservé aux messages officiels. À Nantes, le dernier relais se trouve sur la cathédrale Saint-Pierre.
Le télégraphe électrique est installé en 1852 et de nombreuses lignes sont ensuite établies entre Nantes et d'autres villes de province (Saint-Nazaire (1857), Bordeaux, Rennes, etc.).

### L'évolution des activités économiques
Un certain nombre d'activités liées au port sont toujours présentes, en particulier l'industrie sucrière qui connaît une forte croissance dès 1825-1830. Les raffineries se multiplient et les grands noms du secteur en sont les fondateurs : Louis Say, Henri Polo, André Cossé (fondateur de Cossé-Duval, la première usine de sucre candi). La demande de ce secteur soutient l’activité de la métallurgie, qui construit les machines nécessaires au raffinage. Cette activité connaît une crise en 1863, lorsqu’une maladie décime les plantations de canne à sucre de l’Océan Indien, principal fournisseur des raffineries nantaises. Elle subit également la concurrence des usines traitant la betterave sucrière. Elle perd donc de son importance au cours du XIXe siècle, sans disparaître complètement.
Autres activités liées au commerce maritime :
- la fabrication de savon et de chandelles, à partir de l’huile de palme importée ; ces importations ne représentent cependant que 7 % du trafic maritime du port. On peut citer l'entreprise créée par Henri Serpette[N 21] (père du compositeur Gaston Serpette), dont l'usine est implantée à Rezé (Trentemoult) ; l'usine de la Morinière[N 22], aussi à Rezé, dans laquelle intervient Thomas Dobrée.
- le traitement du riz qui apparaît au milieu du siècle avec l'usine Levesque de Chantenay. Son créateur, Louis-Auguste Levesque, est le fils de Louis-Hyacinthe, armateur, industriel et maire de Nantes de 1819 à 1830. L'entreprise est d'abord consacrée aux salaisons, puis à la conserve de poisson (usines du Croisic et de Belle-Île), la rizerie commence seulement en 1860, mais sur une grande échelle[N 23].

Plus original : Nantes s’essaye à la chasse à la baleine, essentiellement entre 1817 et 1845, et à l'initiative de l'armateur Thomas Dobrée (père). Cette activité est très marginale à l’échelle du port mais fait tout de même de Nantes le deuxième port baleinier de France. Ceci montre la volonté des Nantais de trouver, avec difficulté, de nouveaux secteurs d’activités. Deux domaines économiques vont cependant jouer un rôle beaucoup plus important : l'agroalimentaire et la métallurgie, qui à la fin du siècle, surclasse largement l'industrie sucrière.
L’industrie agroalimentaire moderne fait son apparition durant cette période avec le nouveau procédé de conserve par stérilisation inventé par Nicolas Appert. Une véritable révolution a lieu en 1824, avec l’ouverture de l’usine de Joseph Colin, destinée à produire des conserves pour les bateaux au long cours. En 1842, on compte déjà 5 entreprises de conserves à Nantes. Les conserveries nantaises (Amieux, créé en 1866, Saupiquet, en 1891…) sont dans l'ensemble prospères et implantent des usines sur le littoral breton, de la presqu'île guérandaise, notamment dans le port de La Turballe, jusqu'au Finistère. Au milieu du siècle, la ville est la capitale de la sardine en boîte. Elle est aussi présente dans la conserve des légumes : l'entreprise Cassegrain est d'abord artisanale en centre-ville, puis industrielle avec l'usine créée en 1856 à Saint-Sébastien. Cette activité favorise le développement de l'agriculture maraîchère à la périphérie de Nantes (une activité connexe, la culture du muguet, devenue un point fort des maraîchers nantais, apparaît dès la fin du siècle). Un autre domaine est la biscuiterie, représentée d'abord par l'entreprise Lefèvre-Utile qui apparaît dans les années 1840, puis crée la grande usine du quai Baco en 1885. La Biscuiterie nantaise est créée en 1896 par Pierre Cossé et André Lotz et s'installe sur l'île de la Prairie-au-duc. En 1904, à la suite de l'incendie des premières installation, la BN fait construire un bâtiment moderne en béton armé. Une activité moins connue est celle de la brasserie. Plusieurs établissements existent à Nantes au XIXe siècle ; ils fusionnent dans les années 1880 pour former les Brasseries nantaises avec une usine à Chantenay. On peut aussi noter que dans les années 1860, l'État implante avec l'appui de la municipalité, une manufacture de tabac. Elle occupe environ 1 900 personnes dans les années 1870
La métallurgie continue aussi de se développer, notamment dans les communes de Couëron, d’Indre et de Chantenay, un peu en aval de Nantes. La fonderie d’Indret, créée sous le règne de Louis XVI comme arsenal (canons), se tourne vers la production de machines à vapeur pour la marine. Dans un autre quartier d'Indre, une usine sidérurgique de laminage est créée en 1822 par des industriels britanniques, les Forges de Basse-Indre ; elle se maintient après des difficultés dans les premières années. Parallèlement, l'industrie des boîtes de conserve prend de l'importance d'abord sous forme de petits ateliers dans le quartier de la Ville-en-bois, puis avec l'entreprise Saunier-Tessier et son usine de Chantenay. En 1902, le ferblantier parisien Jules-Joseph Carnaud, gros client des Forges de Basse-Indre, incite à la création d'une nouvelle société JJ Carnaud et Forges de Basse-Indre, qui reprenant l'usine Saunier-Tessier, va devenir la grande entreprise française du secteur (50 % de la production en 1920). Une usine de traitement du plomb est créée à Couëron en 1861 ; par la suite elle va aussi traiter le cuivre et l'étain.
En dehors de l'usine d'Indret, l'industrie des constructions mécaniques est représentée par de nombreuses entreprises moyennes, associant souvent une fonderie et une fabrique de machines, par exemple :
- machines pour l'industrie sucrière : fonderie Dacosta (dans le quartier Saint-Jacques[N 33]) ;
- machines agricoles : entreprise d'Étienne Lotz ;
- moteurs à vapeur : entreprise Brissonneau Frères (Mathurin, qui sera maire par intérim de Nantes en 1881, et Joseph).

La plus importante dans la première moitié du siècle est dirigée par une famille originaire de Suisse, les Voruz.
En 1878, les entreprises Lotz et Brissonneau fusionnent, formant la société Brissonneau et Lotz qui crée une nouvelle usine dans la commune de Doulon, immédiatement à l'est de Nantes ; elle travaille alors surtout dans le domaine de la locomotion ferroviaire.
La construction navale, dispersée entre de nombreux chantiers au début du siècle, connaît un renouveau en passant au stade industriel. Les entrepreneurs qui émergent au cours du XIXe siècle sont : Dubigeon, présents depuis le XVIIIe siècle, Jollet et Babin, Guillet de La Brosse. Les chantiers navals Dubigeon s’implantent sur la Prairie-au-duc en 1843, île de Loire jusque-là inhabitée, puis à Chantenay. En 1881, c'est la création par des hommes d’affaires parisiens des Chantiers de la Loire à Nantes (sur le site Jollet et Babin de la Prairie-au-Duc), mais aussi à Saint-Nazaire en 1882. En 1895, apparaissent les Établissements De la Brosse et Fouché, qui deviennent les Ateliers et chantiers de Bretagne en 1909 (aussi sur la Prairie-au-duc). On peut noter une entreprise de courte durée : les Nouveaux chantiers nantais de Chantenay créés en 1899 et fermés dès 1902. Dans l'ensemble, les chantiers nantais produisent des unités de taille moyenne, les navires de plus grande taille étant produits à Saint-Nazaire. En 1914, la famille Dubigeon adopte la forme de la société anonyme et leur entreprise prend le nom d'Anciens Chantiers Dubigeon (ACD).
L'industrie chimique moderne est surtout représentée par la production des engrais. Dès les années 1820, Ferdinand Favre crée l'industrie du « noir animal » qui utilise les résidus du raffinage du sucre. L'industrie des engrais chimiques (phosphates et superphosphates) apparaît en 1839 avec l'entreprise Pilon, qui dans les années 1880 emploie 200 ouvriers à Nantes et à Chantenay ; en 1880, est créée la société Delafoy.
L'activité financière est aussi présente dès le début du siècle avec le Crédit municipal créé en 1813, orienté vers les particuliers dans le besoin (mont de piété), la Banque de Nantes, créée par des négociants locaux en 1817, reconduite le 1er janvier 1840 pour vingt ans et finalement absorbée par la Banque de France et à la fin de la période avec le Crédit nantais créé en 1912. Les grandes banques nationales s'implantent à Nantes : le Crédit lyonnais en 1881 (rue Boileau), la Société générale.

### La société et la vie politique
Principaux maires de Nantes : Louis-Hyacinthe Levesque (1819-1830), Ferdinand Favre (1832-1848). On passe d'une succession d'armateurs ou négociants à un industriel (Favre) ; celui-ci est un riche protestant, un partisan de la monarchie censitaire sous sa forme orléaniste. C'est pourquoi il est révoqué par les autorités révolutionnaires en 1848 (avant de redevenir maire en 1852 sous l'Empire). Il a une politique de « bonne gestion » de la ville, en dehors des questions politiques (d'où une action très limitée en matière d'enseignement).
Évêques et personnalités religieuses (la religion ayant à cette époque une dimension politique considérable) : Mgrs de Mayneuf (1817-1822), de Guérines (1822-1838), légitimiste, de Hercé (1838-1848), orléaniste ; abbé Félix Fournier (1803-1877), futur évêque, curé de Saint-Nicolas, disciple de Montalembert.
Autres personnalités politiques : Ange Guépin, médecin, philanthrope, orienté vers la gauche (quoique très méfiant envers le suffrage universel) ; Victor Mangin, directeur du journal d'orientation libérale (infra), Michel Rocher, autre personnalité de gauche, etc.
Le préfet Achille Chaper, tout en participant à l'activité de sociétés savantes et en menant des études statistiques, surveille également les milieux légitimistes pendant la monarchie de Juillet.

#### La Restauration (1815-1830)
Les journées révolutionnaires de 1830 à Nantes
Nantes connaît une période insurrectionnelle légèrement décalée par rapport à Paris où les Trois Glorieuses ont lieu du 27 au 29 juillet. Les ordonnances de Charles X sont connues à Nantes le 28 et confirmées le 29, provoquant des rassemblements d'ouvriers et de libéraux et à des heurts avec les forces de l'ordre, commandées par le lieutenant-général Despinoy, principalement place Graslin. 18 personnes sont arrêtées. Le 30, le quartier général des insurgés est établi à la Bourse. Le pont de Pirmil est barricadé face à la menace de troupes envoyées de Fontenay-le-Comte : c'est là qu'apparaissent, à la tête d'une troupe formée principalement d'ouvriers et armée de fusils « de traite » pris chez des armuriers, Ange Guépin et Michel Rocher.
Une manifestation a lieu place Louis-XVI, devant le quartier général des troupes (l'hôtel d'Aux), pour demander la libération des personnes arrêtées ; elle aboutit à une fusillade entre les manifestants et les soldats du 10e de ligne, avec 16 morts dont 6 chez les forces de l'ordre. La ville est dès lors presque entièrement aux mains des insurgés ; le 1er août, la Garde nationale prend la relève ; le 2 août, le maire et le préfet quittent la ville, suivis, le 3, du général Despinoy et des troupes de ligne. Peu après, Philippe-René Soubzmain est nommé maire.
Une souscription pour un monument aux victimes de la fusillade est lancée avec succès : c'est la colonne de 1830 au cimetière Miséricorde.

#### La monarchie de Juillet (1830-1848)
Lors de la crise de 1847, environ 15 à 20000 personnes survivent grâce à la charité publique (sur une population dépassant les 94000 habitants).

#### Seconde République
La révolution de 1848
La chute de Louis-Philippe en février 1848 a des conséquences notables à Nantes.
Le 24, le préfet est averti par le télégraphe optique de l'abdication de Louis-Philippe et annonce la mise en place d'une régence. La proclamation de la République est annoncée à Nantes le matin du 25 par deux jeunes gens, dont Charles-Louis Chassin, qui sont allés au devant de la malle-poste.
Dans la journée du 25, se forme une Commission démocratique avec Ange Guépin, Charles-Victor Mangin, Benjamin Clemenceau, Michel Rocher. Le 26, une manifestation républicaine est organisée et le 27, un arbre de la liberté est planté place Royale, avec la bénédiction de l'abbé Fournier, curé de Saint-Nicolas. Le 1er mars, Guépin est nommé commissaire du gouvernement par Ledru-Rollin. Un peu plus tard, Maurice Rocher, nommé « Commissaire pour les cinq départements bretons », transfère Ange Guépin à Vannes, le remplaçant le 20 mars par Jacques-Hippolyte Maunoury ; il révoque Ferdinand Favre et son conseil municipal et le remplace par une personnalité tout aussi modéré, mais républicaine : Évariste Colombel.
Dans l'ensemble, la transition se passe bien sur le plan politique, car ni Favre et ses amis, ni les autorités religieuses ne s'opposent au nouveau régime. En revanche, une crise de confiance se produit : les Caisses d'épargne sont mises en cessation de paiement, le Commissaire doit limiter drastiquement les retraits. Pour faire face au chômage, des ateliers nationaux sont créés, ils ne connaîtront d'ailleurs pas les problèmes de ceux de Paris, car ils sont fondés sur le principe de la rétribution à la tâche accomplie.
La crise de juin 1848 a cependant des échos à Nantes : 300 Gardes nationaux nantais s'inscrivent pour aller combattre les insurgés à Paris. Jules Vallès, élève de rhétorique au lycée national, président d'un club de jeunes républicains, organise une manifestation au Port Maillard le 27 juin au moment de leur départ. À Paris, deux militaires d'origine nantaiss participent à la répression : les généraux Lamoricière et Bréa, ce dernier pris en otage par des insurgés et exécuté.
Les électionsles défaites de la gauche
Les élections organisées dans le cadre départemental donnent une large majorité aux conservateurs.

#### Second Empire
Le 6 décembre 1851, Maurice Duval est nommé Commissaire extraordinaire du gouvernement pour les départements de l'Ouest Il confirme le préfet Gauja et rétablit Ferdinand Favre à la tête de la municipalité. Le 7 août 1852, Favre est aussi nommé président du Conseil général.
Durant les années 1850, il subsiste une opposition au régime à travers les deux journaux Le Phare de la Loire (républicain) et L'Espérance du peuple (royaliste) face à L'Union bretonne (bonapartiste). Le Phare et L'Espérance subissent à plusieurs reprises des attaques judiciaires, mais réussissent à survivre, en raison de leur important lectorat : en 1866, 654 000 et 291 000 exemplaires tirés du 1/01 au 1/08. L'opposition se renforce durant les années 1860, période de l'empire libéral. Aux élections législatives de 1863, l'opposant libéral Victor Lanjuinais est élu dans la 2e circonscription. En 1863 aussi est formée l'Union libérale, dirigée par Ange Guépin, et associant républicains et royalistes ; cette coalition paradoxale emporte les élections municipales de juillet 1865. La nouvelle municipalité est installée en janvier 1866 : c'est la fin du mandat de Ferdinand Favre, le maire nommé est le 36e candidat libéral, Antoine Dufour.
Dans les dernières années de l'empire, l'opposition républicaine se renforce et met fin à la coalition libérale. Nantes est devenue une ville républicaine, comme le montrent les résultats des scrutins successifs. Aux législatives de 1869, Nantes donne un peu plus de 50 % des voix à Ange Guépin, face à Gaudin (candidat officiel), Lareinty (royaliste) et Prévost-Paradol (libéral). Mais la circonscription comprend aussi des communes rurales qui donnent la victoire à Gaudin au second tour : il s'ensuit une émeute dans le centre de Nantes. Au plébiscite du 8 mai 1870, sur 17 282 votants, Nantes donne 10 183 non. Enfin, aux élections municipales d'août 1870, face à Antoine Dufour, devenu candidat officiel, les républicains emportent 32 sièges sur 36 ; René Waldeck-Rousseau est nommé maire le 20 août, conformément au souhait du conseil. Le 4 septembre suivant, c'est lui qui, devant l'hôtel de ville, annonce la déchéance de l'empereur et le rétablissement de la République.
Cependant, se sont formés deux groupes de républicains, les modérés du Comité républicain (Waldeck-Rousseau), majoritaires, et les « avancés » autour du journal l'Union démocratique créé en novembre 1869 (Ange Guépin, François Cantagrel) ; leurs divisions vont apparaître assez rapidement au début de la République.

#### Troisième République

##### Les municipalités nantaises
En septembre 1870, les républicains complètent leur prise de contrôle des institutions, avec la nomination d'Ange Guépin comme préfet et de Gautté comme procureur de la République. Le début de l'année 1871 est cependant difficile étant donné le résultat des élections législatives de février 1871 (victoire conservatrice) et l'avènement de la Commune en mars. À Nantes, tandis que les modérés sont catégoriquement hostiles à la Commune, L'Union démocratique la défend, tout en condamnant les actes de violence. Par ailleurs les élections municipales du 30 avril 1871 ont renforcé les républicains qui emportent tous les sièges, mais les modérés progressent au détriment des démocrates. Après la défaite de la Commune, leur journal subit des poursuites judiciaires, qui amènent sa disparition en juin 1871.
Les républicains modérés vont désormais dominer la vie politique nantaise, mais avec une forte opposition monarchiste qui reprend le contrôle de la mairie en 1874 (René de Cornulier) et surtout de 1888 à 1892 (Ernest Guibourd de Luzinais) ; au début du XXe siècle, en revanche, une inflexion a lieu en faveur des radicaux.
Les maires républicains sont souvent des industriels : Julien-Charles Lechat, Mathurin Brissonneau, Édouard Normand, Alfred Riom, Paul-Émile Sarradin, ou des hommes de loi : Waldeck-Rousseau, Georges-Évariste Colombel, Hippolyte-Étienne Etiennez, Gabriel Guist'hau, Paul Bellamy. On a aussi un enseignant, Arsène Leloup, et un fonctionnaire préfectoral, Joseph Canal : celui-ci est nommé pour peu de temps en 1908, lorsque les conseils de Nantes, Chantenay et Doulon sont dissous pour préparer l'élection du nouveau conseil municipal de Nantes.

##### L'affaire Dreyfusà Nantes
La presse nantaise soutient le point de vue officiel en 1894 et s'oppose à toute idée de révision en 1896, lorsque Bernard Lazare et Mathieu Dreyfus commencent à agir publiquement, y compris Le Phare de la Loire et Marcel Schwob dans sa rubrique Lettres de Paris. Une inflexion de ce journal se produit fin 1897 en réponse à l'intervention d'une personnalité républicaine de premier plan, le sénateur Scheurer-Kestner.
La publication du J'accuse… ! de Zola amène des changements importants avec une vague d'antisémitisme particulièrement marquée à Nantes. Le 17 janvier, une manifestation organisée par les milieux royalistes (annoncée par le journal L'Espérance du peuple le 15) réunit plusieurs milliers de personnes (de 5 000 à 20 000 selon les évaluations) se déroule en soirée à travers la ville où sont brisées plusieurs vitrines de magasins supposés « juifs ». Le lendemain, la presse locale, à l'exception du Phare, exprime sa satisfaction devant ce qu'elle considère comme une « saine réaction patriotique » ; une nouvelle manifestation aboutit à des dégâts importants et à des débuts de pillage ; la boutique d'un marchand de nougat juif tunisien est détruite. Les journaux du 19 expriment des réserves devant ces débordements, tout en en rendant responsable Zola et le « syndicat juif ». Ce jour-là, la municipalité Etiennez met en place un service d'ordre tel qu'une nouvelle manifestation est étouffée dès le départ et cela est prolongé les jours suivants de sorte que le calme est rétabli dans la rue.
En mars, un groupe de commerçants met en place une Ligue antisémite nantaise, très vite prise en main par les royalistes, en particulier par le comte de Pontbriand, député de Châteaubriant, qui en devient président. Cette ligue intervient dans les élections de mai 1898 en imposant un questionnaire aux députés (1° Acceptez-vous de faire partie du mouvement antisémite ? 2° Vous engagez-vous à vous opposer à toute révision du procès Dreyfus ?). Dans la 1re circonscription, le député sortant, le républicain Maurice Sibille répond « Non » aux deux questions ; dans la 2e, le sortant, lui aussi républicain, Gustave Roch, ne répond pas. Les candidats socialistes (dont Charles Brunellière) répondent « Non ». Les candidats antisémites sont nettement battus, en particulier dans la 1re ; les deux sortants sont réélus au second tour.

### Les transformations de la ville
Grâce à cette accumulation de richesses, la municipalité et les classes supérieures de Nantes dispose de ressources importantes qui vont permettre de compléter et de prolonger le grand programme néo-classique réalisé par Jean-Baptiste Ceineray et Mathurin Crucy à la fin du XVIIIe siècle. Mathurin Crucy est encore actif jusqu'en 1820, mais il ne fait pas grand-chose sur Nantes après 1800, date de sa démission comme architecte-voyer de Nantes. Après lui, la ville en aura encore trois : Mathurin Peccot (1800-1816), François-Félix Ogée (1816-1836) et Henri-Théodore Driollet (1836-1864), puis les fonctions sont réparties entre les ingénieurs des Ponts et Chaussées et les architectes de la Ville, parmi lesquels on peut noter le nom d'Étienne Coutan, architecte-paysagiste à partir de 1911 qui va mettre l'accent sur les squares et jardins. On peut aussi citer les architectes privés qui opèrent sur Nantes : Étienne Blon, Joseph-Fleury Chenantais, Louis-Prudent et Constant Douillard (1795-1878), Saint-Félix Seheult (1793-1858), Émile Libaudière (La Cigale), etc., ainsi qu'un grand entrepreneur du bâtiment : Jean-Pierre Garreau (1801-1896).
L'urbanisme est désormais un peu encadré par la loi de 1807 sur les alignements de rue et par la loi de 1810 sur les établissements insalubres (usines). À la fin du siècle, une loi importante est votée en 1894 sur les Habitations à bon marché (HBM).

#### La ville ancienne
Sur le plan de l'urbanisme, le vieux Nantes, entre la cathédrale et le cours de l'Erdre, a encore été peu touché. La seule opération d'envergure menée par Ceineray et Crucy a été la reconstruction de la Chambre des comptes de Bretagne, devenue la préfecture, avec une place (« place du Département », devenue place Roger-Salengro) et une rue (« rue Royale », devenue rue du Roi-Albert) percée jusqu'à la cathédrale. Sinon, il y a eu des opérations ponctuelles pour élargir et aligner les rues principales. Dans les années 1820, est réalisée la petite place devant l'église Sainte-Croix (architectes : frères Douillard). Un grand projet est proposé par l'architecte-voyer Driollet en 1854 : il s'agit de prolonger dans la vieille ville des axes créés à la fin du XVIIIe siècle : la route de Rennes (axe nord-sud) et la rue du Calvaire (axe ouest-est). La municipalité vote le projet en 1860, mais seule la première partie va être réalisée avec la "percée haussmannienne" de la rue de Strasbourg, de 1868 à 1877. En revanche, à l'axe ouest-est montant de la rue du Calvaire à la cathédrale, est substitué l'aménagement des rues allant de la cathédrale à l'hôtel de ville, légèrement obliques et non rectilignes. Enfin, en 1868, a lieu l'aménagement de la place Saint-Pierre, sous forme d'un carré bordé de bâtiments à façades imposées (comme les places créées à la fin du XVIIIe siècle). Au total, la vieille ville conserve pour l'essentiel un réseau de rues héritées du Moyen Âge.

#### La ville nouvelle
Dans les quartiers rénovés à la fin du XVIIIe siècle, sur la rive droite de l'Erdre : Saint-Nicolas-place Royale, Graslin, Delorme (rue du Calvaire et cours Delorme, actuel boulevard Gabriel-Guist'hau), les aménagements sont complétés au début du XIXe.
- Les travaux de la Bourse, suspendus depuis 1790, sont achevés de 1808 à 1812, à la suite du passage de Napoléon à Nantes.
- Le cours Henri-IV adjacent à la place Graslin, lancé par Crucy en 1791, est achevé seulement en 1830 ; en 1848, la municipalité le consacre à un héros nantais, le général Cambronne (statue de Debay) ;
- En 1841, l'église Saint-Nicolas est reconstruite en style néo-gothique (architecte : J.-P. Lassus)
- La place Royale est dotée de sa fontaine monumentale en 1855 (sculpteurs : Ducommun du Locle et Grootaers).

Le passage Pommeraye
Un élément nouveau concerne le « coteau Bouvet » au-dessus de la rue de la Fosse : très proche de la place Royale, c'est un îlot de mauvaise réputation traversé par une sente insalubre. Dès les années 1820, un projet d’aménagement en galerie couverte est étudié ; il est réalisé de 1841 à 1843 par Louis Pommeraye, notaire, et Charles Guillou, restaurateur (architectes : Jean-Baptiste Buron et Hippolyte Durand-Gasselin).
Le palais de Justice et ses annexes
Dans les années 1840 a lieu l'établissement d'un quartier judiciaire avec le palais de Justice, la prison et la caserne de gendarmerie (architectes : Joseph-Fleury Chenantais et Saint-Félix Seheult)
Le lotissement du parc Launay (actuel quartier Mellinet)
Au début du XIXe siècle, le parc Launay est un domaine privé avec château, ouvert au public les dimanches et jours de fête. Il est loti par ses nouveaux propriétaires (famille Allard) dans les années 1820 sous forme d'un carré approximatif de 400 m divisé par huit rues principales, les médianes et diagonales du carré (architectes : Blon et Amouroux) ; l'actuel boulevard de Launay reprend le tracé de l'ancienne allée principale. Au centre, se trouve la place Général-Mellinet, autour de laquelle sont établis huit hôtels particuliers de style italien (« villas urbaines ») d'aspect identique, encore existants. Toutefois, ce lotissement n'a pas connu un succès immédiat. Sa périphérie, à la limite de Chantenay, est fortement industrielle : fonderie Voruz, raffineries Cossé, usines Brissonneau, conserveries de la rue de la Ville-en-Bois.

#### Les quartiers populaires
Ils connaissent une forte croissance en relation avec l'industrialisation de la ville.
L'île Gloriette
L’ensemble insulaire Île Gloriette-Prairie de la Madeleine est peu habité au début du XVIIIe siècle ; il connaît une urbanisation spontanée, à la fois résidentielle et industrielle ; à partir de la fin du XVIIIe, plusieurs projets d'aménagement sont successivement avancés, notamment celui de Driollet (prolongation de la rue de Strasbourg), mais ne sont pas réalisés. Vers 1900, de gros changements ont lieu dans la partie Est, après la construction de l’usine LU en 1885 : au débouché du pont de la Rotonde, création de l’avenue Carnot, de l’esplanade du Champ-de-Mars (1900), et mise en place par Lefèvre-Utile des deux tours qui forment une entrée monumentale.
Le secteur Sanitat-rue de Gigant
Situé entre les quartiers Graslin et Launay, il inclut le bas cours de la Chézine : un projet de Mathurin Crucy (1786) n’a été que partiellement réalisé (actuelle rue Lamoricière) ; par la suite, ce secteur est marqué, par la destruction, en 1835, de l'hospice du Sanitat (transféré à l'Hôpital Saint-Jacques, alors créé par les frères Louis-Prudent et Constant Douillard) ; la création, à l'emplacement du Sanitat, de la place du Sanitat (en hémicycle) en 1837 (frères Douillard) ; la construction de l’église Notre-Dame-de-Bon-Port (1846-1856, style néo-byzantin, Joseph-Fleury Chenantais et Saint-Félix Seheult) ; et par l’urbanisation spontanée du secteur s'accélère à partir de 1870 ; au nord, la place Canclaux est créée en 1873 ; la Chézine est couverte de 1886 à 1906.
La butte Sainte-Anne
Située à la limite de Chantenay, la butte Sainte-Anne est délaissée par les autorités municipales jusqu'à la formation du quartier de Launay. En 1846-47, elle est aménagée avec la construction de l'église et la création de la place et d'une rue moderne. Malgré cela, la butte continue d'abriter une population particulièrement pauvre de ruraux immigrés (bretons et vendéens) dans un habitat « insalubre » (clairement : des taudis). Au début du XXe, les premières HBM de Nantes y sont construites à partir de 1904 (architectes : Lenoir, Leray, Lejallé).
Le quartier du Marchix
C'est un quartier ancien sur la rive droite de l'Erdre, avec l'église Saint-Similien. Au XIXe siècle, malgré quelques aménagements, c'est un quartier pauvre caractérisé par une densité très élevée et là encore un habitat insalubre.
Un des autres quartiers de ce type est : la commune de Chantenay.

#### Les services collectifs

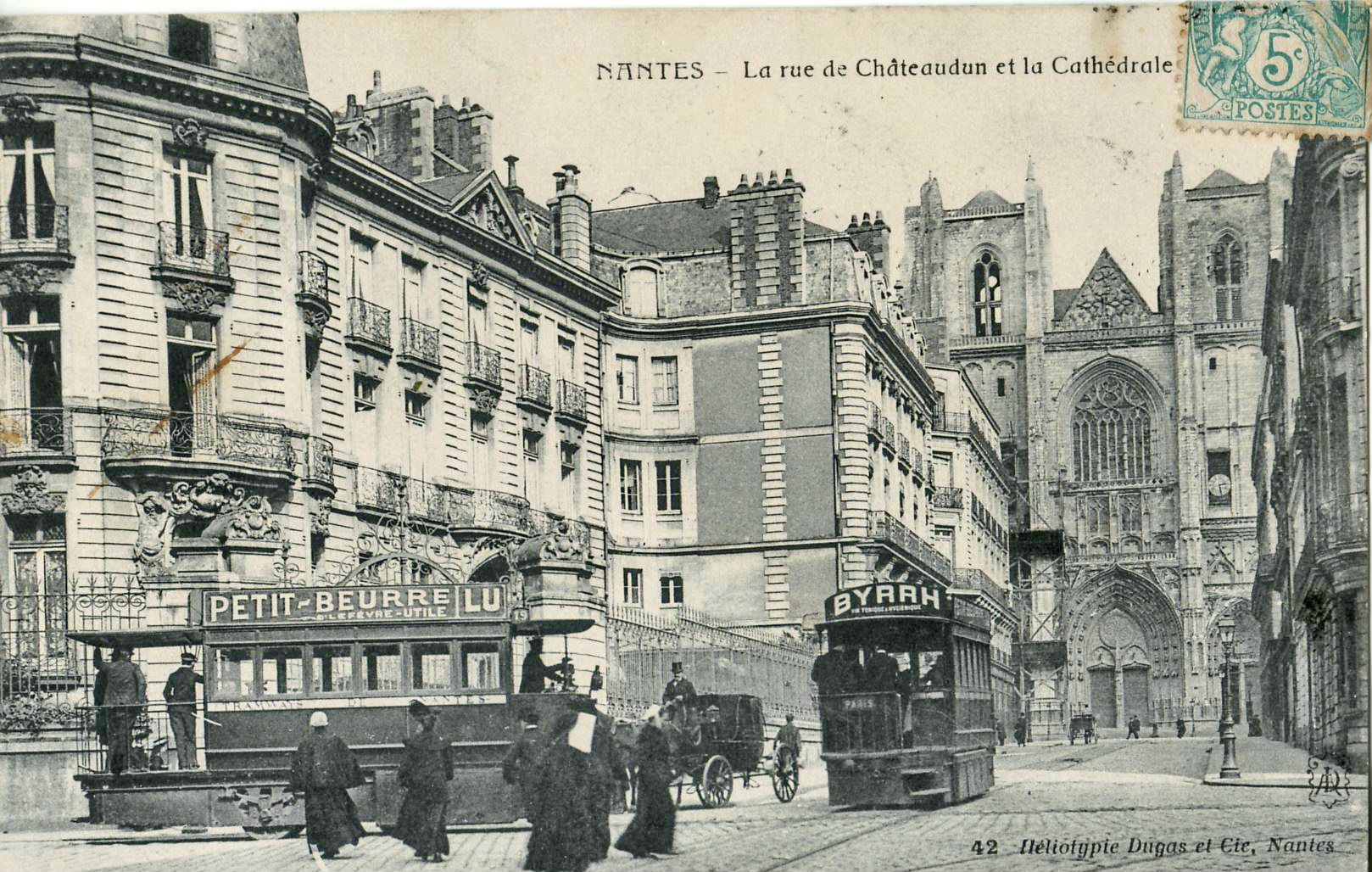
Tramways Mékarski au croisement de la rue de Strasbourg et de la rue du Général-Leclerc-de-Hauteclocque, en direction de la Cathédrale

En ce qui concerne les transports urbains, c’est en 1826 qu’est inauguré le premier service d'omnibus grâce à Stanislas Baudry. C’est, à l'époque contemporaine, le premier service au monde de transport en commun, bientôt imité par Paris, Londres et New York. En 1879, les omnibus sont remplacés par le tramway à air comprimé de type Mékarski. Le chemin de fer joue aussi un rôle local avec les gares de banlieue (Doulon, Chantenay, Basse-Indre-St-Herblain, Saint-Sébastien, Basse-Goulaine, Vertou, Pont-Rousseau, etc.).
L'éclairage au gaz apparaît vers 1840 et l'électricité en 1891. La première usine électrique (Compagnie générale d'électricité) est implantée près de l'Erdre (rue Sully), puis en 1901, une seconde est construite rue Lamoricière ; une troisième à Chantenay en 1913. Le tramway est électrifié peu après.
Un réseau de distribution d'eau est lancé vers 1850 ; en 1902, est construit le grand réservoir de la Contrie, sur la commune de Chantenay.

#### La restructuration des années 1900
Au début du XXe siècle, la municipalité restructure l'espace urbain en établissant les boulevards extérieurs, toujours existants. Dès le début du siècle, Mathurin Peccot avait envisagé un boulevard de ceinture ; le projet réalisé est celui d'Eugène Orieux de 1871 et les travaux durent de 1875 à 1893. Les boulevards extérieurs forment un demi-cercle approximatif allant de la commune de Chantenay à la commune de Doulon.

### Culture, enseignement, loisirs

#### Culture
Musées et bibliothèques : muséum d'Histoire naturelle, collection privée devenue municipale en 1810 et dotée de ses bâtiments actuels en 1875 ; musée d'Arts, créé en 1801 (bâtiments actuels : 1900, par Clément-Marie Josso) ; musée archéologique, installé dans la chapelle de l'Oratoire, ensuite intégré au musée Dobrée ; musée Dobrée, domaine, bâtiments néo-romans et collections privées de Thomas Dobrée fils, légués au Département en 1895 ; bibliothèque municipale.
Sociétés savantes : Société académique de Nantes ; Société archéologique de Nantes et de Loire-Inférieure (1845) (elle publie un Bulletin annuel) ; Académie de Bretagne.
Vie religieuse
Judaïsme : inauguration le 21 juin 1870 de l'actuelle synagogue de Nantes (auparavant, elle se trouvait impasse de la Rosière-d'Artois).

#### Enseignement
Enseignement primaire
Quasi inexistant au sortir de l'Empire, il réapparaît au début de la Restauration avec les écoles des Frères des écoles chrétiennes, subventionnées par la municipalité ; celle-ci crée une école publique de garçon vers 1830, une seconde en 1868. C'est seulement en 1871 que le nouveau conseil municipal, républicain, lance une politique de développement des écoles communales ; malgré tout, elles ne scolarisent que la moitié des garçons vers 1900 et une minorité des filles. Sur le plan de l'alphabétisation, les résultats des enquêtes montrent qu'en 1879 (peu avant les réformes de Jules Ferry), la quasi-totalité des conscrits nantais étaient alphabétisés.
Enseignement secondaire : Lycée (dès 1808) ; Lycée de jeunes filles en 1882 ; École normale d'instituteurs créée entre 1830 et 1833, transférée à Rennes en 1839, puis ramenée à Savenay en 1872 ; École normale d'institutrices à partir de 1883 ; École primaire supérieure créée en 1833, ensuite développée en école technique ; EPS de Jeunes filles (place de la République, actuel collège Aristide-Briand).
Le Lycée est au départ destiné à des élèves boursiers internes issus de catégories subalternes de la société (petits fonctionnaires, sous-officiers...) ; il est ouvert à des élèves externes payant, mais pendant longtemps, il n'est tenu en grande estime ni par l'aristocratie, ni par la bourgeoisie locales.
Enseignement secondaire privé : Petit Séminaire, collège Saint-Stanislas (1829) ; collège des Couëts, dépendance du précédent (années 1830) ; Externat des Enfants-nantais (1851) ; école des sourd-muets de René Dunan (1824), origine de l'école de la Persagotière ; pension Ducamp (méthode Jacotot) à partir de 1830 (dirigée un temps par Émile Souvestre).
Enseignement technique et professionnel : École professionnelle municipale créée à partir de l'EPS, devient en 1876 école technique de l'avenue de Launay ; école technique Eugène-Livet dans les années 1860 ; Cours professionnels de jeunes filles d'Ange Guépin et Prosper Vial, créés en 1870 ; École d'hydrographie ; école des Beaux-Arts, fondée en 1904 (municipale) .
Enseignement supérieur : Nantes n'est plus ville universitaire depuis l'abolition des Universités en 1793 ; les étudiants nantais vont soit à Rennes, soit à Paris ; il reste cependant une École de médecine, officiellement reconnue dès 1808.
Une innovation intéressante est en 1824 la création au lycée, alors "collège royal", d'une des premières classes préparatoires à l'École polytechnique (1824), dans le but de renforcer la position de l'établissement dans la haute société nantaise.

#### Loisirs
Espaces verts : mise en place et ouverture au public de l'actuel Jardin des plantes ; création du Parc de Procé, d'abord domaine privé, donné à la Ville en 1912 ; parc du Grand-Blottereau à Doulon, propriété de Thomas Dobrée fils, devenue communale en 1905.
Spectacles
Cinéma : il est présent dès la fin du XIXe siècle sous la forme de spectacle ambulant, avec notamment la compagnie de Salomon Kétorza (1863-1928) le 26 novembre 1898 ; deux cinémas permanents sont créés avant 1914, l'American Cosmograph en 1908 dans l'ancienne chapelle des Carmélites (actuel Cinématographe), et le Katorza (créé par Salomon Kétorza), alors situé à une adresse différente de l'actuelle.
Sports
Boule nantaise : ce jeu de boules, qui semble avoir été d'abord pratiqué par les travailleurs portuaires, commence à toucher un public plus large autour de 1900 en s'installant dans différents cafés de la ville, mais dans des quartiers de la périphérie.
Le scoutisme à Nantes
C'est à Nantes que le scoutisme est expérimenté pour la première fois en France, en 1909, par Emmanuel Chastand. Une première unité d'adolescents, issus de la Mission populaire évangélique, se développait grâce aux contacts privilégiés que les groupements d'unions chrétiennes avaient avec leur organisation dirigeante située en Angleterre, berceau du scoutisme.

## LeXXesièclede la Première à la Seconde Guerre mondiale
En août 1908 est organisée la Grande Semaine Maritime de Nantes et reçoit le ministre de la marine Gaston Thomson ayant porté son pavillon sur le Cassinni.

### La Première Guerre mondiale
La principale unité pour les Nantais est le 81e régiment d'infanterie
Premières années
Au début de la guerre, Nantes reçoit de nombreux réfugiés, surtout français du Nord ou belges, mais aussi des Alsaciens-Lorrains. L'assistance aux réfugiés belges est organisée par un comité dirigé par des notables nantais, dont l'archiviste et historien Émile Gabory. Le nombre de réfugiés passés à Nantes n'est pas connu précisément, entre 30 000 et 40 000.
Des troupes britanniques sont présentes à Nantes et Saint-Nazaire d'août à novembre 1914.
Des prisonniers allemands apparaissent dès 1914 ; ils sont placés dans des camps aux Couëts et à la Jonelière. Par la suite, ils sont utilisés comme travailleurs portuaires ou industriels à Roche-Maurice, Chantenay, etc. Des dessins d'écoliers représentent « les prisonniers boches et autrichiens ». Les prisonniers décédés sont inhumés au cimetière de la Bouteillerie.
Des travailleurs étrangers, surtout espagnols, portugais et grecs sont recrutés pour pallier le manque de main d'œuvre, mais il y a aussi un groupe de Chinois (logés sur l'île Sainte-Anne) ainsi que des travailleurs coloniaux.
L'armée américaine à partir de 1917
À partir de la fin de 1917, Nantes et sa périphérie sont une zone d'accueil pour les troupes américaines en transit avant de gagner le front, moins importante que Saint-Nazaire cependant. Un épisode spectaculaire : le concert donné le 18 février 1918 par la musique d'un régiment (le 369e d'infanterie) de soldats afro-américains sous la direction d'un chef assez connu, James Reese Europe, devant puis dans le théâtre Graslin, une des premières apparitions du jazz en Europe. Les troupes américaines participent au défilé du 14 juillet 1918 aux côtés des Français et de soldats portugais. Le cimetière militaire américain de la Première Guerre mondiale se trouve route de Vannes, alors que les cimetières français et anglais sont à la Bouteillerie.
Après la guerre
Le 17 novembre 1918, un Te Deum a lieu dans la cathédrale en présence du maire et de représentants des troupes alliées.
Le nombre de Nantais officiellement tués à la guerre s'élève à 6 608 (attestations remises par la Ville après la guerre), bien que le monument aux morts comporte seulement 5 832 noms. Le monument (architecte : Camille Robida), établi le long de l'Erdre au bout du cours Saint-André, est inauguré en juillet 1927. La construction du monument (1925-1927) a créé quelques problèmes : celui de la localisation (Paul Bellamy, le maire, envisageait le bout du cours Saint-Pierre, vers la Loire et vers le sud, mais il aurait fallu déplacer le monument aux morts de 1870) ; celui de la statue de la Délivrance (d'Émile Guillaume), considérée comme indécente et qui fut victime d'un attentat par des Anciens Combattants le 11 novembre suivant.
Les noms de lieux
La guerre marque rapidement l'onomastique de la ville : dès 1916, sont baptisées les rues de la Marne (Basse Grande Rue), de Verdun (Haute Grande Rue) et du Roi-Albert (rue Royale) ; en 1918, on rend hommage aux combattants : boulevards des Poilus, des Anglais, des Américains, des Belges ; aux dirigeants : quai Wilson, lycée Georges-Clemenceau (nom officiel en février 1919), avant la rue Georges-Clemenceau (rue du Lycée) en 1929, place Maréchal-Foch (place Louis XVI) ; au retour de la paix : rue de la Paix (rue de la Poissonnerie).

### Les années 1920
Presse locale : Le Phare de la Loire (républicain, centriste, Maurice Schwob, puis Francis Portais) ; Le Populaire de Nantes (radical, Gaston Veil) ; Le Nouvelliste de l'Ouest (conservateur) ; L’Écho de la Loire (catholique, conservateur voire extrémiste) ; L'Ouest-Éclair, de Rennes, journal démocrate-chrétien, commence à s'implanter à Nantes, mais sa part reste marginale.
Revues locales : Nantes mondain (1897, Potron de Xaintrailles), Nantes le soir (1922, Paul de Lajartre), La Revue nantaise (1925, anticonformiste).
Presse organique : Le Travailleur de l'Ouest de Saint-Nazaire (hebdomadaire, organe de la fédération SFIO de Loire-Inférieure) ; La Semaine religieuse du diocèse de Nantes (organe de l'évêché de Nantes).
Personnalités politiques : Paul Bellamy, maire de 1910 à 1928 (démissionnaire) ; députés : Aristide Briand, en 1919, 1924 et 1928 ; Gabriel Guist'hau
La fin de l'Union sacrée
Les années 1919-1921 poursuivent l'Union sacrée. Paul Bellamy est réélu en 1919 au second tour à la tête d'une liste de fusion des listes du premier tour. Tandis que le Conseil général conservateur accepte de participer aux cérémonies du 14 juillet, la municipalité autorise la procession de la Fête-Dieu (interdite depuis 1903) et participe à la fête de Jeanne d'Arc.
Par ailleurs, c'est le retour à la vie normale avec la reprise de la Mi-Carême en 1920.
Cependant, les relations se tendent progressivement et les élections législatives de 1924 opposant le Cartel des Gauches (radicaux et socialistes) contre les diverses organisations de droite correspondent à Nantes au début d'une crise qui aboutit en 1928 à la démission de Paul Bellamy. Le Cartel sort vainqueur des élections, mais est minoritaire à Nantes. Paul Bellamy est cependant élu député, mais sa réélection à la mairie en 1925 est difficile.
La tension politico-sociale des années 1924-1928
L'arrivée au pouvoir du Cartel des gauches se répercute à Nantes par une radicalisation des forces conservatrices, marquée par exemple par l'implantation des Jeunesses patriotes et par la création du groupe Avant-garde catholique. Le Phare adopte des positions anticartellistes et parle de Paul Bellamy comme du jouet des socialistes, voire de l'ami des communistes (en relation avec la reconnaissance de l'URSS par la France). Les catholiques ont parfois des prises de position explicitement favorables au fascisme italien. Cette crise se développe notamment sur le plan de la défense de l'enseignement catholique et de la liberté religieuse. Le 1er mars 1925, la journée diocésaine est marquée par une manifestation massive contre le Cartel, en présence du général de Castelnau. En 1926, la municipalité interdit de nouveau la Fête-Dieu, mais les catholiques passent outre et il y a des incidents.
L'année 1927le paroxysme de la crise
La crise politique connaît un paroxysme en 1927 autour de deux faits divers qui marquent l'histoire de Nantes : l'affaire de la surprise-partie du manoir de la Close et celle de la statue de la Délivrance.
Dans le premier cas, il s'agit d'une orgie mondaine impliquant des grands noms de la société nantaise, dont certaines participantes ont commis l'imprudence de s'exposer sur la voie publique, amenant l'intervention de la police. Tandis que la rumeur se diffuse dans la ville de Nantes, notamment grâce à plusieurs chansons populaires, la presse établit un silence complet à l'exception du journal socialiste Le Travailleur de l'Ouest, qui attaque non pas tant sur l'aspect "dépravation sexuelle" que sur l'hypocrisie des classes supérieures toujours prêtes à dénoncer les comportements "immoraux" des ouvriers. La municipalité Bellamy organise une répression contre les chansons de rue (pas moins de 4 sont composées sur cette affaire), et lors de la Mi-Carême, réussit à empêcher la présence de trois chars qui font allusion à l'affaire. La Revue nantaise, qui évoque l'affaire dans son numéro d'avril, est retirée de la vente sans délai. Le scandale est ainsi finalement circonscrit : bien que beaucoup de gens aient été au courant (Julien Gracq l'évoque dans La Forme d'une ville, il était interne au Lycée Clemenceau à cette époque), c'est resté dans le domaine privé. Un des protagonistes de l'affaire est le jeune Camille Briand, alias "Aristide", auteur d'une des chansons de rue, Surprise-party, que la police appréhende le 24 mars pour colportage non autorisé. Peu après, il part s'installer à Paris où il se fera connaître sous le nom de Camille Bryen.
La même année, la mise en place de la statue de la Délivrance devant le monument aux morts inauguré le 14 juillet donne lieu à une campagne d'abord dans L'Echo de la Loire, puis dans Le Phare, contre une statue présentée comme "obscène et païenne". Cette campagne prend dans L'Echo une tournure fortement anti-maçonnique voire antisémite. Le 11 novembre, malgré la surveillance de la statue, elle est jetée à bas par des gens qui se révèlent ensuite comme des anciens combattants membres d'une organisation de droite (notamment Henri de La Tullaye). Ce climat d'opposition brutale amène la démission de Paul Bellamy en 1928 après son échec à la députation.
Évolution économique
- Les Batignolles-Châtillon

La construction mécanique est marquée par l'implantation en 1917 par la famille Goüin de l'usine de locomotives (production et réparation) de la Société de construction des Batignolles sur la route de Paris. L'usine est implantée dans un secteur encore rural, Saint-Joseph-de-Porterie, sans aucune tradition industrielle. Pour loger les ouvriers, non nantais dans une forte proportion, l'entreprise crée les trois cités de la Halvêque, de la Baratte et de Ranzay, pourvues d'un certain nombre de services, notamment une école primaire et une église (Saint-Georges-des Batignolles) . Les cités, formées par des maisons en bois chacune dotée d'un jardin, sont construites par les Établissements Bessonneau, du Maine-et-Loire, d'où le nom usuel de cités Bessonneau.
Cette implantation crée un nouveau haut lieu de la classe ouvrière à Nantes. En 1931, l'usine compte 3 000 employés dont 530 étrangers, proportion considérable à Nantes où les autres grandes entreprises en emploient peu (20 à la Raffinerie de Chantenay, moins encore aux Chantiers de la Loire), Dans les cités vivent 2000 de ces travailleurs répartis en quatre groupes à peu près égaux : les Nantais, les autres Bretons et les Vendéens, les autres Français, les étrangers. Bien que les Français représentent les 3/4, les cités des Batignolles sont considérées par les gens de l'extérieur comme des "cités d'étrangers". Parmi ceux-ci, les pays d'Europe centrale dominent : Autriche (190, plus 14 Allemands) ; Tchécoslovaquie (90), Pologne (75) ; il y a seulement 55 Italiens, 30 Portugais, 16 Espagnols. Les Batignolles ont donc une tonalité très particulière, renforcée par une forte implantation du PCF et de la CGTU, qui éditent parfois des tracts en allemand, yiddish, tchèque ou polonais, ce qui dépasse les compétences de la police nantaise dans son travail de surveillance. La crise des années 1930 entraîne une diminution du nombre d'étrangers, ils ne sont plus que 250 en 1936. C'est aux Batignolles que Robert Ballanger est formé comme militant dans les années 1930, ainsi que plusieurs autres.
En 2006, une "maison Bessonneau" a été reconstruite en mémoire de l'usine et des cités des Batignolles.
- Le pôle industriel d'Indre et Couëron

Ces deux communes sont aussi caractérisées par la présence d'un grand nombre de travailleurs étrangers à partir de la Première Guerre mondiale. Là aussi sont construites des cités ouvrières, dont une cité Bessonneau, mais aussi les cités du Bossis (maisons mitoyennes) et de la Chabossière (petits immeubles), toutes à Couëron, de sorte qu'en 1936, cette commune compte 1 100 habitants étrangers, 12 % de sa population (alors qu'on en compte 5 % en France et 1,5 % à Nantes). Ici, c'est l'origine polonaise qui prédomine (60 % des étrangers de Couëron), marquant fortement la vie de la commune (associations culturelles, paroisse). À l'heure actuelle, il existe d'ailleurs encore une tradition culturelle polonaise à Couëron.
- Début de la construction aéronautique à Bouguenais.

### La crise et les années 1930
Personnalités : Auguste Pageot, maire SFIO élu en 1936, député ; Marquis de Dion, sénateur.
Fermeture des magasins Ganuchaud « À la première maison » (sis rue de la Paix).

### Les transformations de la ville

#### L'époque des Arts Décos
À la Ville, Étienne Coutan, architecte paysagiste, est actif jusqu'en 1940.
Principaux architectes et artistes de cette période : Henri Vié (père et fils), Graziana, Isidore Odorico (magasin Bohu).
Bâtiments Arts déco : Magasins Decré, cinémas Apollo et Olympia, l'immeuble CGA, etc.

#### Les comblements de la Loire et de l'Erdre
Le centre de Nantes, traversé par les nombreux bras de la Loire et de quatre de ses affluents est jusqu'aux années 1930 constitué par de nombreuses îles. De cette situation, Nantes a hérité un surnom : La Venise de l’Ouest. Dès le XIXe siècle, le comblement de certains de ces cours d’eau a commencé ; mais c'est dans l'entre-deux-guerres qu'ont lieu les travaux majeurs, destinés à faciliter la circulation dans la ville, mais aussi (au moins prétendument) à assainir l'environnement urbain.
L'existence de trois maîtres d’ouvrage différents (l’État, la ville de Nantes et la compagnie du chemin de fer de Paris à Orléans), l'absence d’une planification d’ensemble et les impondérables d'ordre technique (crues du fleuve notamment), firent qu'il a fallu une trentaine d’années pour mener à bien les travaux, de 1926 (début du chantier de comblement du bras de la Bourse) au 17 décembre 1955 (inauguration de la traversée souterraine de la ville par la voie ferrée).
De 1929 à 1934, de gros travaux ont lieu, en partie financés par le plan Dawes organisant le paiement des réparations dues par l'Allemagne ; une équipe de travailleurs allemands de Düsseldorf participe donc au chantier, sous la direction de l'ingénieur Karl Hotz, qui, revenu comme Feldkommandant en 1940, sera victime de l'attentat du 20 octobre 1941.
Les travaux aboutissent à la réduction des bras de la Loire à deux : le bras de Pirmil et le bras de la Madeleine, entre lesquels est constituée une île unique, l'île Beaulieu, aujourd'hui appelée Île de Nantes, en référence au grand projet de rénovation urbaine en cours de réalisation. Le changement essentiel pour le paysage est la suppression des deux grands bras nord, le bras de la Bourse et le bras de l'Hôpital, remplacés par les avenues qui longent désormais l'île Feydeau ou le château des Ducs de Bretagne.
En ce qui concerne l'Erdre, l'équipe allemande procède à la déviation des 500 derniers mètres de ce cours d'eau par un tunnel fluvial rejoignant, sous la butte Saint-Pierre, le canal Saint-Félix et la Loire. Sur l'ancien cours de l'Erdre est créé par comblement une très large avenue, appelée Cours des 50-Otages depuis la fin de la Seconde Guerre mondiale.

### Culture, enseignement, loisirs
Culture
Personnalités littéraires nantaises :
- les surréalistes Benjamin Péret, Jacques Vaché, André Breton, interne à l'hôpital de Nantes pendant la guerre[N 52] ;
- René Guy Cadou, qui publie son premier recueil, Les Brancardiers de l'aube, en 1937 ; son ami et introducteur dans le monde de la poésie Michel Manoll, libraire place de Bretagne ; Sylvain Chiffoleau, d'une famille d'imprimeurs nantais ; Julien Lanoë, mort en 1983, fondateur de la revue Ligne de Cœur, autre ami de Cadou.
- Alphonse de Châteaubriant, qui a une résidence à Saint-Sébastien.

Théâtre : troupe de Francine Vasse.
Le château des Ducs, propriété de l'État, alors utilisé comme caserne, est racheté par la Ville de Nantes en 1915 ; en 1921, la municipalité décide d'en faire le siège de musées. Ceux-ci ouvrent en 1924 sous la direction de Joseph Stany-Gauthier (Musée des Arts décoratifs et Musée des Traditions populaires). Le Musée des Salorges, privé (famille Amieux) puis municipal, ouvre en 1928 dans l'ancienne conserverie Colin.
Enseignement
Création en 1919 de l'Institut polytechnique de l’Ouest, future École nationale supérieure de mécanique (1947).
Création de l'Institut catholique professionnel par les Jésuites de la rue Dugommier ; cet institut est ensuite transféré à la Joliverie à Saint-Sébastien.

### LaSeconde Guerre mondiale

#### L'occupation et la Résistance: la période Karl Hotz
Le 18 juin 1940, la ville est occupée par les troupes allemandes. La ville devient chef-lieu de la Feldkommandantur 518, à la tête de laquelle est affecté, le 23 juin, le lieutenant-colonel Karl Hotz.
Nantes est un centre important de la Résistance. Cette période est marquée par l'arrestation à Chantenay d'Honoré d'Estienne d'Orves, le 20 janvier 1941, mais il n'est pas jugé à Nantes.
À la suite de l'exécution, le 20 octobre 1941, de Karl Hotz par trois jeunes résistants communistes venus de Paris, 48 otages sont fusillés au champ de tir du Bêle à Nantes, Châteaubriant et au fort du Mont-Valérien. Le 11 novembre suivant, le général de Gaulle décerne la croix de la Libération à la ville, première des cinq villes françaises à être ainsi décorées.

#### Les municipalités de la période de l'Occupation
La municipalité socialiste ne dure pas longtemps au-delà l'été 1940, bien qu'Auguste Pageot ait voté les pleins pouvoirs à Pétain le 10 juillet. Forcé à la démission par les Allemands en décembre 1940, il est remplacé par son premier adjoint Edmond Prieur ; en avril 1941, le conseil municipal élu en 1935 est dissous et remplacé par un conseil nommé, avec à sa tête Gaëtan Rondeau ; celui-ci ayant démissionné est à son tour remplacé par Henry Orrion en 1942.

#### La persécution des juifs à Nantes
Les juifs de Nantes (Nantais ou réfugiés français ou étrangers) sont victimes des persécutions du régime de Vichy. 716 juifs se déclarent en octobre 1940, mais seulement 484 en juillet 1941. Lors de la distribution de l'étoile jaune en juin 1942, ils ne sont plus que 140. Ces derniers vont être victimes de plusieurs rafles, dont les principales ont lieu les 15 juillet 1942, 9 octobre 1942 et 26 janvier 1944 ; au total, 121 juifs de Nantes sont déportés de 1942 à 1944, principalement vers le camp d'Auschwitz.
Deux habitants de Nantes ont été reconnus Justes parmi les nations pour avoir sauvé 8 juifs : 3 enfants pris en charge à partir de 1942 et une famille passée en zone libre : il s'agit de Charles Fuller et de son épouse Charlotte.

#### Les bombardements
Nantes est bombardée à vingt-huit reprises entre le 27 juillet 1940 et le 2 août 1944. Les 16 et 23 septembre 1943, des bombardements de la 8e Air Force américaine, dont l'objectif était les installations industrielles des Batignolles à l'est de la ville, détruisent le centre-ville, faisant un total de 1 463 morts, et 2 500 blessés. Près de 700 immeubles et habitations individuelles sont détruits, et 3 000 logements deviennent inhabitables.

#### L'Occupation et la Résistance: après Karl Hotz
Jusqu'au printemps 1942, comme partout en France occupée, la lutte contre les résistants relevait de l'Armée, "Wehrmacht", avec la GFP et l'Abwehr).
À partir de mai 1942 celle-ci passe sous le contrôle de la Police (SD/SIPO) ou "Gestapo".
En septembre 1943, a lieu la création du Comité départemental de libération (CDL) avec Gabriel Goudy (CGT), Libertaire Rutigliano (Front national), etc., dont peu des membres vont échapper à la répression pendant les derniers mois d'Occupation ; il est reconstitué le 25 juin 1944 avec Auguste Péneau (CGT), René Bernier (Front national), etc. Au cours de l'été, les Forces françaises de l'intérieur s'organisent sous la direction de Jacques Chombart de Lauwe (colonel Félix), nommé par le CDL (PC à Châteaubriant) et six bataillons formés en divers lieux du département, dont la libération commence par Derval (3 août), puis Châteaubriant (4 août).

#### La Libération
Les premiers éléments de la IIIe armée américaine (général Patton), en provenance d'Angers, libèrent Carquefou après quelques combats le 9 août. Le lendemain, ils sont rejoints par des éléments de cette même armée en provenance de Rennes et commandé par général Wood. Le 12 août 1944, ils entrent en ville par la route de Rennes et la rue Paul-Bellamy sans rencontrer de résistance, les Allemands s'étant retiré durant la nuit précédente au sud de la Loire après avoir dynamités le pont de Pirmil et quelques autres.
Dès les premiers jours de la libération, l'administration de la ville est d'abord prise en charge par le 5e bataillon FFI formé deux mois auparavant et commandé par un jeune résistant de 22 ans nommé Gilbert Grangeat. Le CDL, prend ensuite la relève en attendant l'arrivée des autorités gouvernementales. Le Phare de la Loire publie son dernier numéro le 13 août, mais est suspendu le soir même ; le 17 est publié le premier numéro de La Résistance de l'Ouest, sous la direction de Jean Philippot au nom du CDL. Cette mesure est entérinée par le Commissaire de la République quelques jours après.
Au sud de la Loire, la libération n'intervient que le 29 août, après une offensive des FFI chargées de libérer le sud du département jusqu’à Clisson ; les troupes allemandes qui se trouvaient dans cette zone se replient vers Saint-Nazaire où un réduit allemand a été organisé.

## L'après-guerre et les Trente Glorieuses

### De Clovis Constant à Henry Orrion (1945-1947)
Les nouvelles autorités sont établies par le Commissaire de la République de la région d'Angers, Michel Debré (jusqu'en mars 1945) : le préfet Alexandre Vincent (19 août 1944) puis la Commission municipale provisoire présidée par le socialiste Clovis Constant (31 août). En janvier 1945, Nantes reçoit la visite du général de Gaulle.
En mars 1945, les élections municipales portent à la mairie une liste d'Union républicaine de la Résistance, associant le PCF, la SFIO (Clovis Constant) et le Parti radical (André Morice) sous la direction de Jean Philippot, membre du Front national. En juin 1945 ont lieu les funérailles officielles des fusillés d'octobre 1941.
Dès 1947, un retournement politique a lieu : les listes communiste, socialiste et radicale se présentent désunies et sont devancées par une liste RPF à la tête de laquelle on retrouve le maire nommé par Pétain en 1942, Henry Orrion. Ce dernier est réélu lors des élections de 1953 et de nouveau en 1959.

### La reconstruction
La reconstruction, étudiée depuis les bombardements de 1943 par les services de la Ville, est confiée à partir de 1945 à l'architecte prix de Rome Michel Roux-Spitz. Son plan est approuvé en 1947 par la municipalité et en 1948 par le Ministère de la Reconstruction.
En ce qui concerne les quartiers du centre-ville, le principe est celui de la reconstruction à l'identique, avec réaménagement éventuel des dimensions ; cela concerne notamment la Place Royale et la rue du Calvaire. Il ne prévoit de nouveauté que par îlots, notamment ceux de la place de Bretagne et de l'Hôtel-Dieu.
Un plan de remplacecement, beaucoup plus novateur, est présenté en 1946 par Le Corbusier. Il inclut le projet d'une « Cité radieuse », qui, refusée à Nantes, va être construite à Rezé entre 1947 et 1953. Un troisième projet est présenté dès 1945 par Jules Grandjouan, plutôt novateur, à l'échelle de l'agglomération entière : il envisage par exemple une très grande place centrale entre l'Île Feydeau et le bras de la Madeleine, avec deux voies transversales.
C'est donc le plan de Michel Roux-Spitz qui est réalisé, plus ou moins rapidement : l'Hôtel-Dieu ne sera achevé qu'en 1963. Cet architecte est aussi à l'origine de la cité des Hauts-Pavés ou celle du Grand Clos destinée à reloger les sinistrés dans des immeubles bon marché de qualité. Beaucoup des sinistrés sont cependant logés dans des cités provisoires, comme celle du située dans le parc du Grand-Blottereau, qui ne disparaîtra que vers 1970.
En ce qui concerne les infrastructures, on peut noter :
- la réouverture du pont de Pirmil en 1947
- la mise en souterrain de la ligne du Croisic jusqu'à Chantenay (tunnel ferroviaire de Chantenay)
- le lancement en 1948 d'un grand emprunt pour accélérer la reconstruction du port.

### Les années Henry Orrion (1947-1965)
Politique et vie sociale
En août 1955, un mouvement de grèves très important touche la construction navale à Nantes, peu après celle de Saint-Nazaire. Un ouvrier, Jean Rigollet, est tué lors d'affrontements avec les CRS (cette grève et ces affrontements forment le cadre du film de Jacques Demy, Une chambre en ville en 1982). La Fédération communiste libertaire est présente lors de ces grèves, où elle distribue 10 000 exemplaires d'une édition spéciale du Libertaire.
Évolution urbaine
L'année 1958 est marquée par la mise hors-service du tramway nantais et par la démolition de l'un des derniers ponts transbordeurs de France, inactif depuis 1955.
L'Université de Nantes est rétablie le 1er janvier 1962 ; elle réunit les éléments d'enseignement supérieur déjà présents : la faculté de Médecine, la faculté des Sciences (créée en 1959), l'Institut des Lettres (faculté en 1964), l'École de Droit (faculté en 1966).
1963 voit l'achèvement du nouvel Hôtel-Dieu et CHU, un des derniers éléments de la reconstruction (Michel Roux-Spitz et son fils).
En 1963, Nantes est désignée, en association avec Saint-Nazaire, pour former une des huit Métropole d'équilibre ; elle va donc bénéficier par la suite de décentralisations, comme celle de services du ministère des Affaires étrangères (Archives diplomatiques, etc.) et du ministère de la Justice (Casier judiciaire central).
La démographie est dynamique et la ville ne cesse de gagner de nouveaux habitants. Celle-ci va continuer de s'étendre au-delà de ses faubourgs anciens et de nouveaux quartiers vont sortir de terre, les premières ZUP comme Malakoff ou Bellevue apparaissent.
Durant cette période dite des Trente Glorieuses, l'économie nantaise tire bénéfice des secteurs industriels en pleine expansion que sont l'aéronautique, la construction mécanique ou encore l'agroalimentaire, mais aussi du développement des activités portuaires en aval.

### Les années André Morice (1965-1977)

#### André Morice (1900-1990)
André Morice, qui succède à Henry Orrion, est un homme politique d'envergure locale depuis le début des années 1930, en tant que chef du parti radical à Nantes. Il est conseiller municipal dès 1936 et de nouveau à partir de 1945, malgré les problèmes de son entreprise à la Libération. L'Entreprise nantaise de Travaux publics a en effet participé à la construction du Mur de l'Atlantique, alors qu'André Morice était prisonnier en Allemagne ; il est cependant revenu à Nantes dès février 1944 ; sur le plan judiciaire il a été acquitté à titre personnel. Sous la Quatrième République, malgré la régression du Parti radical à l'échelle nationale, il a eu une carrière ministérielle notable, à partir de la fin du Tripartisme : il est constamment au gouvernement du 26 novembre 1947 au 28 juin 1953, de façon plus intermittente ensuite, en raison de son opposition avec Pierre Mendès France au sein du Parti radical, dont il est exclu en 1956.
Il est ministre de la Défense de juin à novembre 1957, dans le gouvernement de Bourgès-Maunoury. Il lance la construction de la "ligne Morice", le barrage électrifié entre la Tunisie et l'Algérie. D'où l'interpellation de Jacques Duclos : Monsieur Morice est un spécialiste des fortifications de guerre., remarque qui remet l'affaire de l'ENTP en lumière dans la presse nationale. Morice est alors un farouche défenseur de l'Algérie française. Il soutient le retour du général de Gaulle au pouvoir, mais aux élections de 1958, il est battu par le candidat MRP de la circonscription de Châteaubriant, Bernard Lambert. Cela empêche la poursuite de sa carrière ministérielle, qu'il compromet encore plus en s'opposant ensuite à De Gaulle sur l'Algérie. Cependant, il ne se compromet pas avec l'OAS, contrairement à des proches dans le même combat, Georges Bidault et Jacques Soustelle.
En 1965, il entre dans une nouvelle carrière en devenant maire de Nantes et sénateur de la Loire-Atlantique.

#### Les municipalités Morice
Ce sont des municipalités de type Troisième Force, reprenant une formule de la Quatrième République et de la guerre froide ; elles reposent à l'origine sur l'alliance entre les forces politiques anticommunistes et antigaullistes.
Au cours des années 1962-1965, plusieurs personnalités politiques vont s'associer pour mettre fin à la domination gaulliste sur la municipalité de Nantes (objectif qui est aussi présent en ce qui concerne le gouvernement central, à l'occasion de l'élection présidentielle de 1965). À Nantes, la recomposition est effectuée autour d'André Morice, d'André Routier-Preuvost, secrétaire de la fédération SFIO de la Loire-Atlantique et d'Alexandre Hébert, secrétaire de l'Union départementale CGT-FO (de 1948 à 1992), syndicat qui a une grande influence à la SFIO. Alexandre Hébert est une personnalité controversée, qui se rattache à l'anarcho-syndicalisme tout en étant à titre personnel ami du dirigeant trotskiste Pierre Boussel dit « Lambert ». En l'occurrence, il laisse de côté le passé « Algérie française » d'André Morice, mais aussi le principe laïque, puisque l'alliance inclut finalement le CNIP d'André Jozan et Lyonel Pellerin. Cette opération vaudra d'ailleurs à Hébert des difficultés avec les éléments anarchistes de FO, ainsi que des polémiques de la part du PCF.
Les élections de 1965 opposent donc une liste communiste, une liste gaulliste menée par le professeur Monnet (avec Henri Rey et Albert Dassié), et la liste Morice-Routier-Prevost, appelée L'ELAN (L'Expansion et L'Avenir de Nantes), qui l'emporte. Dans la nouvelle municipalité, la SFIO tient une place importante, bien que subordonnée ; André Routier-Preuvost est premier adjoint. On y trouve aussi nombre de syndiqués (ou anciens syndiqués) FO, notamment le benjamin du conseil Alain Chénard. L'influence d'Alexandre Hébert s'exerce aussi par le biais de la présence de la CGT-FO dans le personnel municipal.
Cette formule politique est reconduite avec succès aux élections de 1971, mais compte tenu de l'évolution de la SFIO au PS, elle subira une crise dès 1974 (infra).

#### Mai 68 à Nantes
Les événements nantais de mai 68 présentent une certaine originalité, en particulier l'implication aux côtés des étudiants et des ouvriers des organisations paysannes (FDSEA et CDJA) avec leurs chefs Bernard Lambert et Bernard Thareau et la constitution (le 24 mai) d'un Comité central de grève dont une des fonctions sera d'assurer un ravitaillement correct en denrées alimentaires et en carburants. Cet aspect a donné lieu à des récits sur Nantes devenue le lieu d'une bacchanale anarchiste (Raymond Tournoux, Le Mois de mai du Général) que le maire sera obligé de démentir en mars 1969 auprès de Paris-Match.
L'agitation étudiante et ouvrière est présente à Nantes dès 1967, en particulier à l'usine aéronautique de Bouguenais, alors appelée « Sud-Aviation », où il y a de l'inquiétude à propos de l'emploi et où la section CGT-FO est animée par un militant trotskiste, Yves Rocton.
En ce qui concerne les étudiants, des luttes sont menées autour du montant des bourses et des résidences universitaires. Durant l'année 1967, les organisations étudiantes placent à leur tête des « gauchistes » très proches de l'Internationale situationniste: Yvon Chotard pour l'AGEN-UNEF et Juvénal Quillet pour l'Association des Résidents universitaires ainsi que des militants étudiants de Nanterre ; pour l'Association des étudiants en Lettres (section de l'AGEN), Jean Breteau, issu de Voix communiste, une scission du PCF. En droit, l'UNEF est évidemment minoritaire par rapport aux étudiants gaullistes et d'extrême-droite, mais il y a quelques militants, notamment Yannick Guin.
Les principaux événements pour 1967-68
- 13 décembre 1967 : manifestation CGT-CFDT pour l'emploi, avec participation de l'UNEF ; "débordements étudiants" à la Préfecture
- 14 et 18 décembre : occupation de cités universitaires
- 19 janvier 1968 : manifestation CGT-CFDT-FO sur la Sécurité sociale
- 14 février : manifestation étudiante pour les bourses ; occupation puis évacuation du Rectorat ; assaut des CRS ; barricades
- 27 avril : suppression de la subvention de l'AGEN et plainte du recteur à propos d'un tract
- 30 avril : débrayage à Sud-Aviation, séquestration du directeur, Pierre Duvochel ; intervention de la police
- 2 mai : manifestation des ouvriers de Sud-Aviation place Royale

Le mai nantais
Le 6 mai une liaison est établie avec les événements du Quartier latin : l'AGEN appelle à la grève de protestation contre les condamnations de manifestants à Paris.
- 7 mai : piquets de grèves étudiants ; heurts avec les militants du groupe d'extrême-droite Occident
- 8 mai : manifestation unitaire (ouvrière, paysanne, étudiante) : 10 000 participants
- 11 mai : manifestation étudiante ; occupation de la gare d'Orléans
- 13 mai : manifestation unitaire avec 20 000 participants ; après la manifestation, des militants étudiants montent des barricades autour de la préfecture ; violents affrontements avec les CRS ; négociations et levée des mesures du 27 avril

Le lendemain, les ouvriers de Sud-Aviation s'engagent dans une grève illimitée avec occupation de l'usine et nouvelle séquestration du directeur, (qui ne sera libéré qu'au bout de 15 jours). L'exemple de Sud-Aviation-Bouguenais est repris le 15 par Renault-Cléon, puis par Renault-Billancourt et bien d'autres : c'est le départ de la grève générale qui concerne l'ensemble du pays le 21 mai.
Le 24 mai, une nouvelle manifestation unitaire a lieu ; elle se termine par sept heures d'affrontements avec les CRS et par la constitution du Comité central de grève, dont le siège est à la Bourse du Travail, mais qui a une antenne à la mairie de Nantes pour distribuer des bons d'alimentation puis des bons d'essence pour les véhicules prioritaires.
Le retour à l'ordre
- 27 mai : meeting unitaire ; à Paris, signature des accords de Grenelle
- 29 mai : libération du directeur de Sud-Aviation
- 30 mai : discours du général de Gaulle : dissolution de l'Assemblée ; manifestation gaulliste à Paris
- 31 mai : manifestation unitaire (40 000 personnes)
- 1er juin : manifestation nantaise de soutien au général de Gaulle (30 000 personnes)
- 3 juin : début de la reprise du travail
- 17 juin : reprise à Sud-Aviation
- 20 juin : reprise à l'usine des Batignolles, la dernière usine nantaise en grève.

#### Les réalisations de l'époque Morice
On peut citer, parmi les faits qui marquent l'urbanisme et l'architecture de Nantes durant les années 1965-1977 :
- la construction de la deuxième ligne de ponts sur la Loire (1966)
- les premières études pour le futur périphérique
- la rénovation de la gare d'Orléans (1968), incluant la destruction d'un blockhaus encore présent devant la gare au début des années 1960 (il restera encore un blockhaus dans la cour du lycée Clemenceau jusque dans les années 1990)
- la construction de la Tour Bretagne (achevée en 1976), nouveau symbole architectural de Nantes après la destruction du pont transbordeur
- la mise en place du SITPAN (Syndicat intercommunal des transports publics de l'agglomération nantaise) en 1975, premier pas dans le domaine de l'intercommunalité.
- le projet de voie express urbaine dont un élément important est réalisé, le tunnel routier devant la gare d'Orléans.

Sur le plan culturel :
- la création de l'OPPL (Orchestre philharmonique des Pays de la Loire) en 1971, par la réunion de l'Opéra de Nantes et de l'orchestre des Sociétés populaires d'Angers
- le développement de l'Université.

On doit aussi signaler le très grave incendie de la cathédrale Saint-Pierre en 1972.

## La période actuelle (depuis 1977)

### Les années de transition: de Chénard à Chauty (1977-1989)
En 1977, le Parti socialiste emporte la municipalité avec Alain Chénard dans une période favorable à la gauche au niveau national. Mais la droite revient au pouvoir dès 1983, avec le sénateur gaulliste Michel Chauty.

#### Les élections municipales de 1977
La municipalité Morice incluait tous les partis importants, sauf le PCF. En 1977, dans le cadre du processus d'union de la gauche, les élus municipaux du PS sont obligés de choisir entre le soutien à André Morice et le PS. Comme le dirigeant local, André Routier-Preuvost, ils choisissent tous de se maintenir sur la liste Morice, à l'exception d'Alain Chénard, qui devient donc, en l'absence d'un candidat plus prestigieux (Michel Rocard a été pressenti, mais élude en constatant que les sondages sont très favorables à Morice), tête de la liste d'Union de la gauche. À la surprise générale, Alain Chénard l'emporte au second tour : l'écart n'est que de 519 voix.
Alain Chénard n'est ni technocrate ni universitaire, mais militant socialiste dont les valeurs et la formation viennent de la SFIO et du syndicat FO. Il devra faire face, durant son mandat, à de nombreuses attaques personnelles, notamment sous forme de rumeurs. Mais, après des années pendant lesquelles les seuls travaux sont faits au profit de l'automobile, c'est lui qui engage Nantes dans la décision prise dès 1978 de construire une ligne de tramway, alors que la reconstruction d'après-guerre a été marquée en France par la disparition de la quasi-totalité des anciennes lignes de tramway, sacrifiées au « tout pour l'automobile ». Ce retour du tramway dans l'espace urbain ne va pas laisser indifférente la population. Les travaux de construction de cette ligne vont s'avérer longs, poser de nombreux problèmes techniques; ils vont avoir des répercussions dans le champ politique, ils vont notamment contribuer à la défaite d'Alain Chenard aux élections municipales de 1983.

#### Le nouveau tramway nantais: un enjeu de politique municipale
Le projet de tramway est étudié à partir de 1977 et formellement accepté par le nouveau maire en mars 1978. La réalisation est menée par la Société des transports de l'agglomération nantais (STAN puis SEMITAN), qui dépend d'une structure intercommunale, créée en 1975, le Syndicat des transports de l'agglomération nantaise. La SEMITAN a pour président Jacques Floch, maire PS de Rezé et pour directeur Michel Bigey, spécialiste des transports modernes. À la suite de différents contretemps, dus notamment à l'hostilité de Joël Le Theule, maire de Sablé, ministre des transports en 1979-80, les travaux de la première ligne (Haluchère-Bellevue, parallèle à la Loire, reprenant en partie le tracé de la première ligne d'omnibus et de tramway Mekarski) ne commencent cependant qu'en 1981.
En 1983, les travaux du tramway sont au cœur de la campagne municipale : la droite, s'appuyant sur les coûts élevés des travaux ainsi que sur les mécontentements des Nantais face aux problèmes quotidiens qu'ils occasionnent s'oppose à son achèvement. Un groupe nommé Agir pour Nantes dirigé par Jean-Michel Jolivel, un chef d'entreprise nantais s'active. La victoire de la liste de Michel Chauty amène Presse-Océan à écrire le 7 mars : « La priorité numéro un pour la nouvelle équipe va être le devenir du tramway. » Effectivement, dès le 7 mars, Michel Chauty envisage l'arrêt des travaux et Jean-Michel Jolivel est nommé président de la SEMITAN. Mais les travaux sont très avancés et les entreprises de travaux publics fortement impliquées : l'arrêt des travaux devient impossible. En mai 1983, Michel Chauty reconnaît que « l'opération est hélas irréversible ». Par la suite, il ne changera pas d'avis personnel regrettant son coût élevé ainsi que son impact technique et visuel dans une ville aux rues étroites. En revanche, Jean-Michel Jolivel comprenant l'intérêt du tramway défendra non seulement son exploitation mais également son extension. Les essais ont lieu en 1984 ; la mise en service en 1985. Malgré toutes ces difficultés aussi bien techniques que politiques et alors que des projets étaient étudiés pour Strasbourg et Grenoble depuis le début des années 1970, Nantes est la première ville française à mettre en service un tramway moderne, avant Grenoble en 1987 et Strasbourg en 1991. Le tramway rencontre un succès immédiat auprès de la population nantaise et également auprès des élus nationaux devenus très intéressés devant la réalisation nantaise. La ligne 1 est prolongée jusqu'au quartier de la Beaujoire (desservant le stade et le parc des expositions) et des travaux sont engagés en vue d'une deuxième ligne, en l'occurrence Place Viarme-Trocardière (à Rezé).
Autres aspects de la municipalité Chénard
Autres aspects de la municipalité Chauty
En 1986, les chantiers navals Dubigeon construisent un dernier navire à Nantes, puis ferment leur établissement de l'Île de Nantes en 1987. Cette fermeture est un coup dur pour la ville car elle met de façon symbolique la fin à l'ère industrielle nantaise engagée depuis le XIXe siècle. Il s'ensuit une crise économique et budgétaire qui affecte nombre d'entreprises sous-traitantes du bassin d'emplois. Au moment de la fermeture des chantiers, le maire Michel Chauty prendra parti pour les ouvriers en interdisant une manifestation mondaine au profit de la bijouterie de luxe Cartier qui devait bloquer la rue Crébillon.
Les élections municipales de 1989
À la fin de son mandat, Michel Chauty ne désire pas se représenter : handicapé (il commence à perdre la vue); son épouse très malade; il annonce sa retraite en novembre 1988. La candidature d'Alain Madelin est envisagée, mais il se récuse. La liste de droite va donc être conduite par Daniel Augereau. À gauche, il semble que Claude Évin, rejeté à Saint-Nazaire, ait envisagé la mairie de Nantes, mais c'est le maire socialiste de Saint-Herblain, Jean-Marc Ayrault, qui remporte l'élection de mars 1989.

### Les années Jean-Marc Ayrault (1989-2012)

#### Une forte domination politique
Rétrospectivement, on constate qu'avec la victoire de Jean-Marc Ayrault, jusque-là maire de Saint-Herblain, le PS et la gauche en général (du PC à l'UDB) s'installent durablement à la mairie de Nantes. Depuis cette date, la droite n'a retrouvé aucun dirigeant capable d'être élu et les discours optimistes tenus lors des élections municipales de 2008 ne lui ont pas permis d'atteindre le second tour, la liste Ayrault obtenant immédiatement 55 % des voix. Les têtes des listes de droite opposées à Jean-Marc Ayrault ont successivement été : en juin 1995, Élisabeth Hubert, médecin, député, alors ministre de la Santé du gouvernement Juppé 1 ; en mars 2001, Jean-Luc Harousseau, professeur de médecine ; en 2008, Sophie Jozan, professeur d'économie politique, conseillère municipale d'opposition.

#### Les transports nantais (suite)
Les travaux engagés par Alain Chénard et poursuivis sous Michel Chauty sont repris par Jean-Marc Ayrault.
Dans un premier temps, la ligne 2 est prolongée non pas vers la route de Vannes comme prévu, mais vers le nord, le long de l’Erdre et des campus de Sciences et de Lettres, avec un terminus au centre commercial Orvault Grand Val.
La ligne 3 vers le nord-ouest (quartier du Sillon de Bretagne) n’est construite que quelques années plus tard (vers 2000) ; l'installation des rames de tramway dans des rues étroites nécessitant de résoudre de nombreux problèmes techniques.
Ce réseau de lignes de tramway est complété en 2006 par une ligne d'autobus en site propre, dit « Busway », de la place Maréchal-Foch près de la cathédrale au périphérique, porte de Vertou, à travers l'île Beaulieu. Cette ligne est particulièrement appropriée pour le covoiturage.
Des interventions ont aussi lieu sur les lignes de chemin de fer : création en 2007 de deux gares de banlieue sur la ligne de Saintes (Pas Enchantés et Frêne Rond à Saint-Sébastien-sur-Loire ; remise en service (encore en cours de réalisation en janvier 2011) de la ligne de Châteaubriant qui intéresse les communes de La Chapelle-sur-Erdre et Sucé-sur-Erdre.
Dans le domaine des transports interurbain, on peut évoquer l'arrivée en 1989 du TGV Atlantique en gare de Nantes et le projet d'aéroport international de Notre-Dame-des-Landes, projet dans lequel la municipalité est fortement impliquée, malgré les réticences des Verts.

#### Les développements dans le domaine de la culture et des loisirs

##### Culture
Durant cette période, Nantes est le lieu de plusieurs faits culturels importants et dont certains ont une dimension internationale qui rejaillit sur la ville :

##### Structures permanentes
- Royal de luxe : créée en 1979, installée à Nantes depuis 1990, cette compagnie de théâtre de rue manipulant parfois des marionnettes de plusieurs mètres de haut grâce à des machineries de taille adaptée opère dans de nombreux endroits.
- le Lieu unique : scène nationale créée en 2000 et installée dans l'usine LU désaffectée.
- les Machines de l'île : espace d'exposition et d'animation créé en 2007 par la communauté urbaine de Nantes (Nantes Métropole).

##### Festivals à durée limitée
- le Festival des Allumées : organisé de 1990 à 1995 par Jean Blaise prolongé par Trafics et Fin de siècle.
- Estuaire : créé en 2007 par le Lieu Unique, ce festival associe Nantes, Saint-Nazaire et les communes situées le long de l'estuaire de la Loire ; programmé seulement pour trois éditions : 2007, 2009 et 2012.

##### Festivals annuels
- Festival des trois continents : festival de cinéma créé en 1979, durant le mandat d'Alain Chénard.
- la Folle Journée : festival de musique classique créé en 1995 par René Martin, présente maintenant à Bilbao, Lisbonne, Tokyo, etc.
- Utopiales : festival de science-fiction créé à Poitiers, installé à Nantes depuis 2000.
- Scopitone : festival consacré aux arts numériques et à la culture électronique créé en 2002.
- Les Rendez-vous de l'Erdre : festival de Jazz et Belle plaisance créé en 1987.

##### Musées et monuments
- rénovation de l'intérieur du théâtre Graslin (vers 2002).
- rénovation du musée d'Arts.
- rénovation du Château des ducs de Bretagne et création d'un musée consacré à l'histoire de la ville en remplacement de ceux qui y existaient auparavant et étaient un peu désuets.
- expositions du Musée des Beaux-Arts : notamment, celle sur L'Avant-garde russe en 1993, qui a attiré des visiteurs au-delà de Nantes, celle sur Simon Vouet, les années italiennes en 2008-2009 ; du château : Jules Grandjouan en 1998.

##### Critiques
Durant les années 1990, des critiques s'élèvent contre une culture de l'évènement, du « coup médiatique », une « culture-paillettes » ; ces critiques viennent de la droite, mais aussi des milieux de l'éducation populaire. En 2002, Bernard Vrignon écrit deux courriers à Ouest-France (6 et 27 juin 2002) : « J'exprime mon désaccord sur une politique municipale, qui sans se résumer à des « coups », m'apparaît avoir favorisé surtout une culture des "rendez-vous" qui profite plus à l'éphémère qu'à une action de fond. »

##### Le passé négrier de Nantes comme enjeu mémoriel
Une évolution dans la vie culturelle de Nantes a été le développement de l'étude du passé négrier de Nantes, qui n'était pas « occulté », puisqu'il apparaissait dans les ouvrages grand public (guides touristiques, manuels scolaires, etc.), mais qui n'était pas pris en charge sur le plan collectif ; ce passé fait l'objet d'une exposition au château des Ducs en 1992, en relation avec des travaux universitaires, en particulier ceux de Serge Daget et d'Olivier Pétré-Grenouilleau. À partir de là, se développe l'idée d'établir une mémoire permanente de la traite nantaise, idée qui n'est d'ailleurs pas acceptée avec enthousiasme par tous les acteurs de la vie nantaise. En 2009-2010, une campagne est lancée en direction des anciens ports négriers français pour demander que les rues au nom évoquant des négriers soient débaptisées au motif que l’existence de ces rues pourrait être qualifiée d’apologie de crime contre l’humanité ; une manifestation a lieu à Nantes. Voici, pour Nantes, la liste de ces rues, telle qu'elle est donnée dans un site engagé dans cette campagne : rue Grou, rue Leroy, impasse Baudoin, chemin Bernier, rue Colbert, rue Berthelot, avenue Bourgault-Ducoudray, avenue Guillon, rue Fosse, rue Maurice-Terrien, avenue Millet. Curieusement, on n'y trouve pas la rue Montaudouine.
En 2012, un mémorial de l'abolition de l'esclavage est inauguré sur le quai de la Fosse à proximité de la passerelle Victor-Schœlcher.

##### Sport
Le déroulement à Nantes de matchs de la Coupe du Monde 1998 est un événement sportif et festif important, à une époque ou le club de football de la ville est encore aux premiers rangs de la division 1.

#### Évolution dans le domaine de l'urbanisme
Un élément essentiel de l'urbanisme est désormais la structure intercommunale, Nantes Métropole. La première intercommunalité date de 1975 (le Syndicat des transports, voir supra, Le nouveau tramway nantais), mais elle a actuellement une tout autre ampleur et des compétences beaucoup plus larges.
En ce qui concerne la commune de Nantes, les nouveautés dans le domaine des transports et de la culture ont été accompagnés par une grande restructuration du centre-ville où la circulation automobile a été fortement canalisée, là encore avec des oppositions récurrentes. Des réaménagements ont touché plusieurs rues et places : cours des 50-Otages, place Royale, place Saint-Pierre notamment. Sans supprimer la circulation automobile, la place accordée aux piétons est beaucoup plus grande qu'auparavant comme rue Crébillon (mandat Chauty). Cela complète le réseau des rues piétonnes qui a été établi dès le mandat Morice. Un objectif a été de restituer à certaines parties de la ville l'allure fluviale qu'elles ont eue autrefois, sans pour autant ramener d'eau, simplement par un agencement paysager : par exemple, le côté sud de l'île Feydeau, bordé par une grande pelouse en pente douce. Par ailleurs les cours Saint-Pierre et surtout Saint-André ont été libérés de leur fonction de parking grâce à la construction d'un parking souterrain. Au total, on peut penser que l'on a maintenant affaire à un véritable centre-ville où les points d'intérêts (cathédrale, château, place Royale, place Graslin, etc.) sont assez bien mis en valeur et convenablement reliés entre eux.
Le principal chantier actuellement en cours de réalisation concerne l'Île de Nantes, surtout les quartiers anciennement industriels de l'ouest : chantiers Dubigeon, ACB, etc. L'aménagement est ici volontairement assez lent (Gare de l'État devenue une maison des syndicats, nouveau Palais de Justice, Machines de l'Île, Anneaux de Buren, Hangar à bananes). Le but de cet aménagement est de faire de cette île, le véritable cœur de l'agglomération nantaise, donnant une part importante aux activités liées aux domaines des industries culturelles et créatives par l'aménagement du quartier de la Création.
Un autre quartier en cours de réaménagement est celui comprenant l'ancienne partie Ouest de la Prairie de Mauves (le Pré-Gauchet), au Sud de la Gare de Nantes, et la cité HLM de Malakoff. Le projet Malakoff/Pré-Gauchet a fait l'objet d'une attention particulière de la part de l'État en inscrivant celui-ci dans le cadre d'un Grand projet de ville (GPV) en 2000. La rénovation de la cité HLM (consistant dans le renouvellement de l'habitat, des commerces et des équipements publics) s'accompagne du désenclavement de celle-ci (élargissement des ponts ferroviaires, construction du pont Éric-Tabarly vers l'île de Nantes), afin de le connecter au nouveau quartier de la gare, via le nouveau boulevard de Berlin, situé à proximité du nouveau quartier d'affaires Euronantes et qui accueille pour une large part des immeubles de logements et de bureaux.
Les projets urbains dans les quartiers à la périphérie du centre-ville ne sont pas non plus oublié, tels que les écoquartiers de Bottière-Chénaie dans le quartier Doulon - Bottière et Erdre-Porterie dans le quartier Nantes Erdre, aménagés pour l'essentiel sur d'anciennes friches agricoles.

#### Évolution économique et sociale
Durant les années 1990, l’économie de services se développe, ainsi que des secteurs de pointe : télécommunications, services informatique, recherches agronomique, biologique ou médicale.
L'amélioration du cadre de vie dans l'agglomération nantaise et le département de la Loire-Atlantique attire les nouveaux ménages, souvent jeunes, venant pour la plupart de régions extérieures à celle des pays de la Loire (dont notamment l'Île-de-France). Cet afflux de nouveaux habitants fait de Nantes, l'une des grandes villes françaises à connaitre une très forte croissance démographique, avec plus de 38 000 habitants supplémentaires entre 1990 et 2006.
En 1995, la municipalité inaugure une politique visant à renforcer le dialogue avec les habitants des onze quartiers nantais nouvellement créés, par l'instauration de conseils de quartier dans chacun d'entre eux. Ces conseils se réunissent plusieurs fois dans l'année autour d'« élus référents », membres du conseil municipal, afin de menés à bien des projets de proximité susceptibles de dynamiser le quartier et d'améliorer la vie quotidienne de ses habitants.

### Les années Patrick Rimbert (2012-2014)
La nomination de Jean-Marc Ayrault au poste de Premier ministre, l'amène à abandonner ses fonctions de maire au profit de son premier adjoint Patrick Rimbert. Celui-ci ne sollicitant pas dès le début de sa prise de fonction de nouveau mandat en vue des élections municipales de mars 2014, restera pendant presque deux ans, un maire de transition menant une politique de continuité dans la ligne de son prédécesseur.

### Les années Johanna Rolland (depuis 2014)
Les élections municipales de mars 2014 porte pour la première fois une femme Johanna Rolland, jusqu'ici première adjointe de son prédécesseur, à la tête de la municipalité nantaise.